# Biserica de lemn din Dâncu

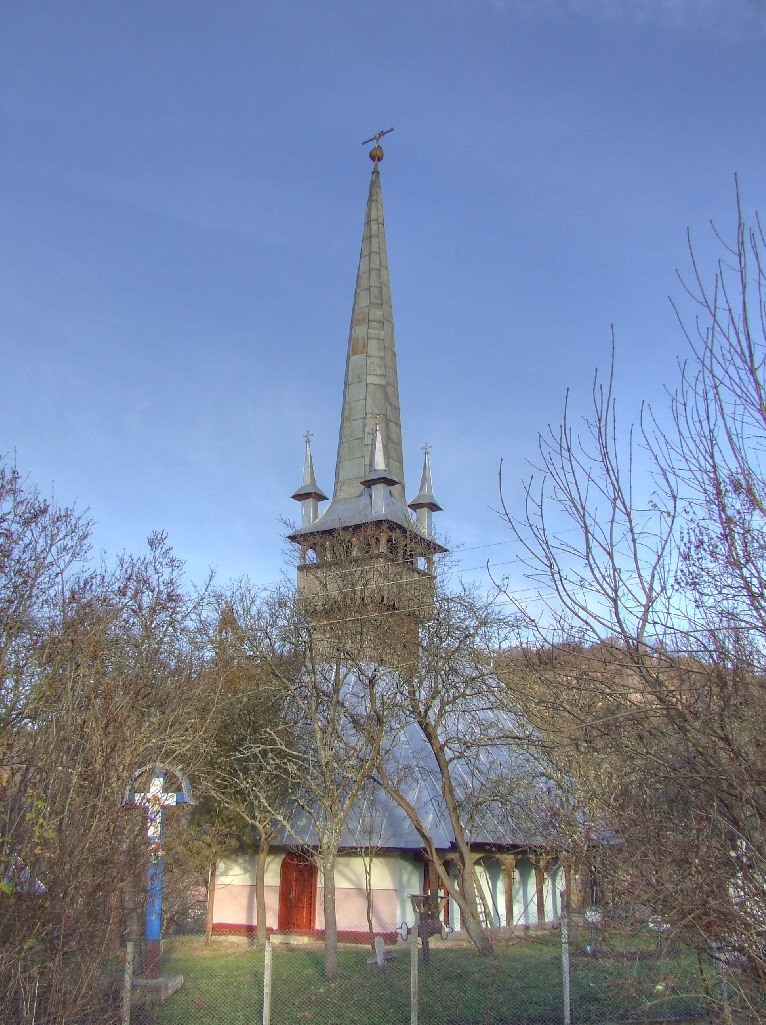
Biserica de lemn din Dâncu, județul Cluj, 2008.

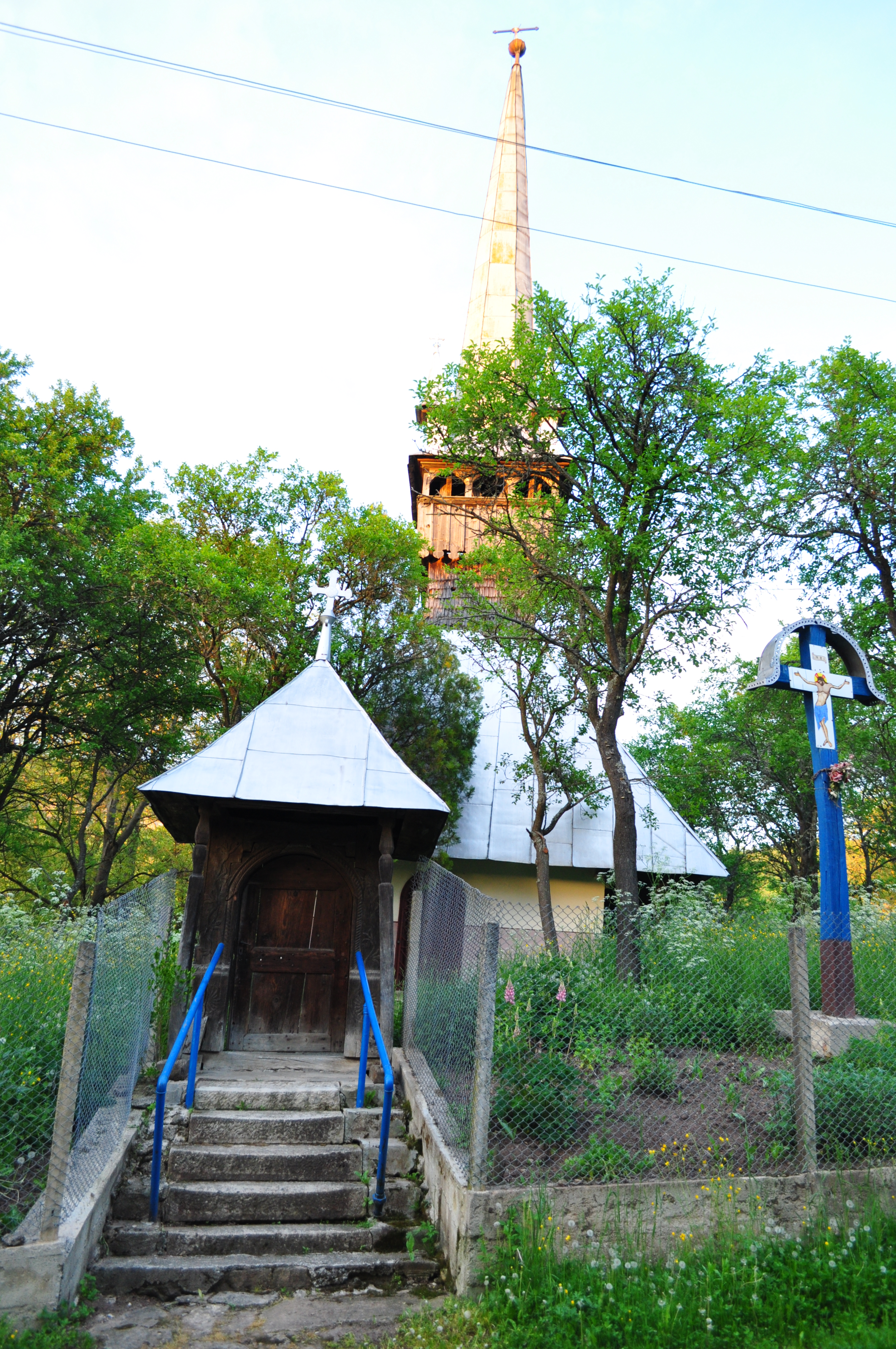
Biserica de lemn „Învierea Domnului” din Dâncu, județul Cluj, foto: mai, 2011.

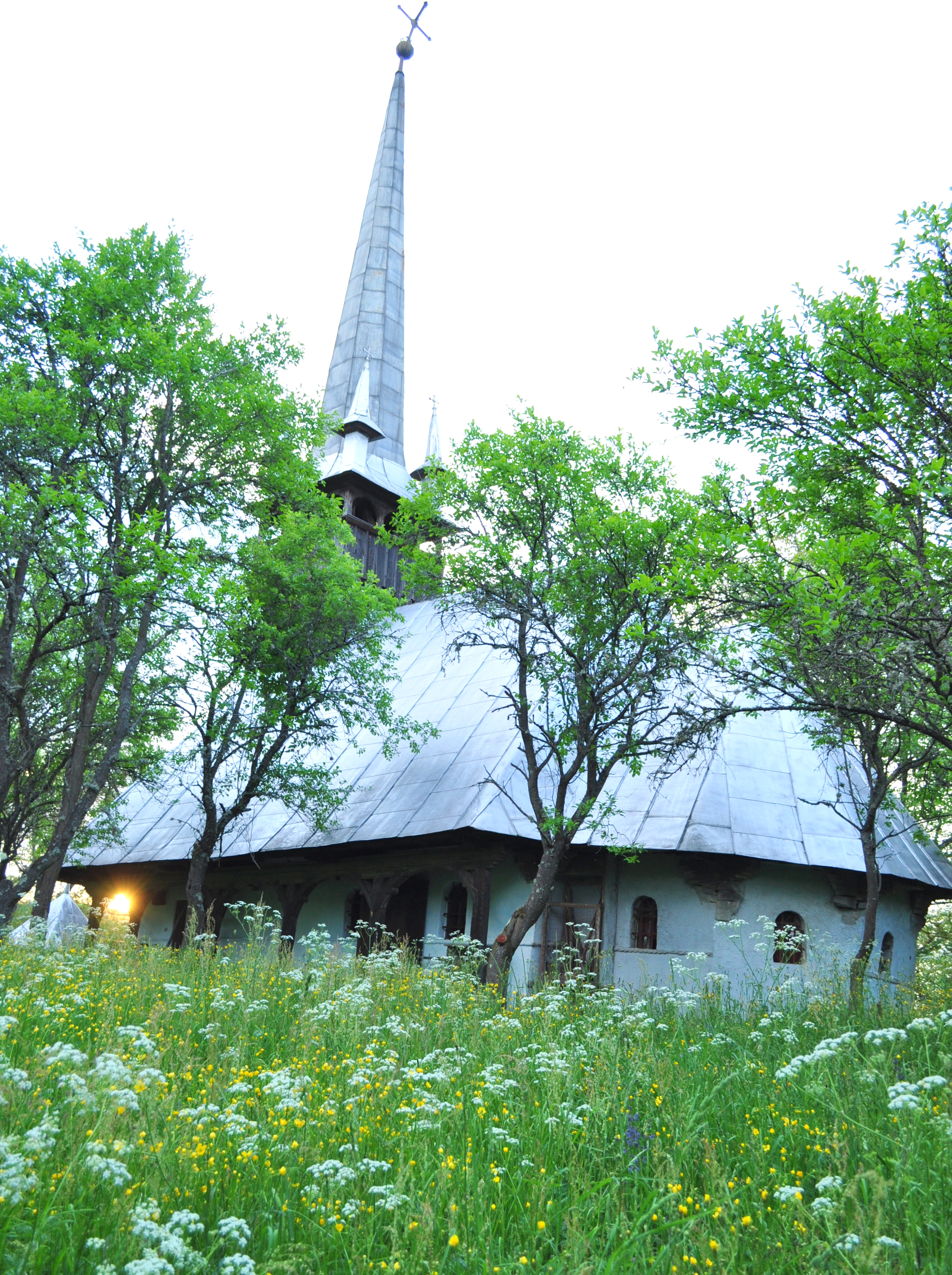
Biserica (nord-est)

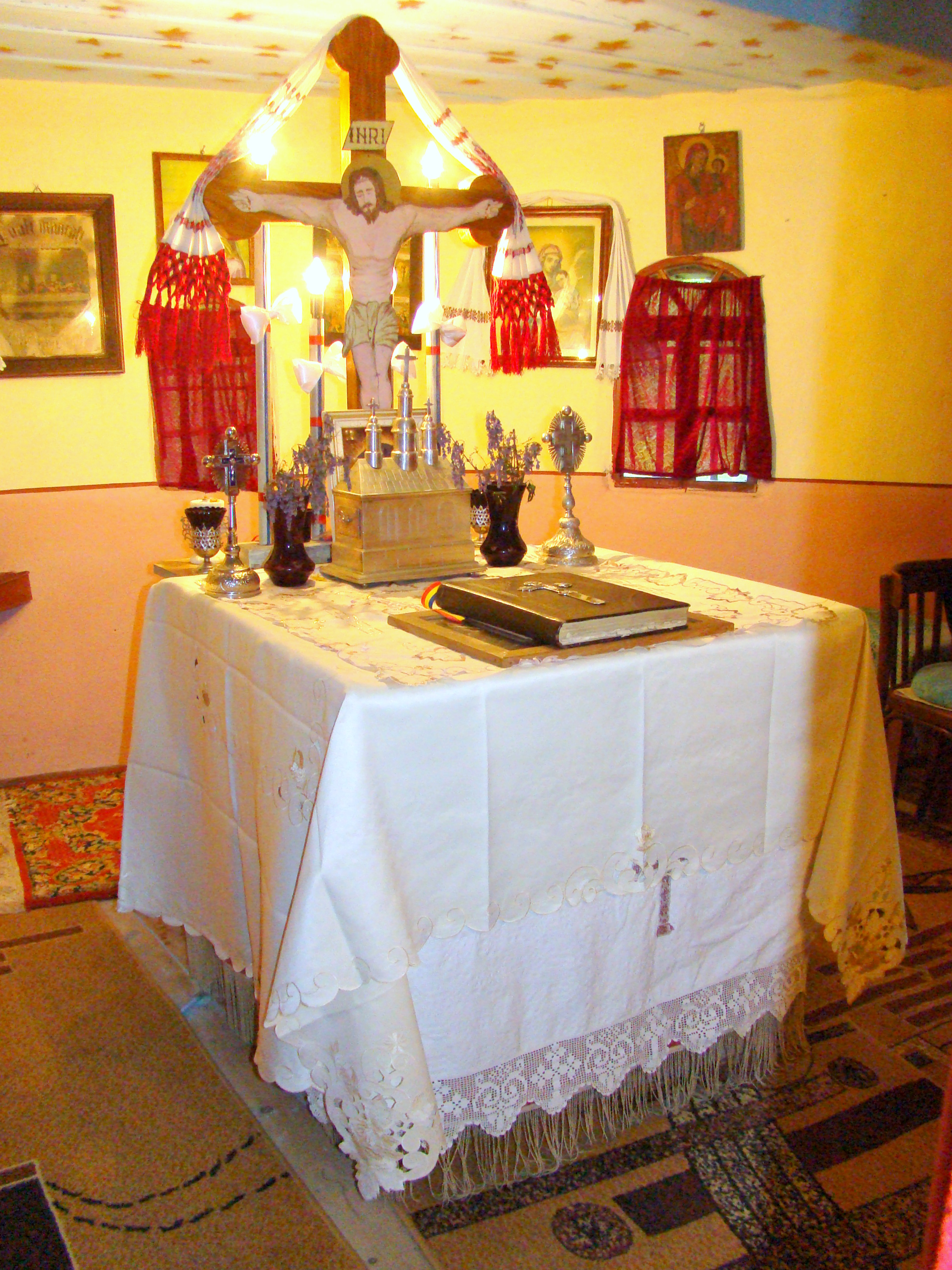
În altar

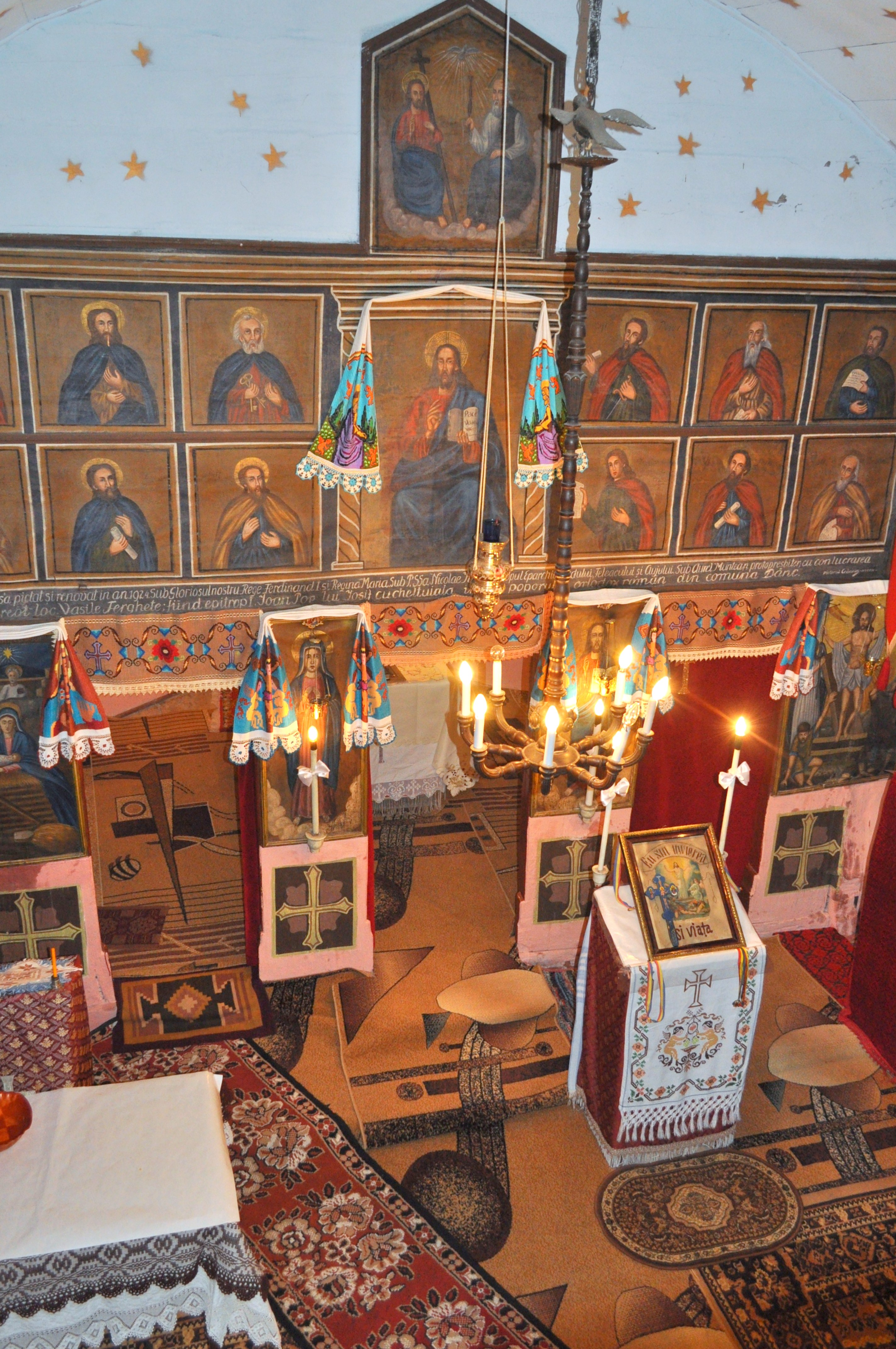
Interiorul navei văzut din corul bisericii

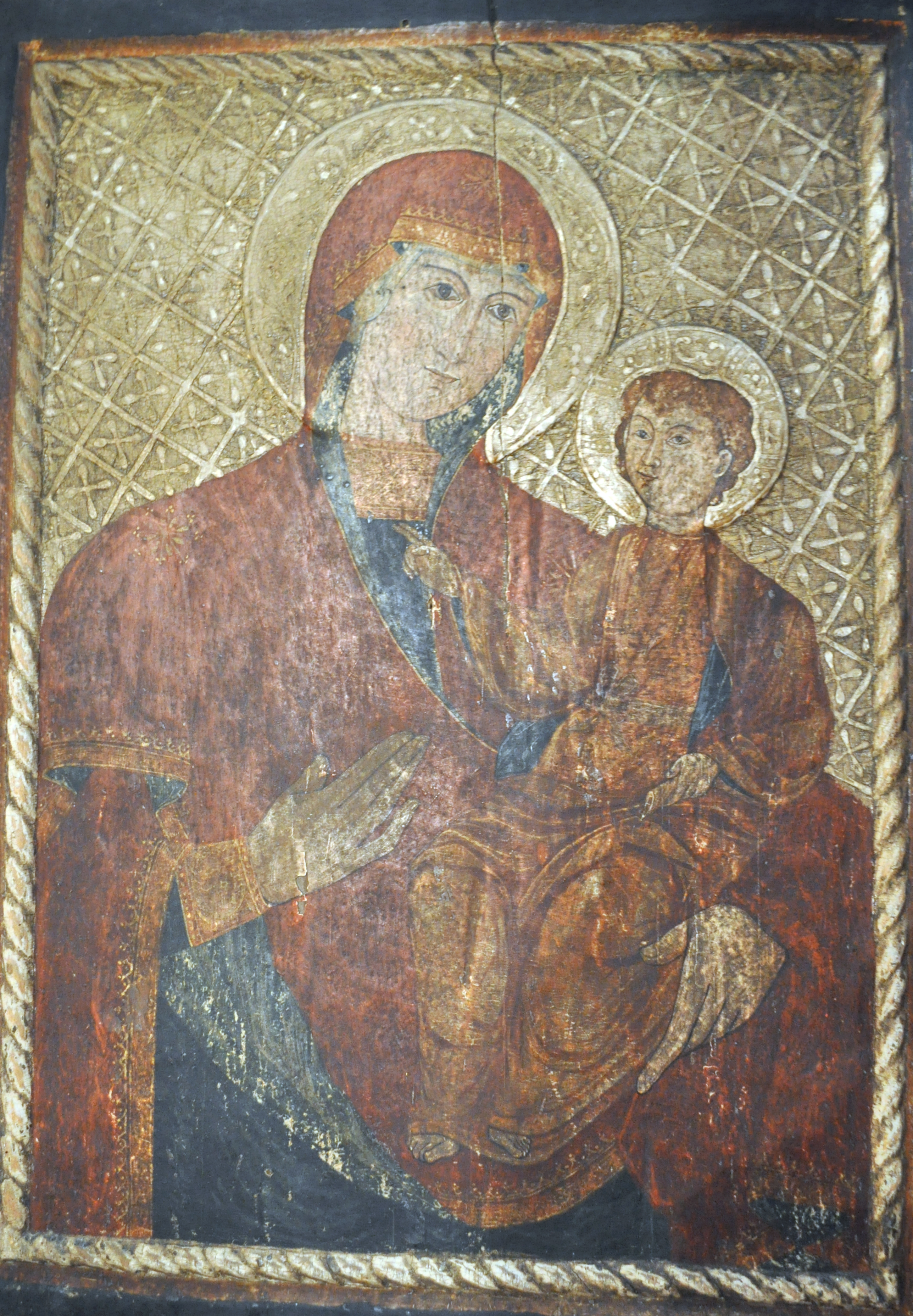
Maica Domnului cu Pruncul (Nechita Zugravu-1767)

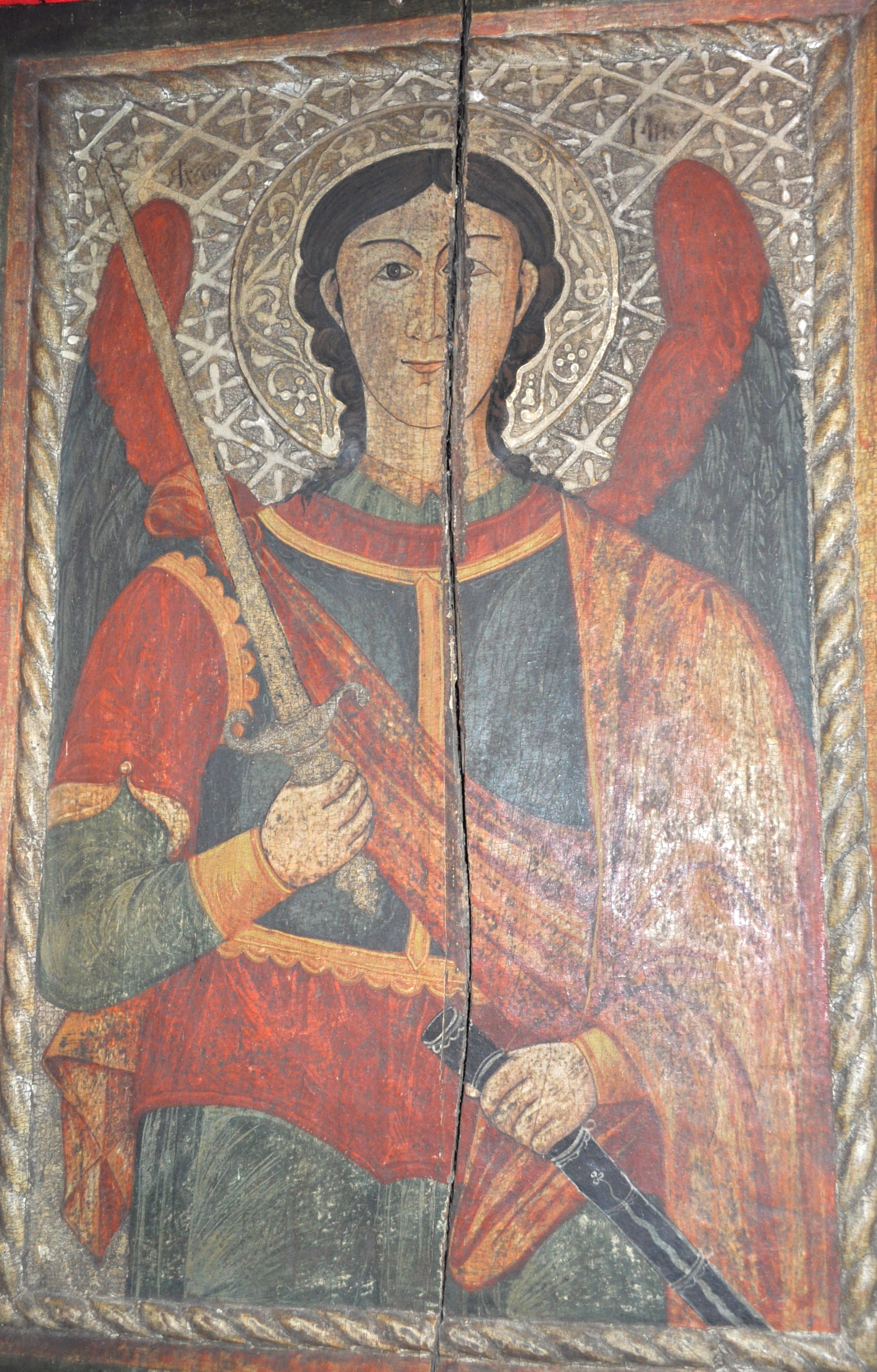
Arhanghelul Mihail

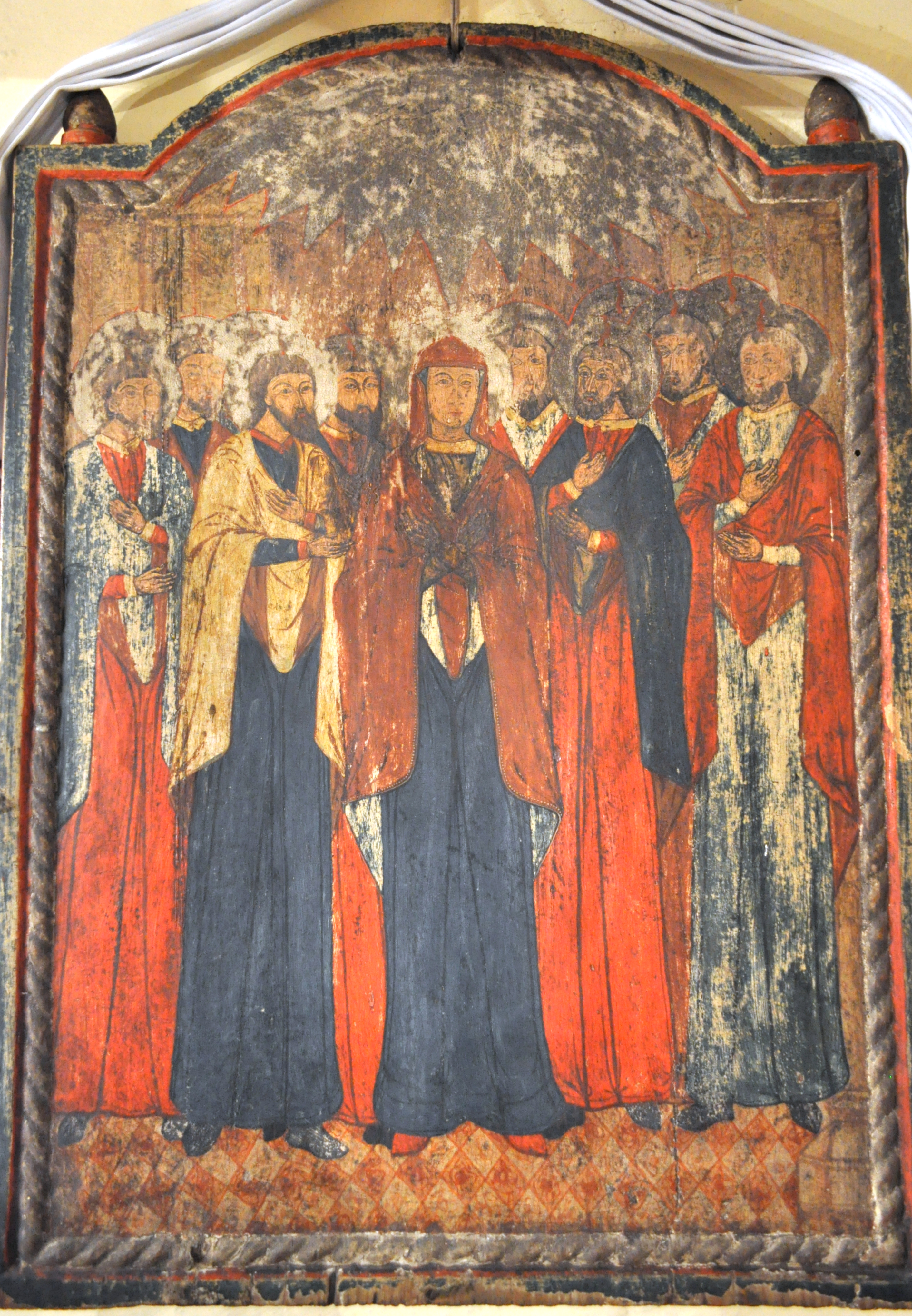
Soborul Maicii Domnului

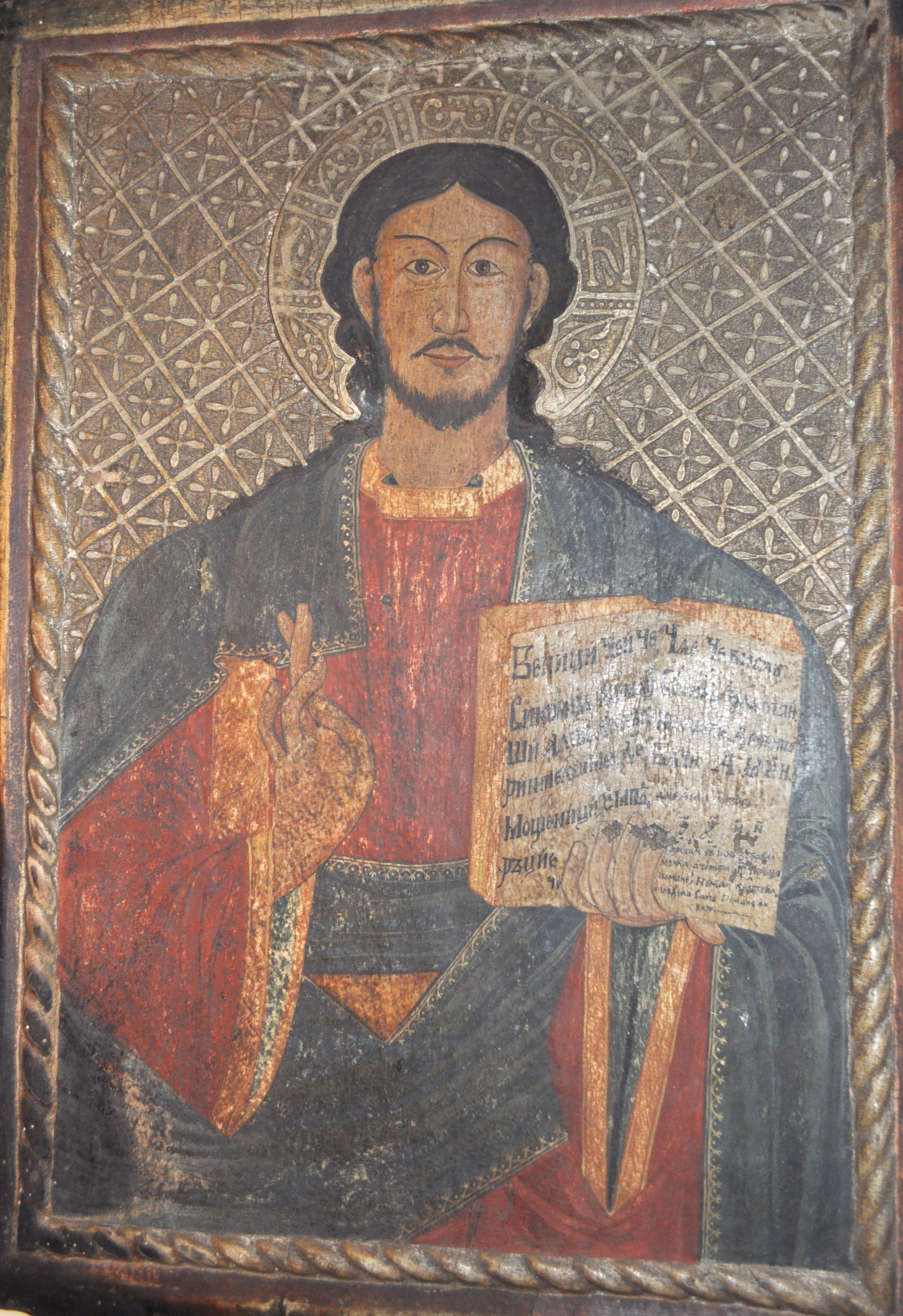
Iisus Pantocrator (Nechita Zugravu-1748)

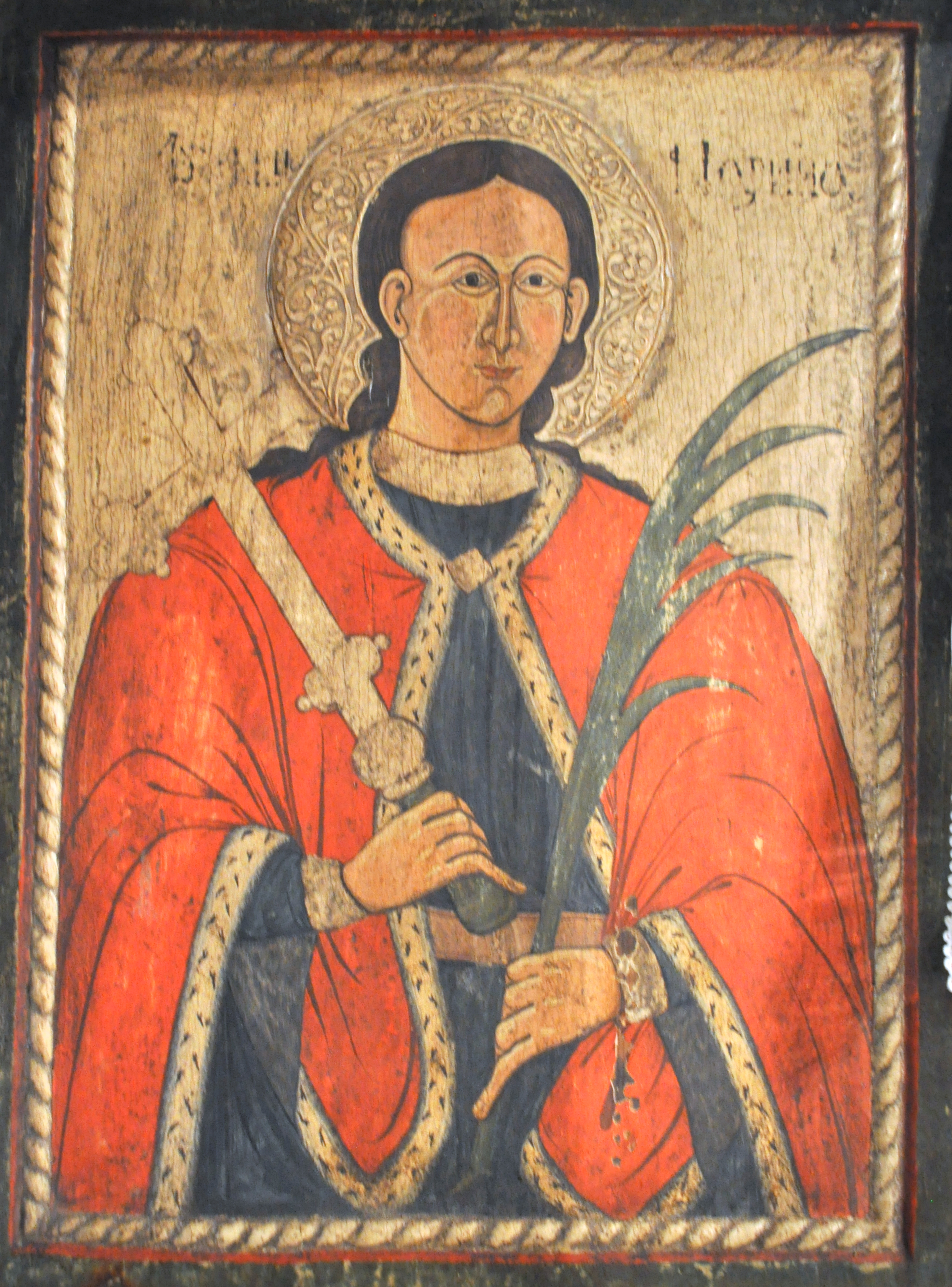
Arhanghelul Mihail (Nechita Zugravu-1767)

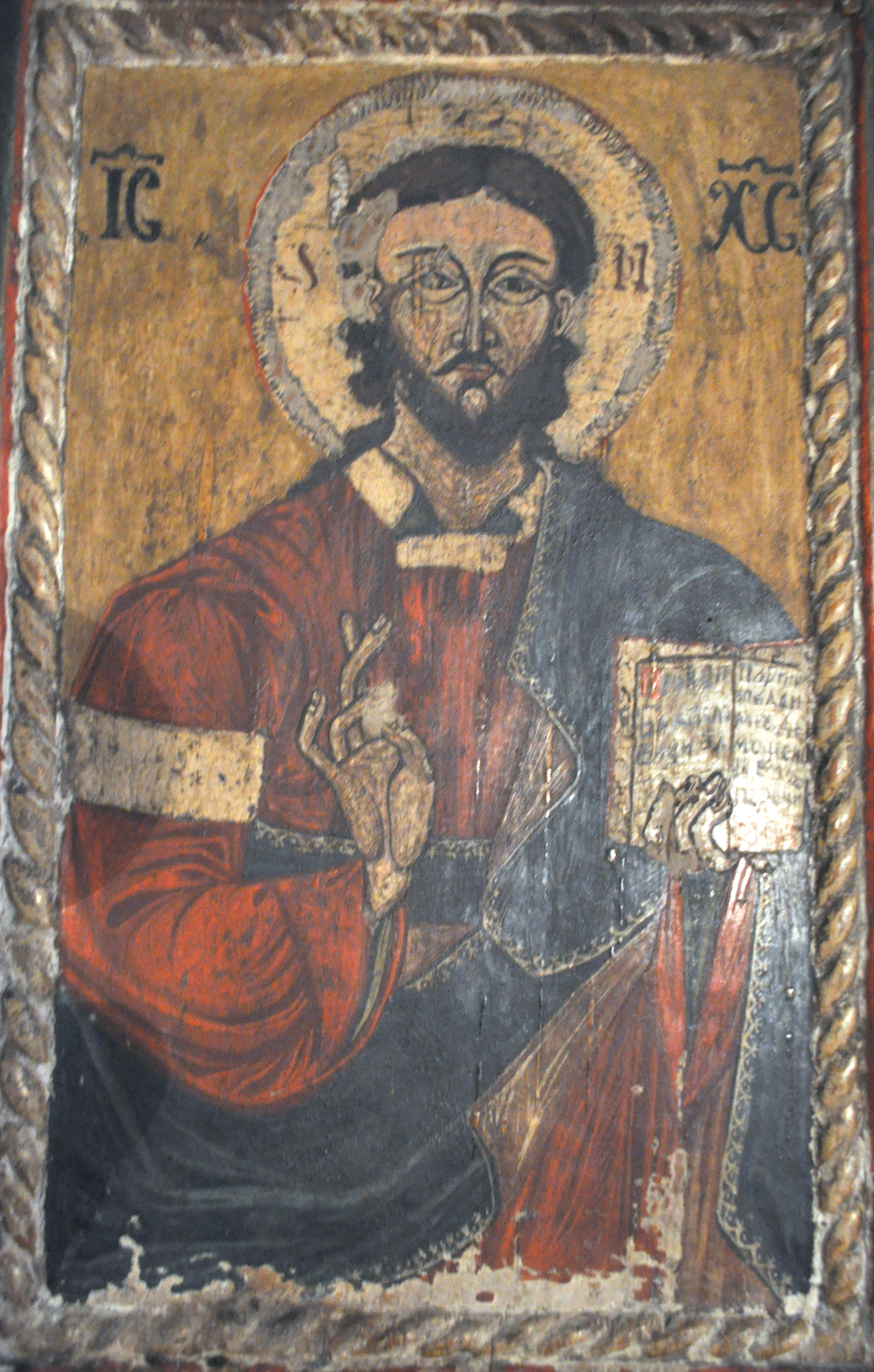
Iisus Pantocrator

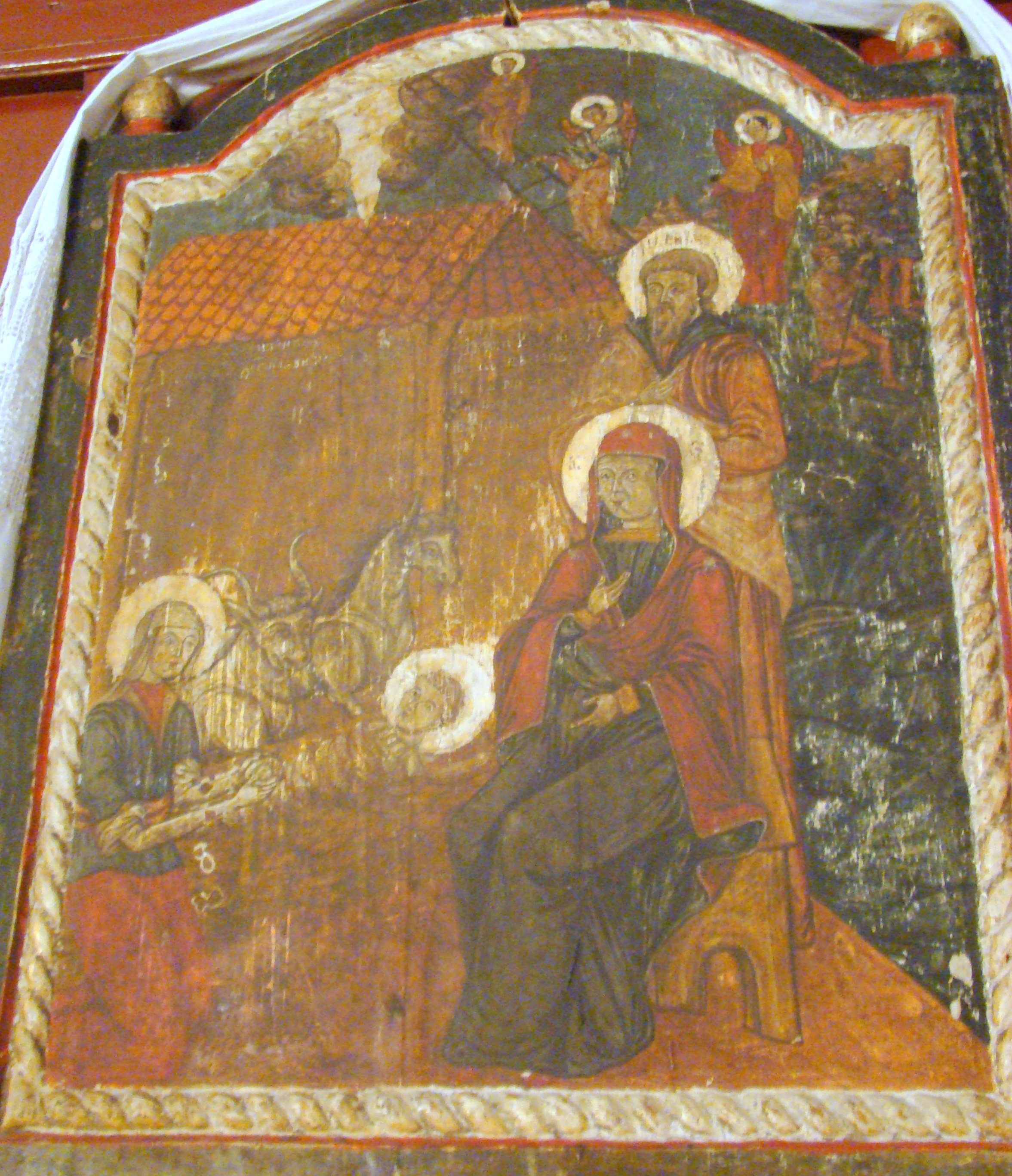
Nașterea Domnului (Nechita Zugravu-1754)

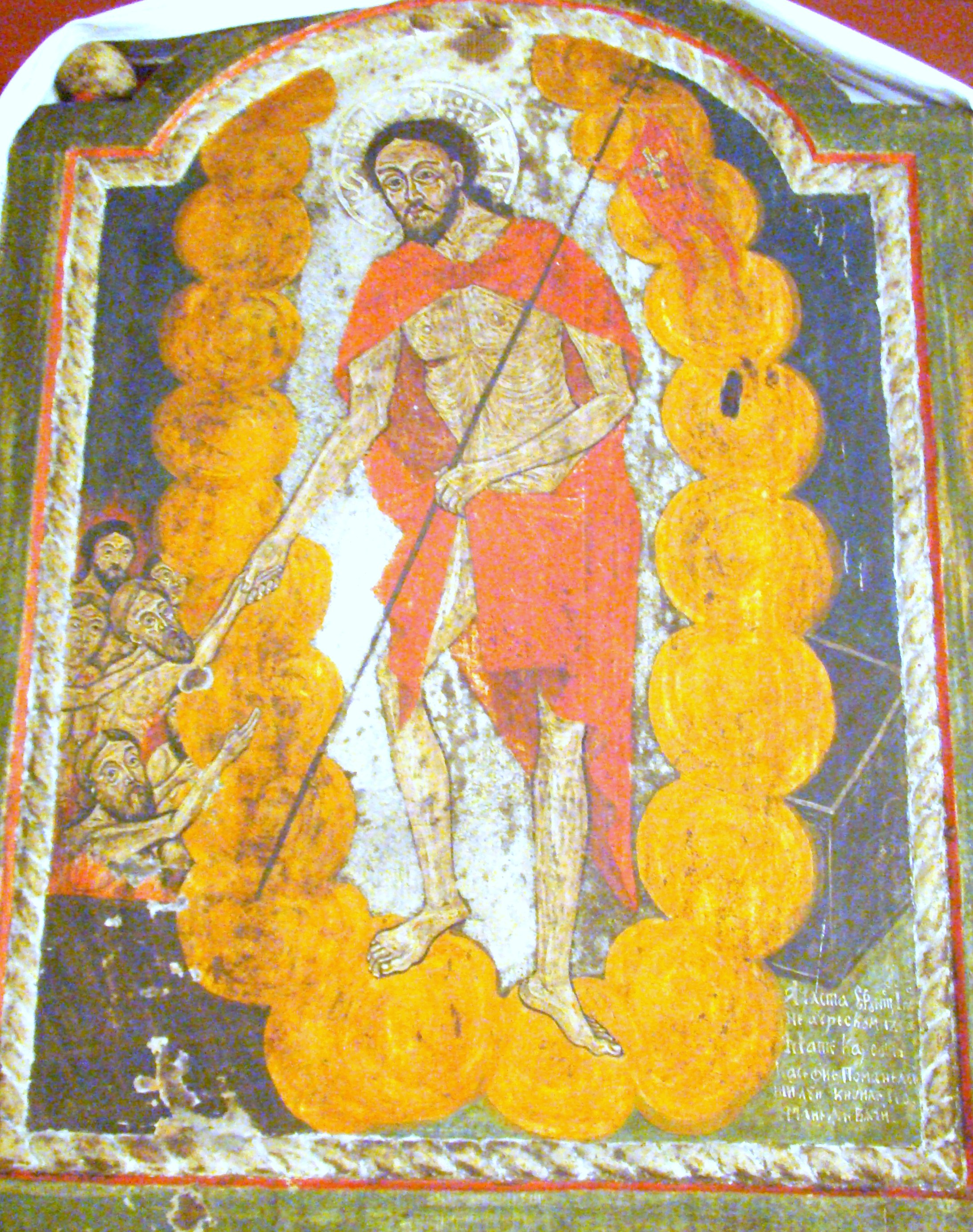
Învierea Domnului (Nechita Zugravu-1753)

Biserica de lemn din Dâncu, comuna Aghireșu, județul Cluj, datează din anul 1750.
Are hramul „Învierea Domnului”. Biserica se află pe noua listă a monumentelor istorice sub codul LMI: cod LMI CJ-II-m-B-07590.

## Istoric și trăsături
Biserica „Învierea Domnului” din satul Dâncu a fost strămutată aici din Valea Drăganului și reclădită în acest sat în anul 1862. În această mică așezare, aparținătoare comunei Aghireșu, cu o populație exclusiv românească, de circa 300 de suflete, a existat și înainte de 1862 o biserică mai veche, tot în cimitirul satului, unde a fost, de altfel, așezată și aceasta. Vechea biserică a fost vândută parohiei din satul Dângău Mare în 1864. Arhivat în 25 decembrie 2015, la Wayback Machine.
Biserica fusese construită, în satul Sebeș (azi Valea Drăganului) la 1750, din bârne de stejar, cu îmbinările drepte sau în „coadă de rândunică”. Are următoarele dimensiuni: pronaosul (3,53/5,86), iar naosul (6,10/5,86); altar poligonal cu pereții retrași. La strămutare a fost modificată prin adăugarea, pe latura sudică, a unui pridvor cu șase stâlpi. 
În 1924 satul a reparat biserica, mutând ușa de intrare de pe latura sudică pe cea vestică și tencuind construcția, atât în interior, unde au aplicat stratul de tencuială peste vechea pictură, cât și în exterior, unde au acoperit brâul în torsadă, aflat la 0,77 m înălțime de la baza tălpii.
Pronaosul susține pe grinzile sale rezistente stâlpii ce alcătuiesc scheletul trainic al turnului. Acesta se remarcă prin galeria deschisă, coiful octogonal și cele patru turnulețe de la bază. 
La ultima reparație, cea din 1988, s-a renunțat la acoperișul tradițional de șindrilă, biserica fiind astăzi integral învelită cu tablă.
Deși vechea pictură s-a pierdut în timpul lucrărilor de reparații, în 1924, atunci când a fost repictat iconostasul și o parte din naos, biserica mai adăpostește totuși o mică comoară: o colecție de icoane pe lemn, din care o mare parte sunt realizate de Nechita Zugravu. Acesta a fost un artist plastic în toată puterea cuvântului, pictor muralist și de icoane, deosebit de prolific între anii 1740-1770, activ nu numai în zona Clujului, ci și în Bihor, Sălaj și Câmpia Transilvaniei. În perioada când a activat devenise celebru, mai ales în zonele de la poalele Munților Apuseni și dealurilor Dejului și Clujului, îndosebi ca iconar de prestigiu.

## Imagini din exterior

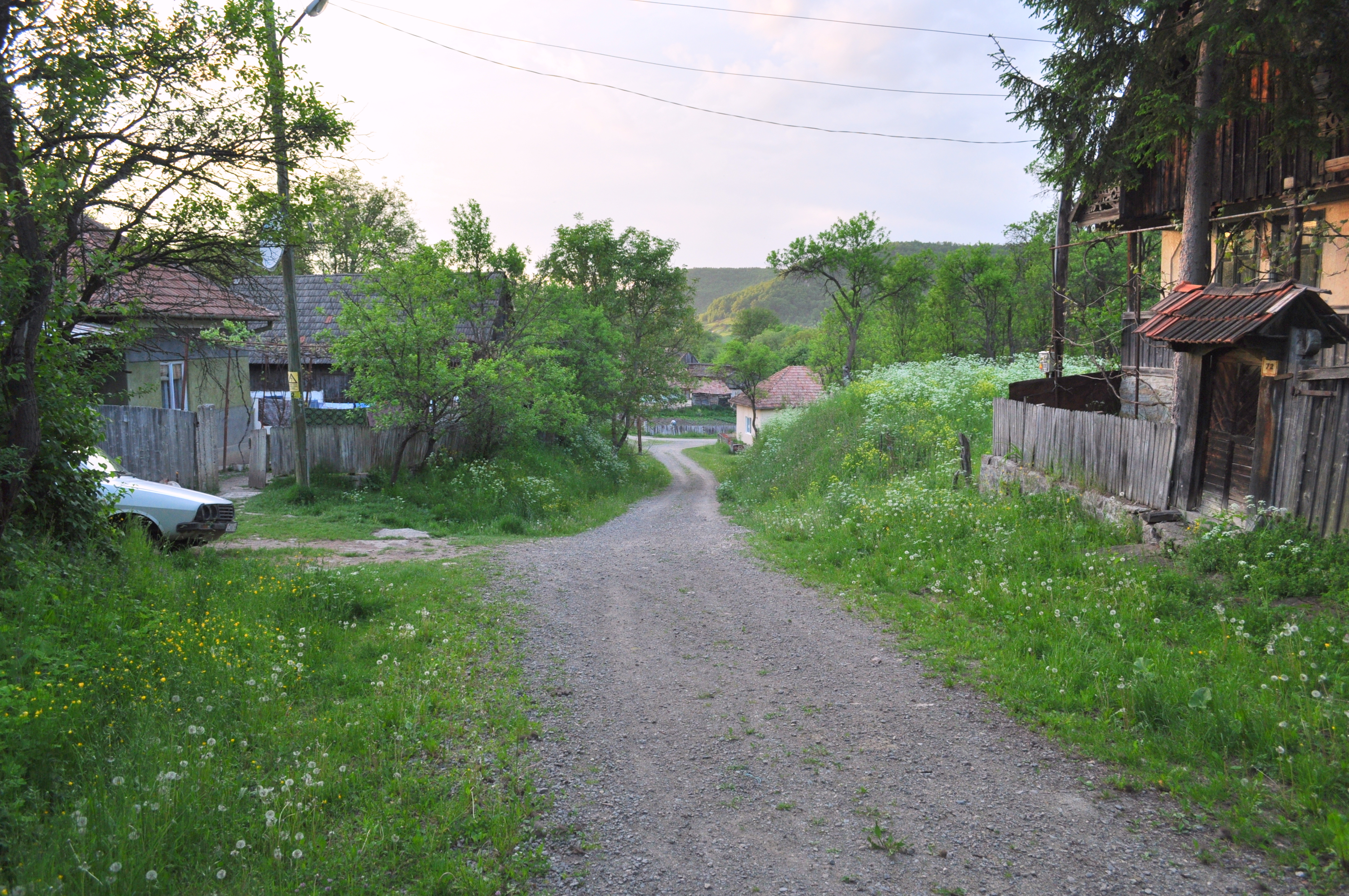
Drumul spre biserică
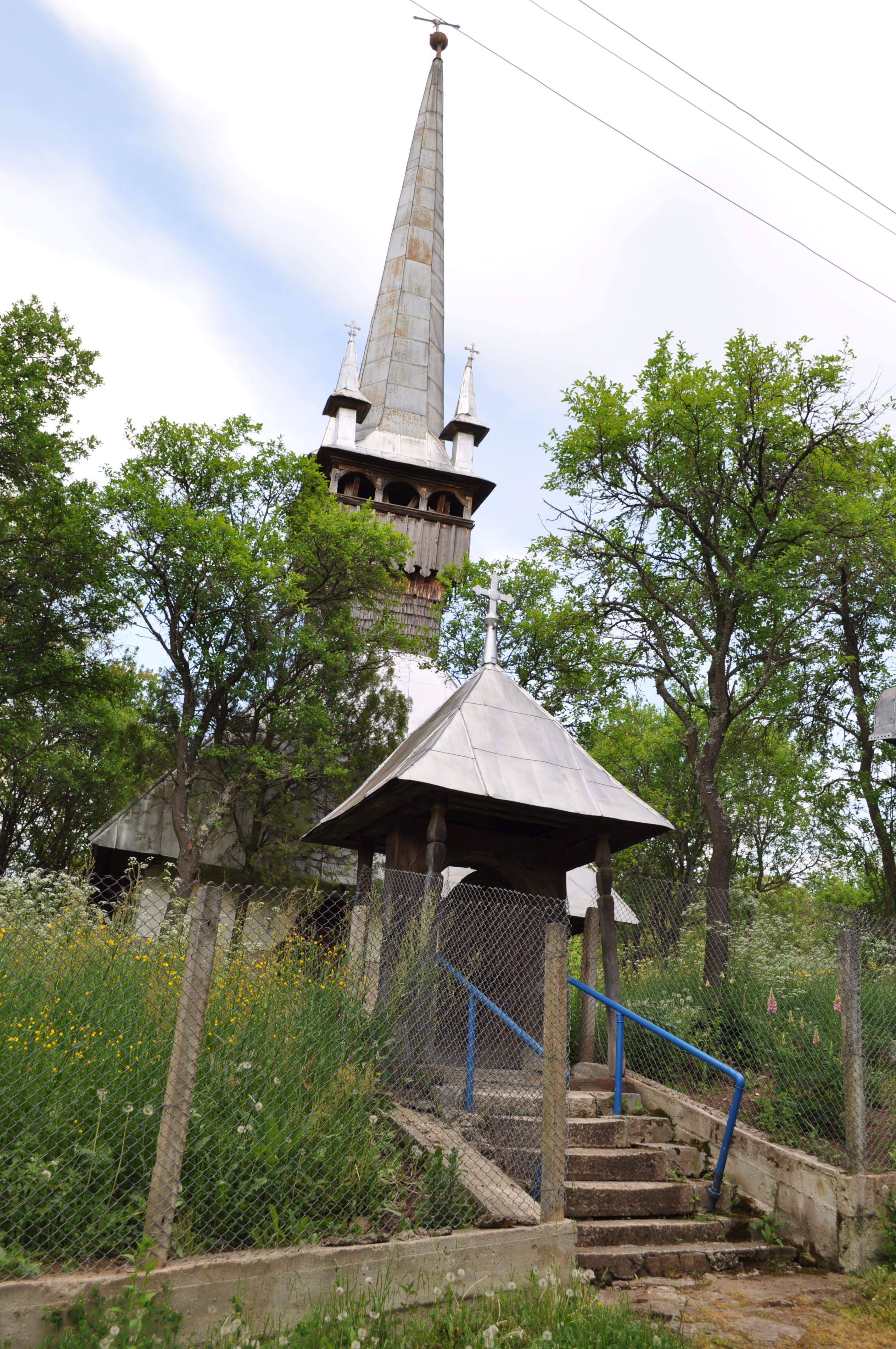
Biserica (vest)
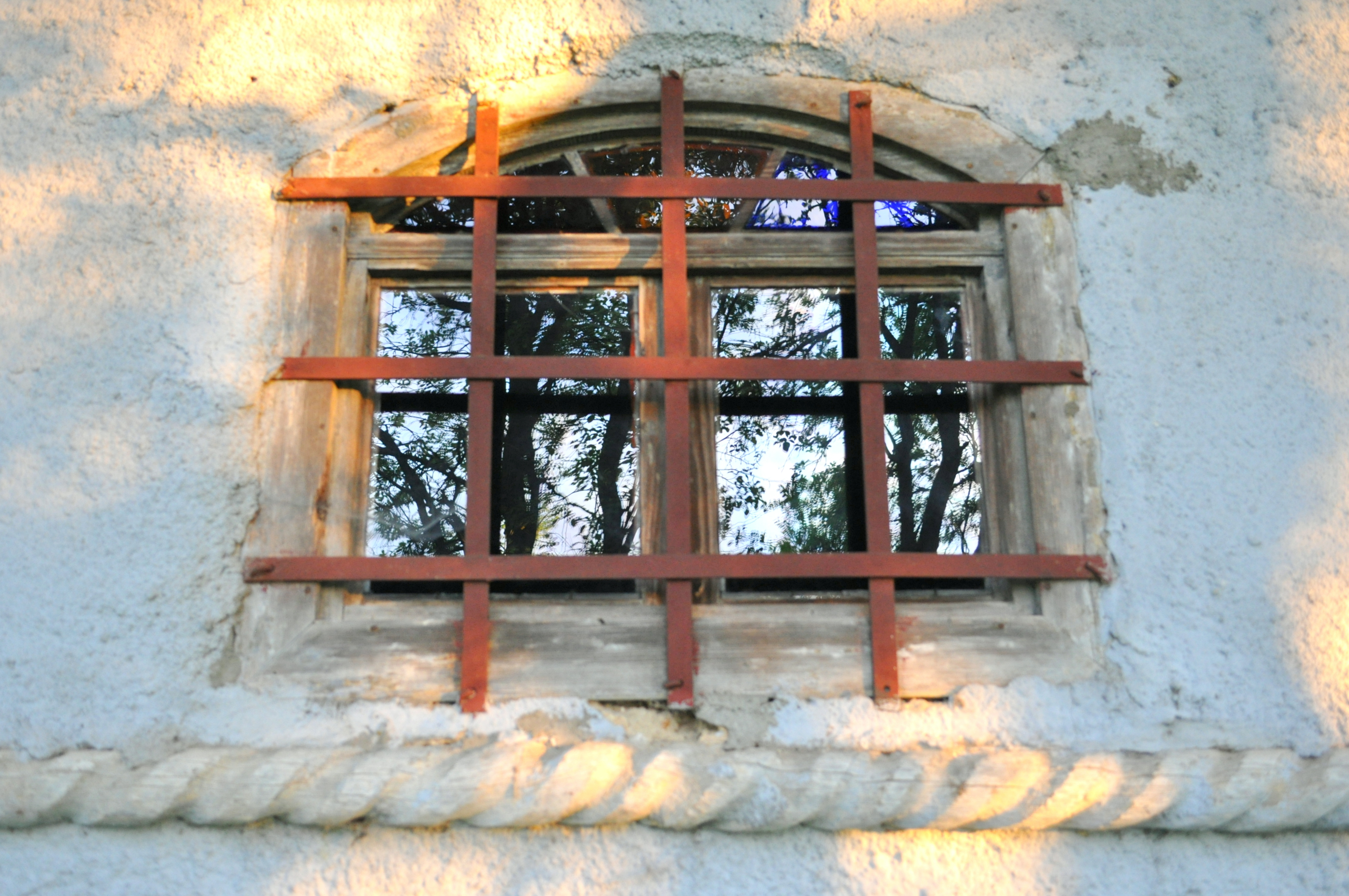
Fereastră și brâul în torsadă
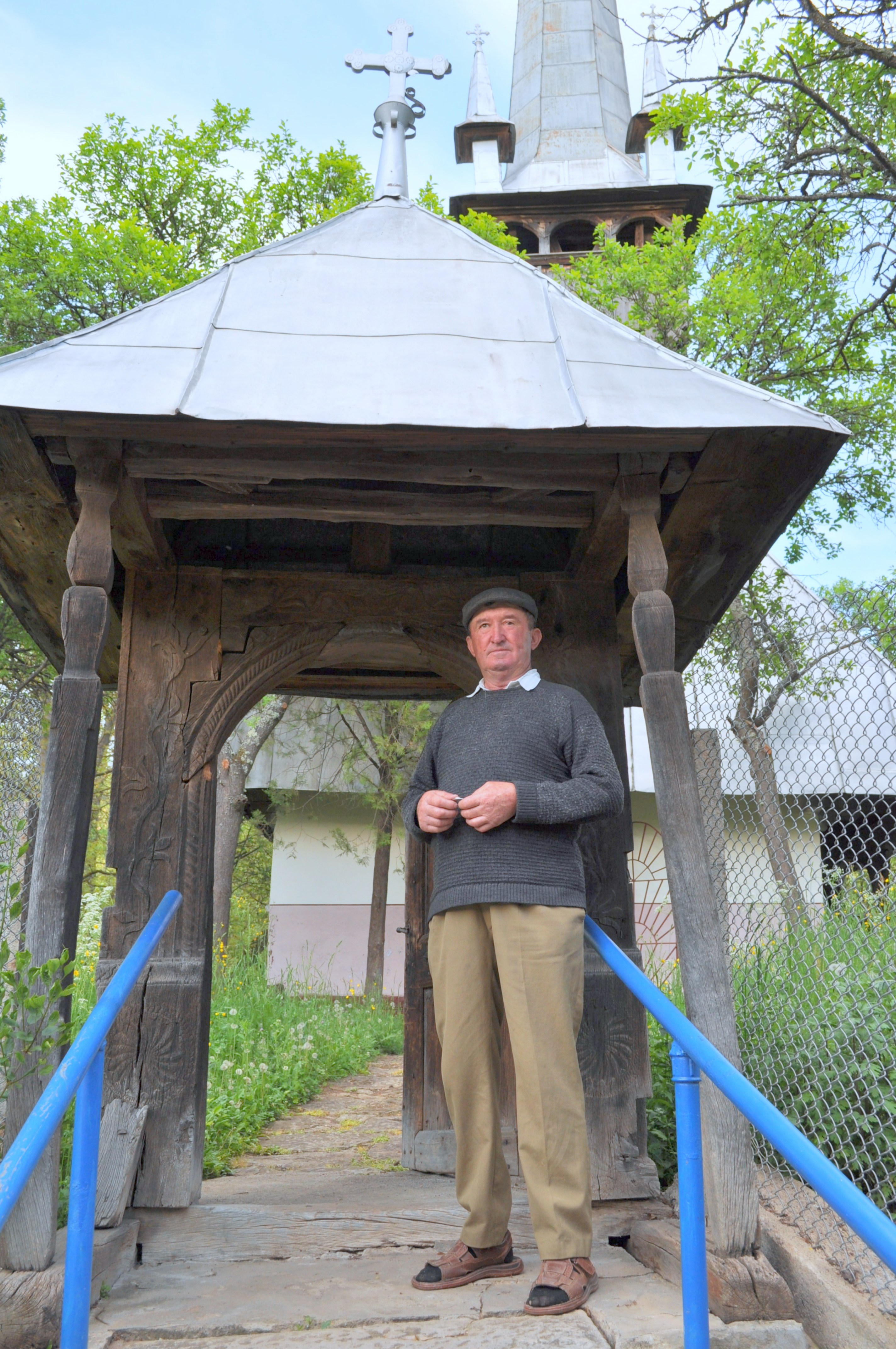
Portița de acces în curtea bisericii
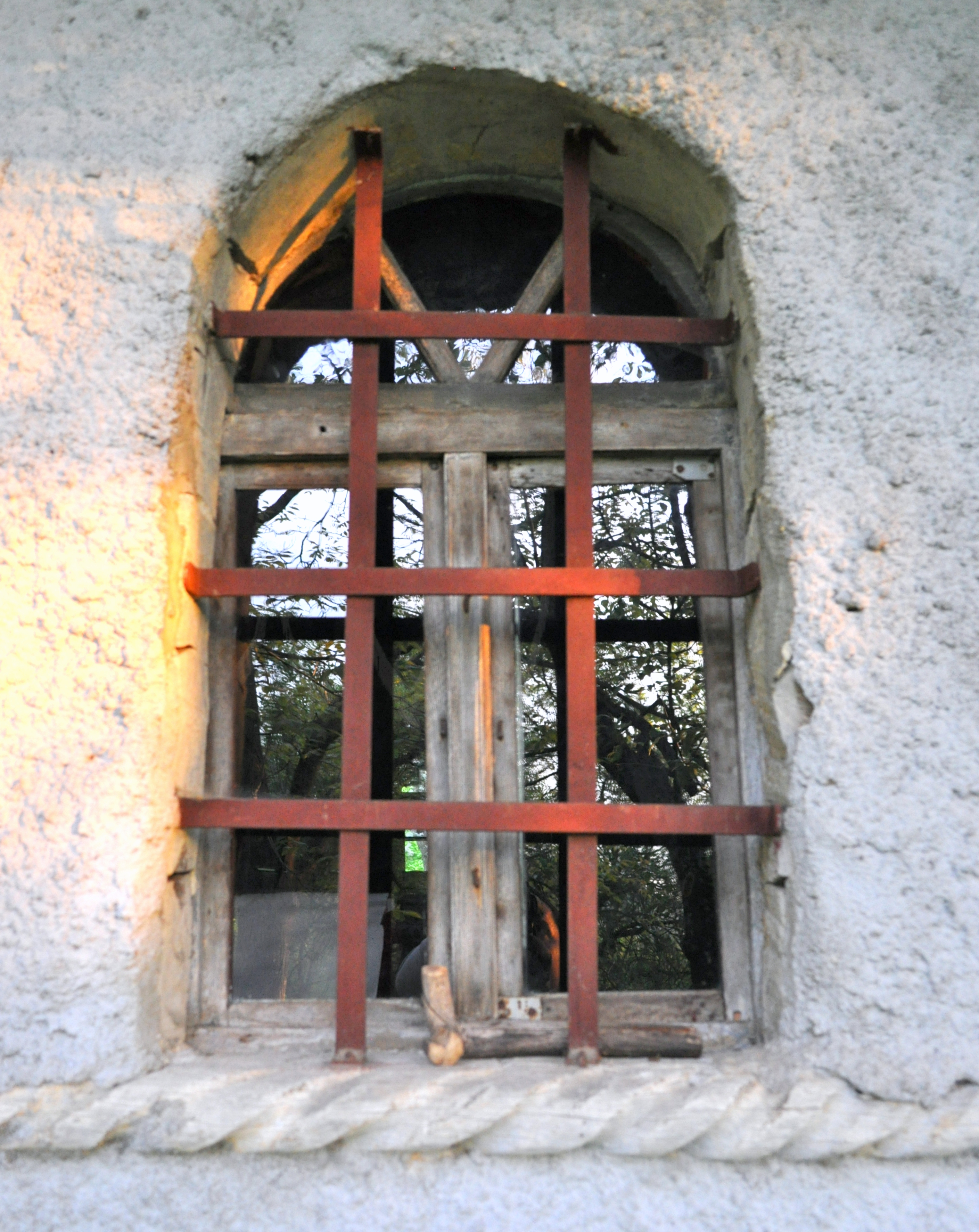
Fereastră și brâul în torsadă
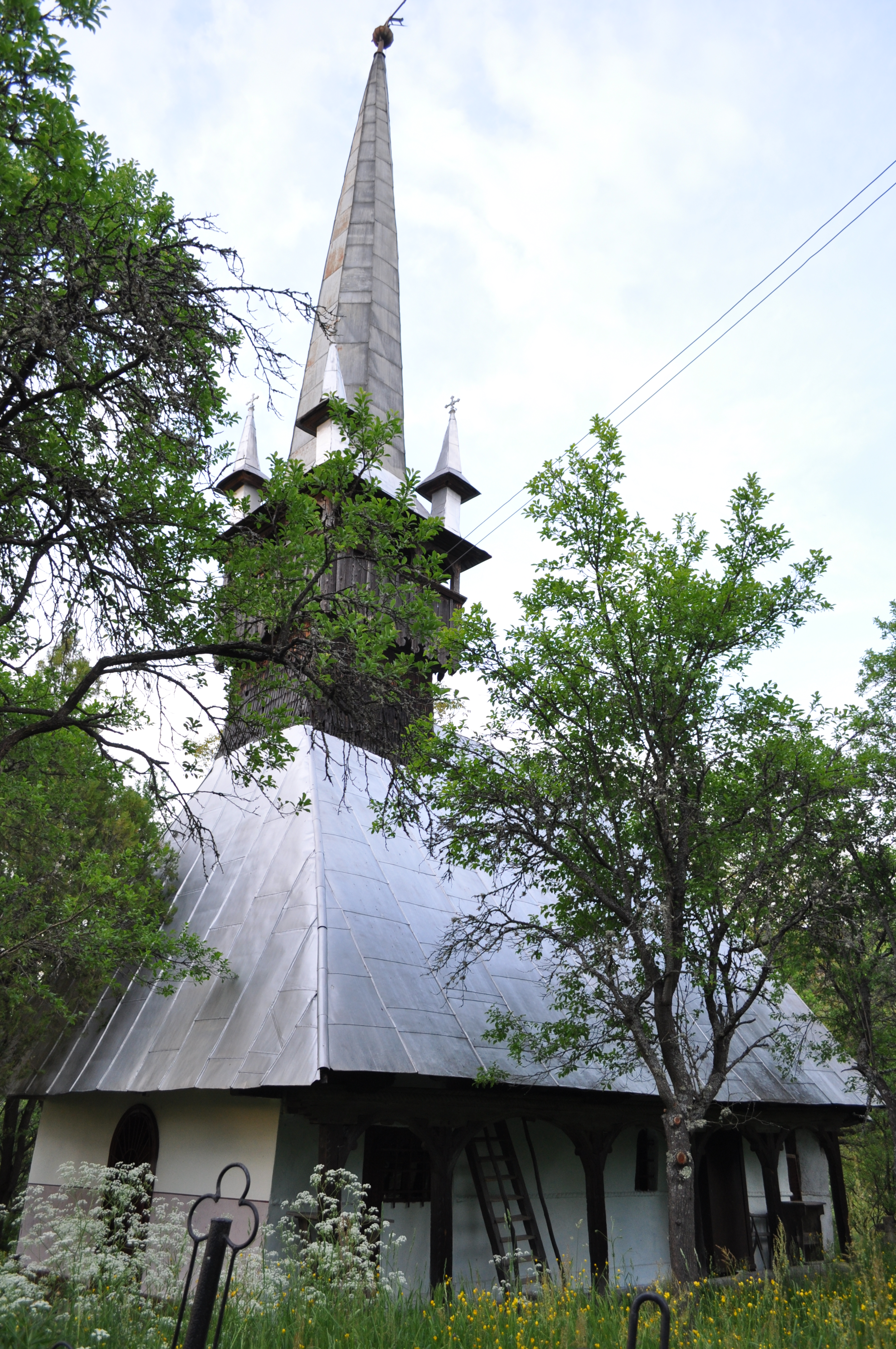
Biserica (sud-vest)
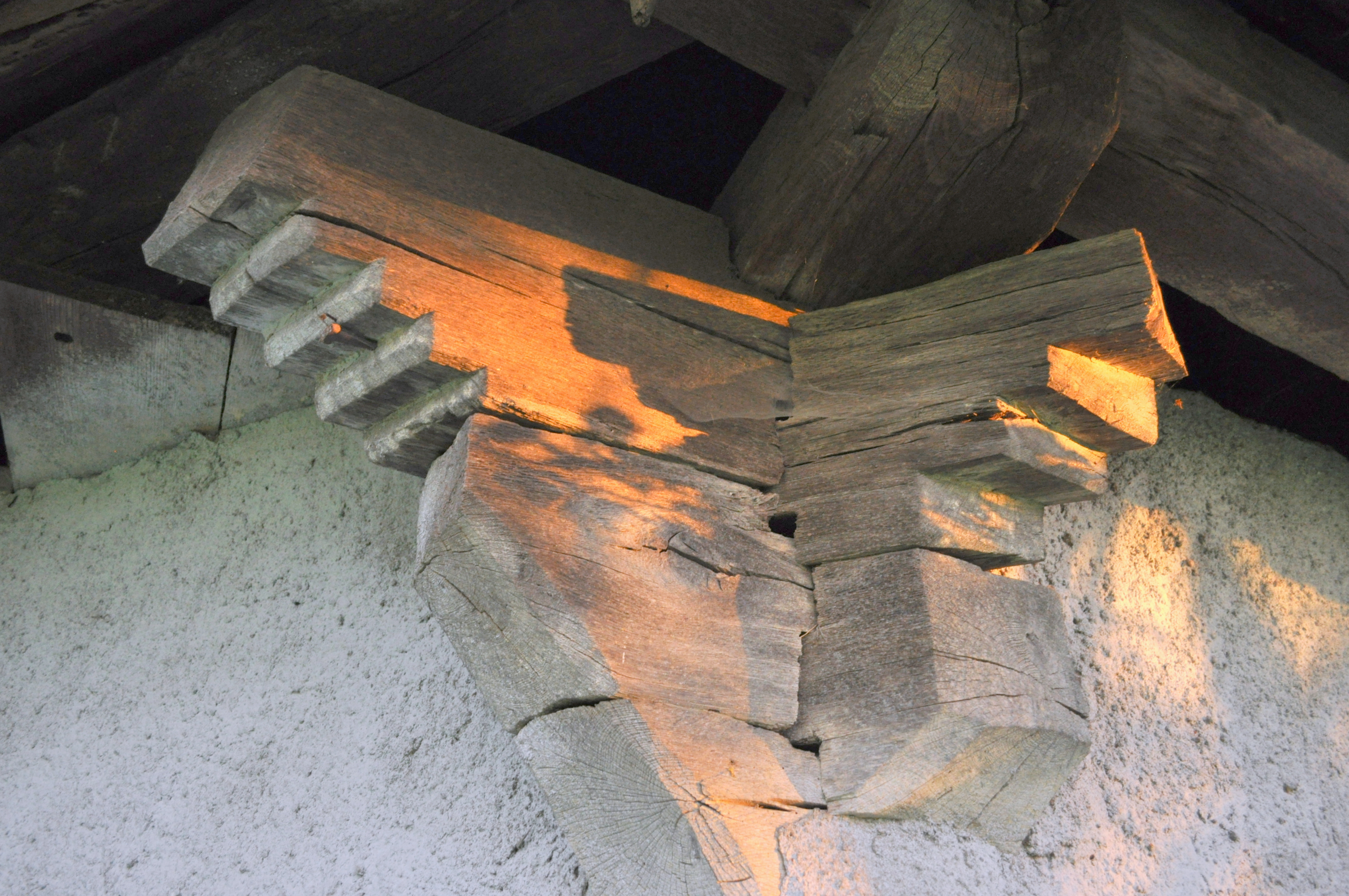
Console
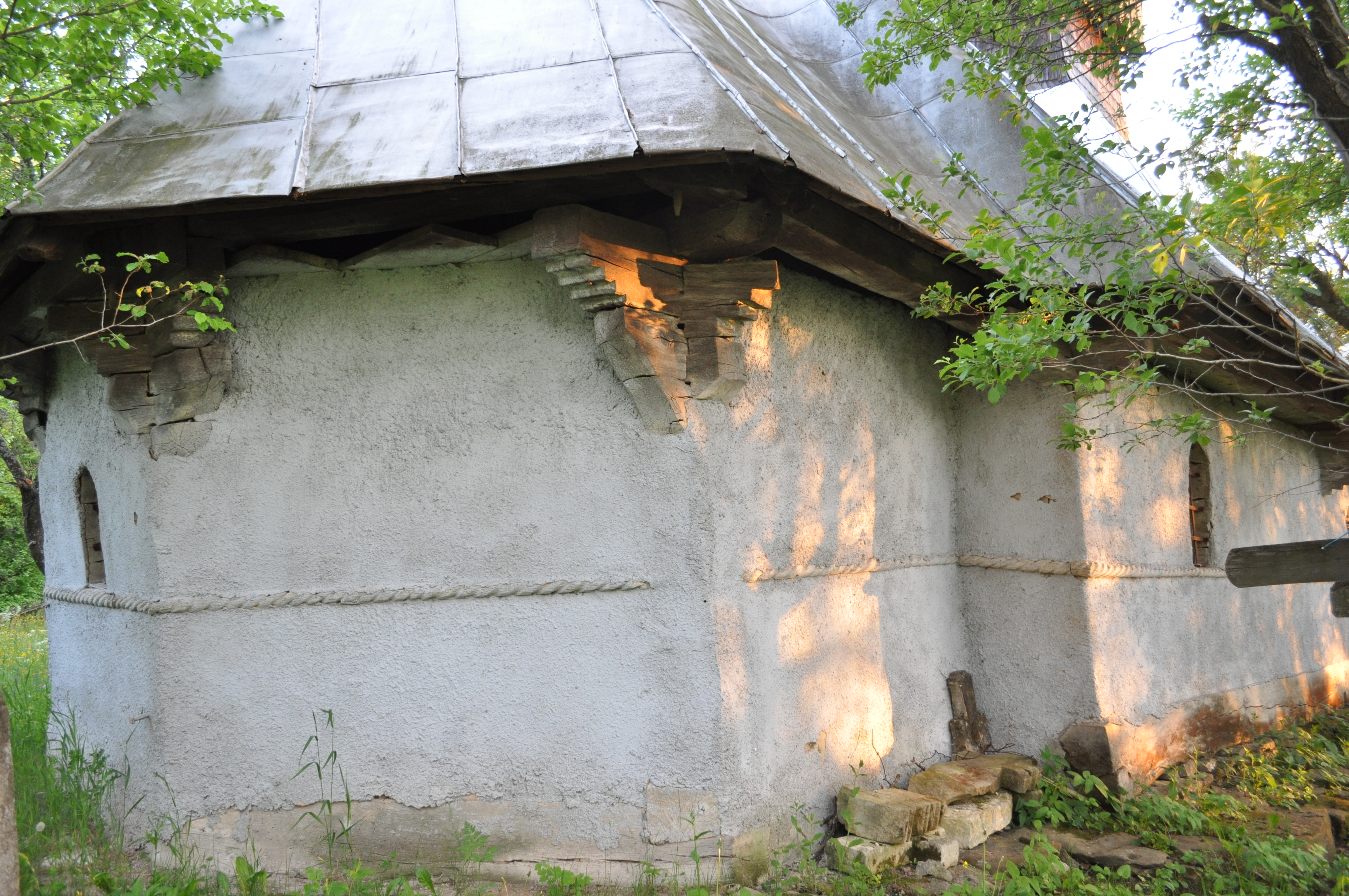
Butea bisericii
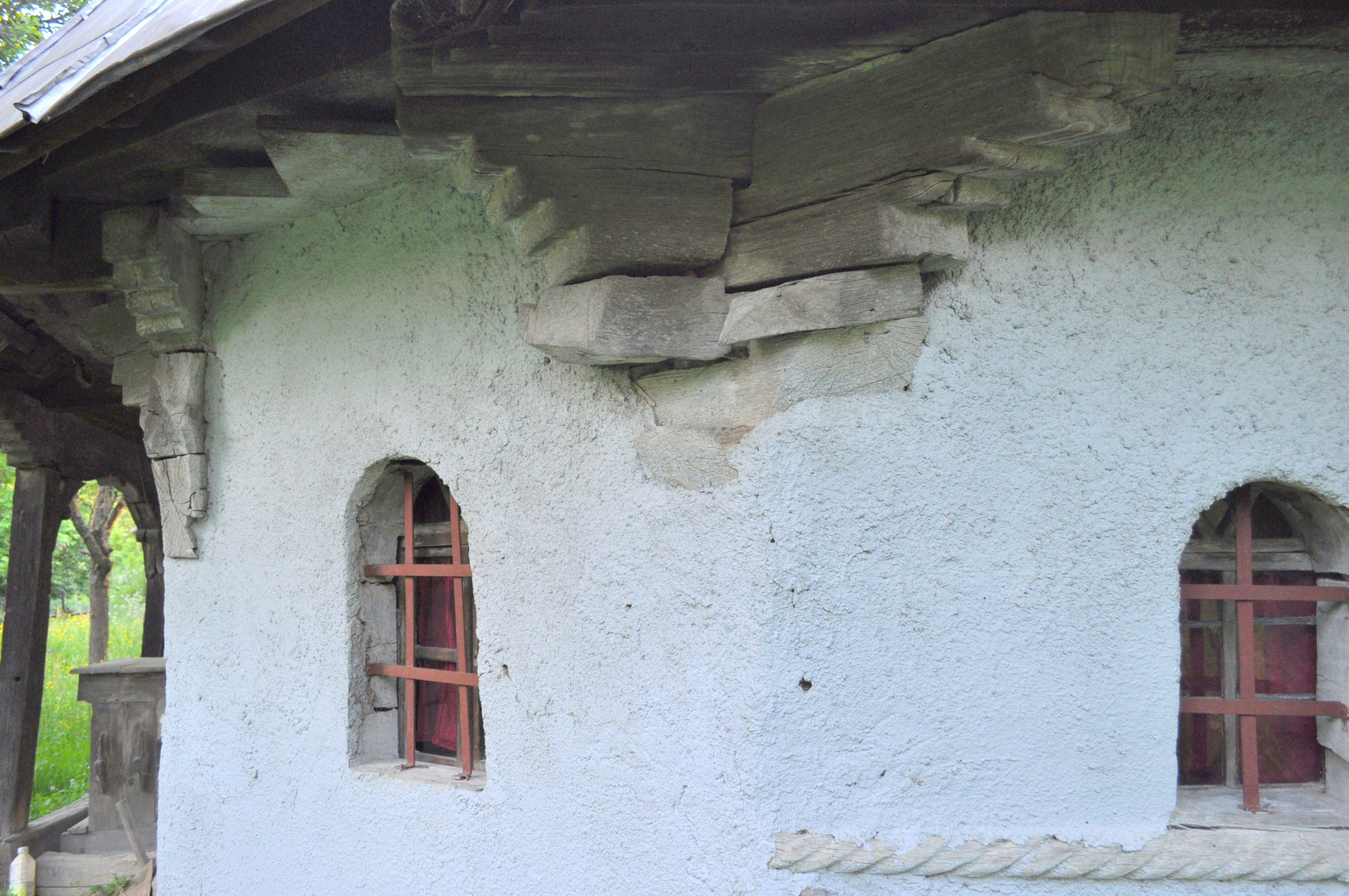
Absida altarului
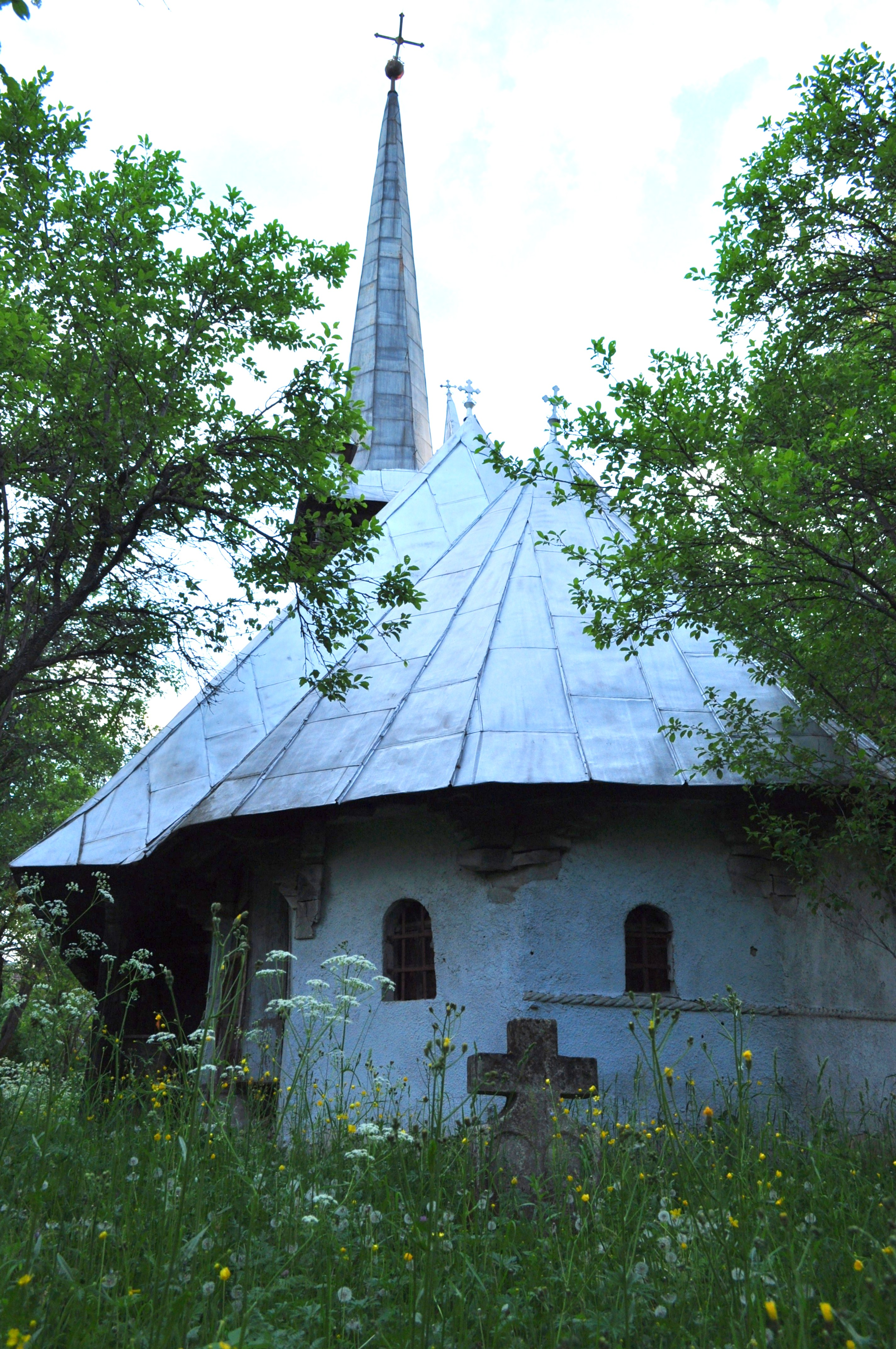
Biserica (est)
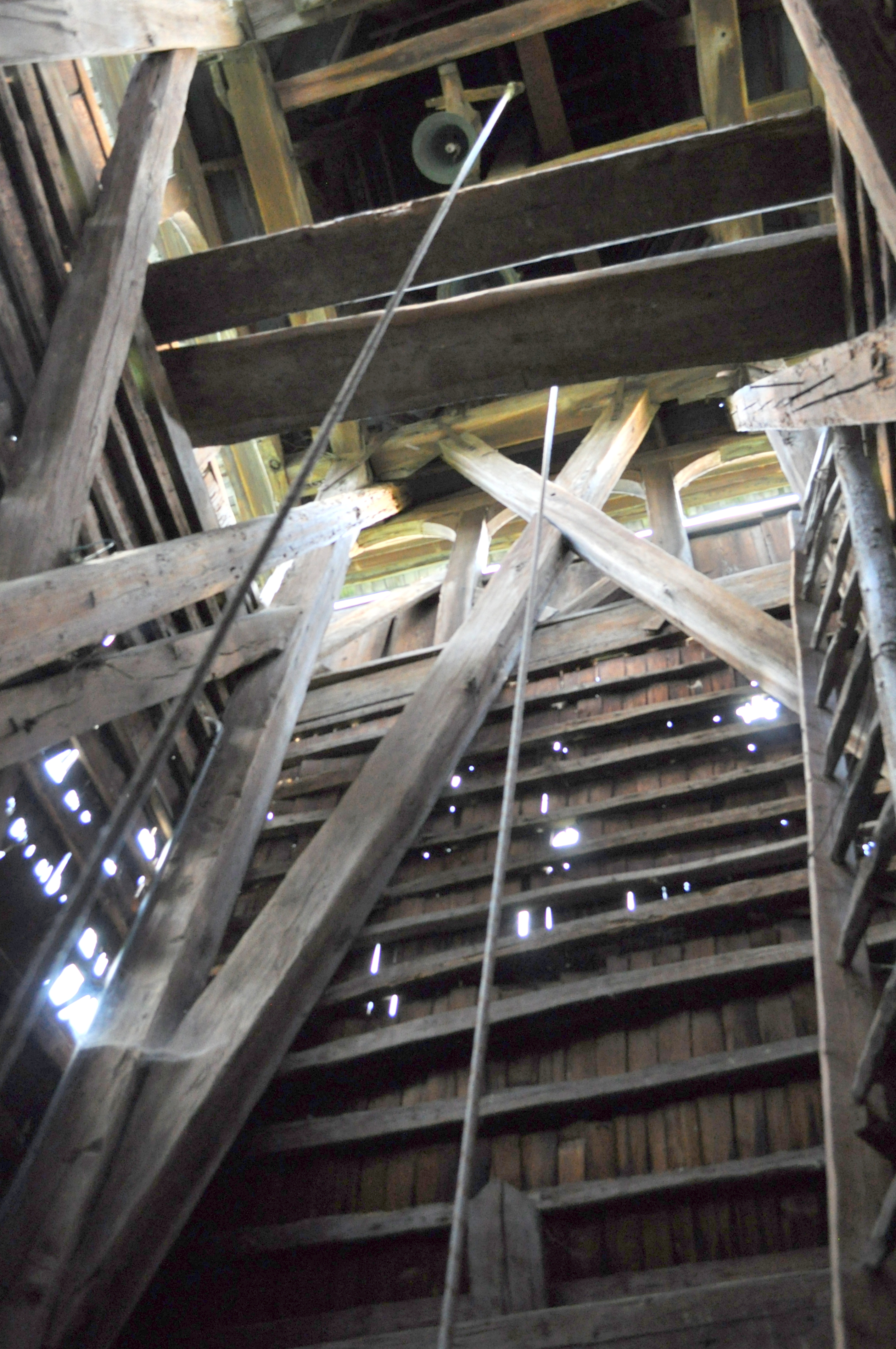
Clopotnița
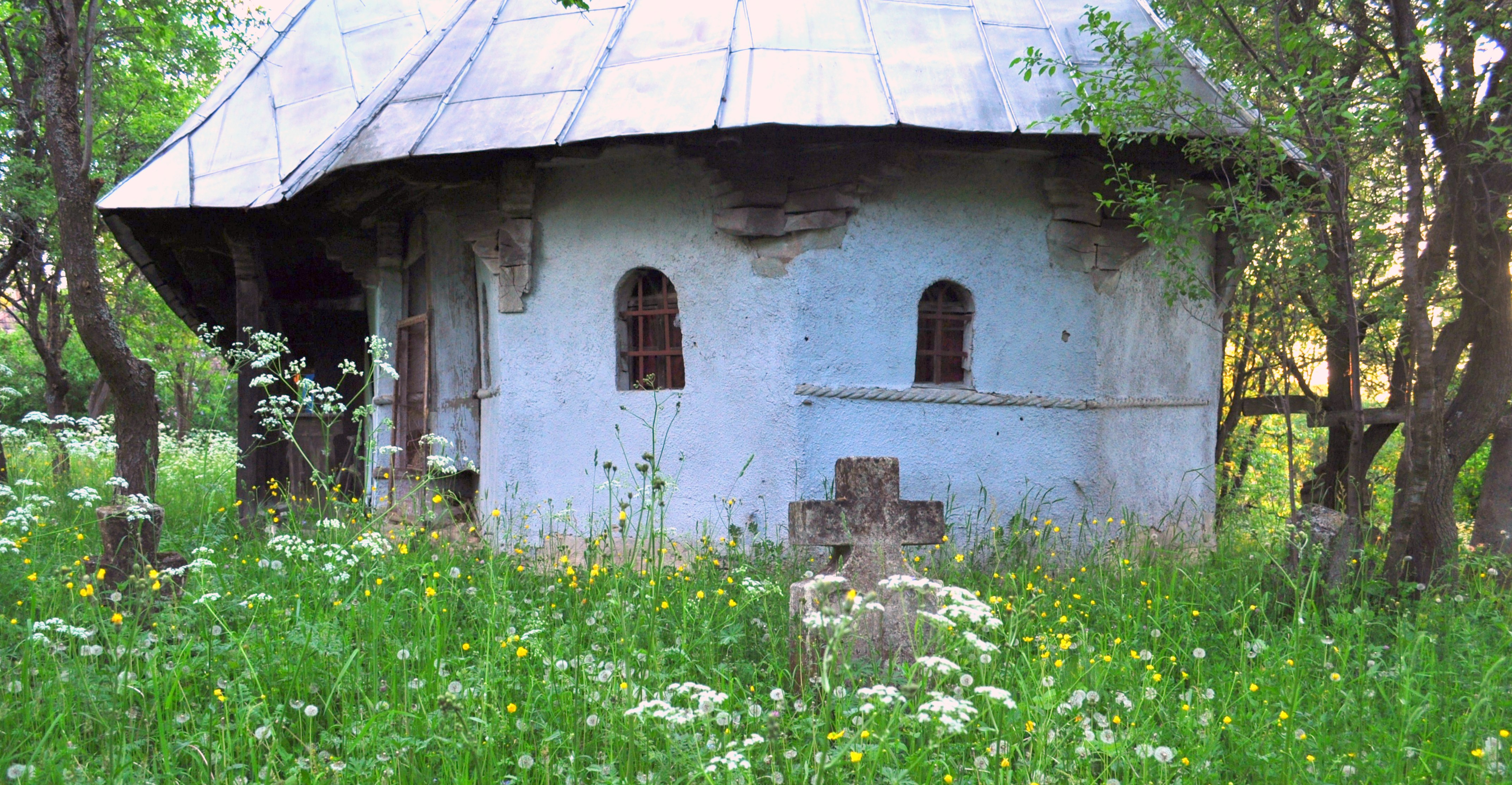
Absida altarului
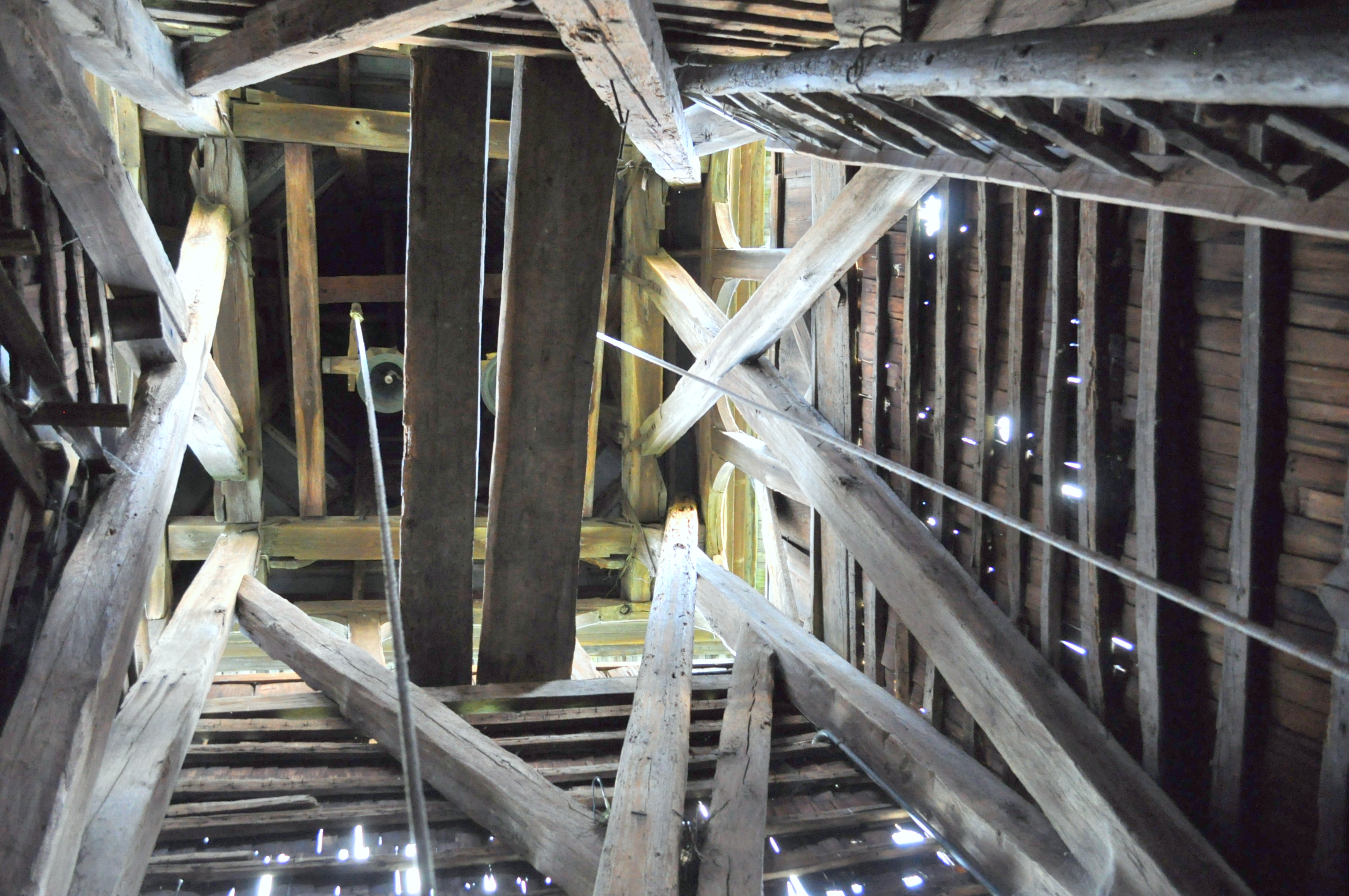
Clopotnița
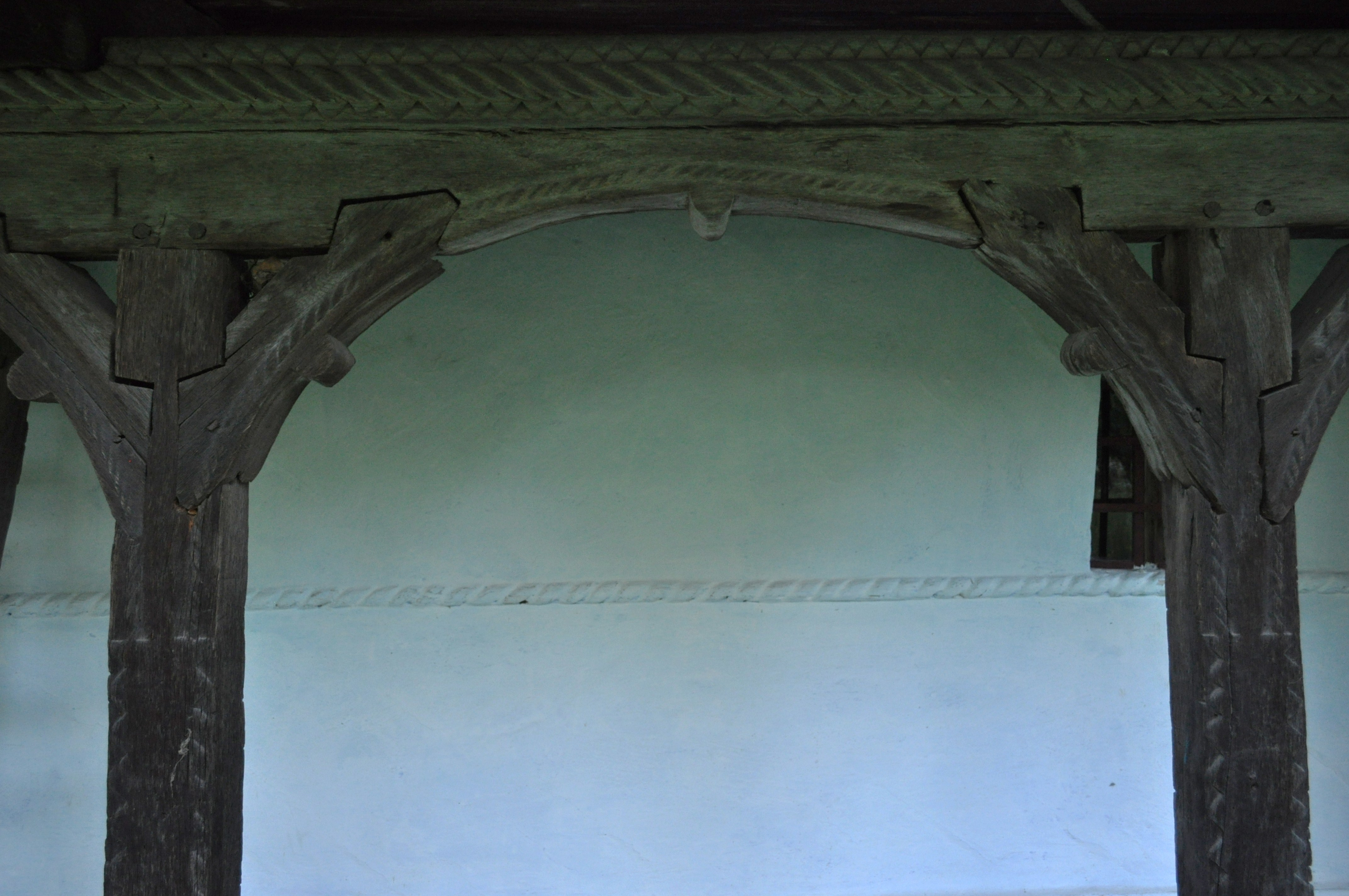
Stâlpii pridvorului și arcadele semicirculare
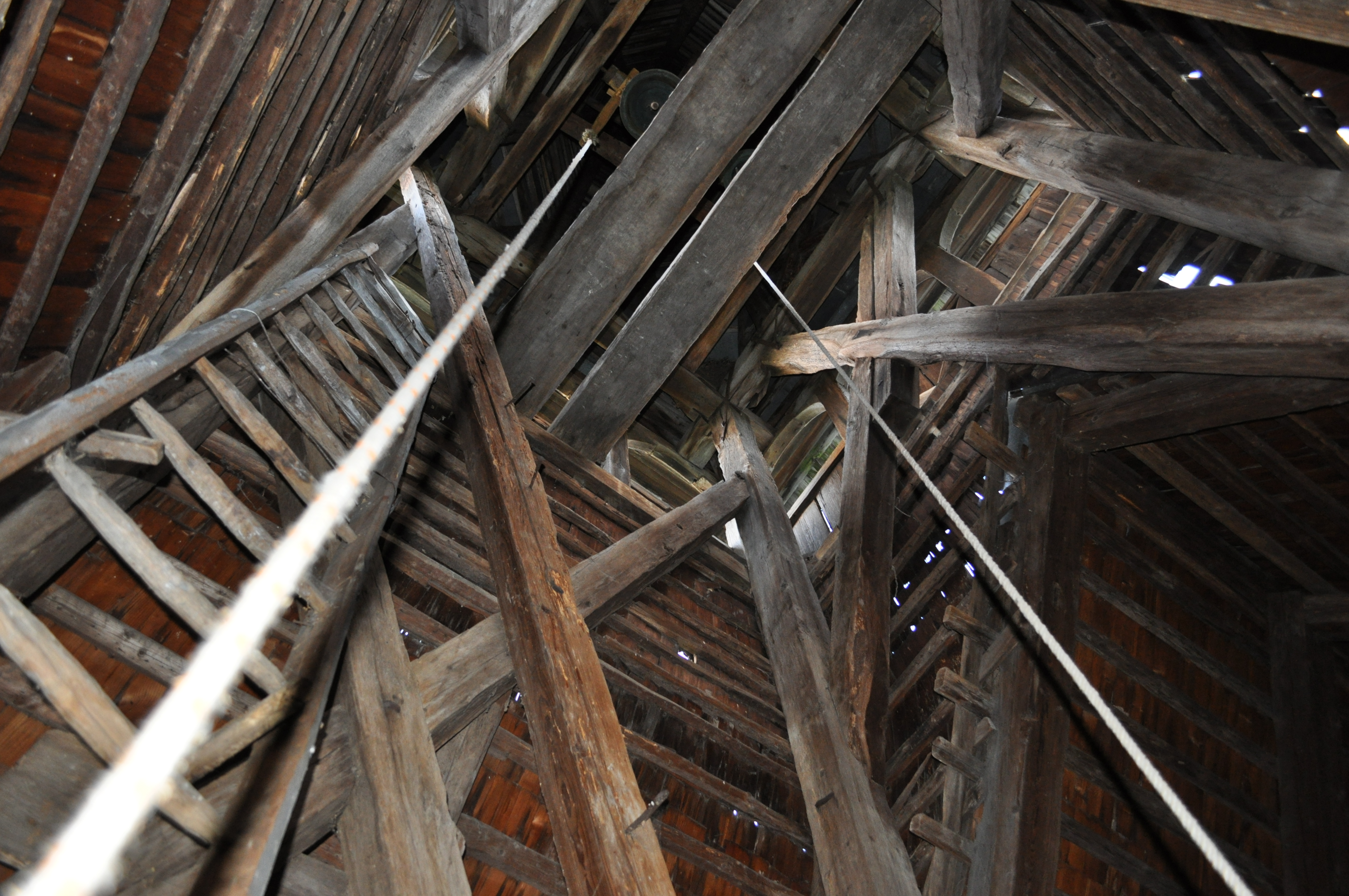
Clopotnița
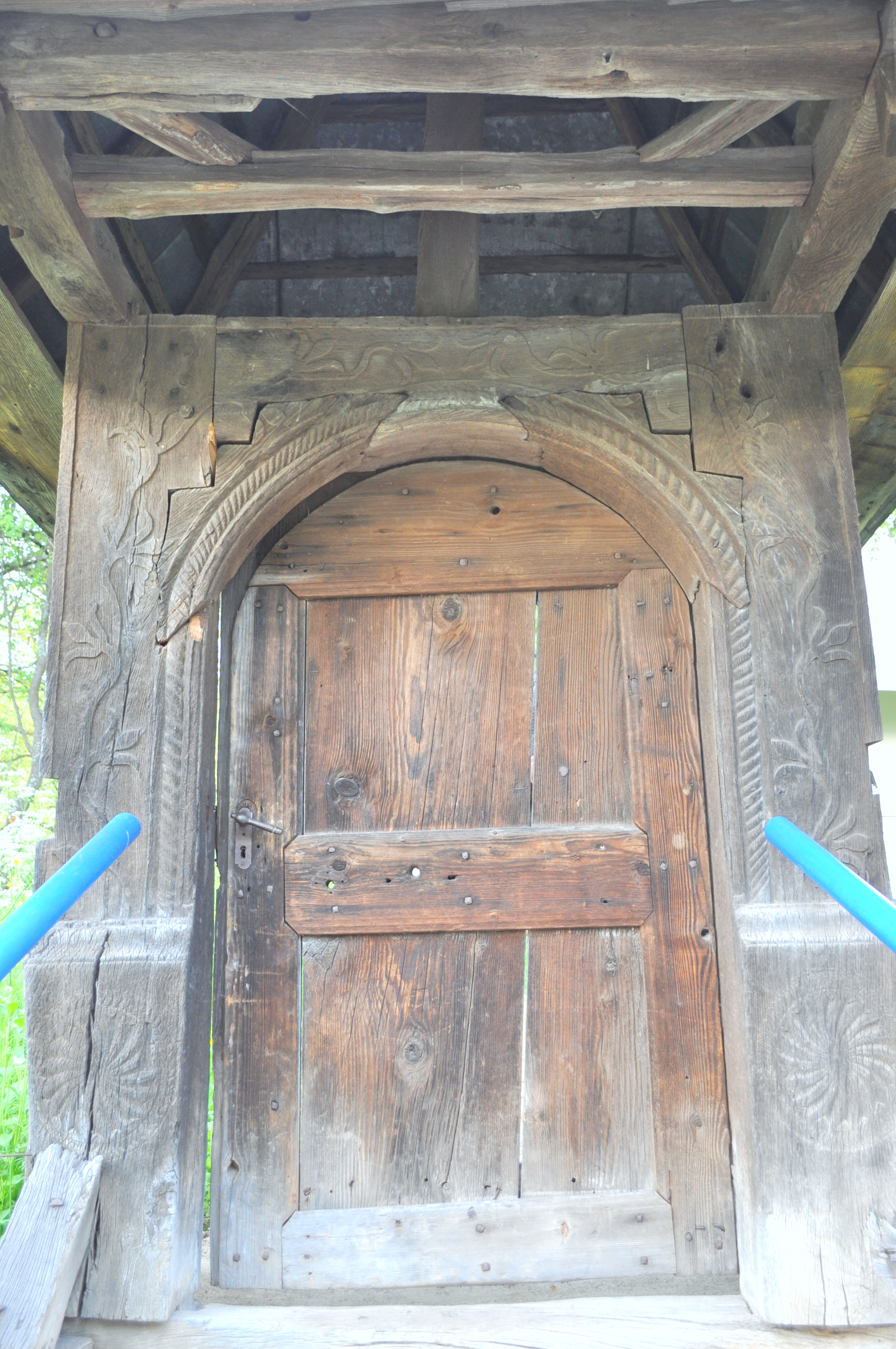
Ancadramentul portiței bogat ornamentat

## Imagini din interior

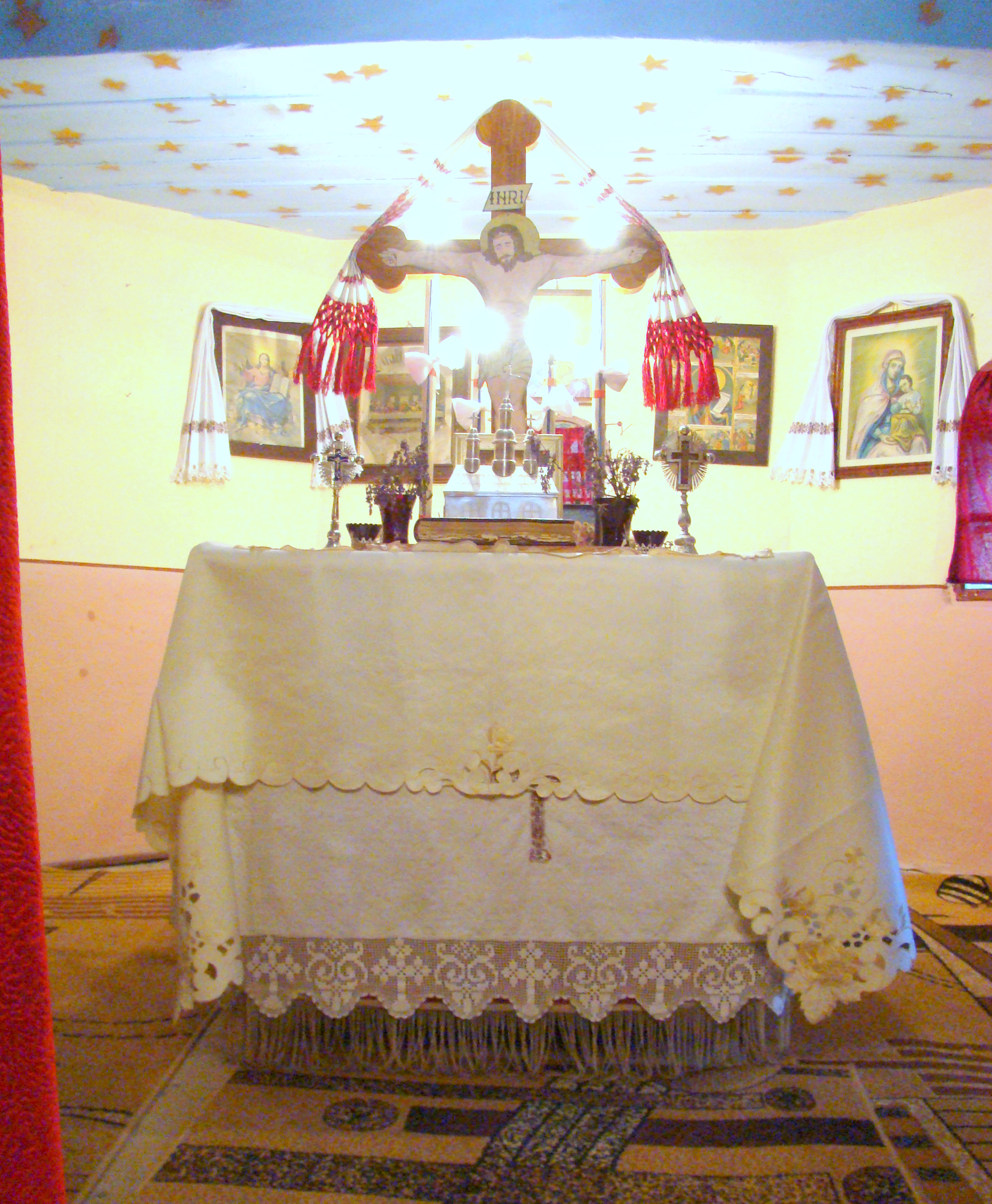
Masa altarului
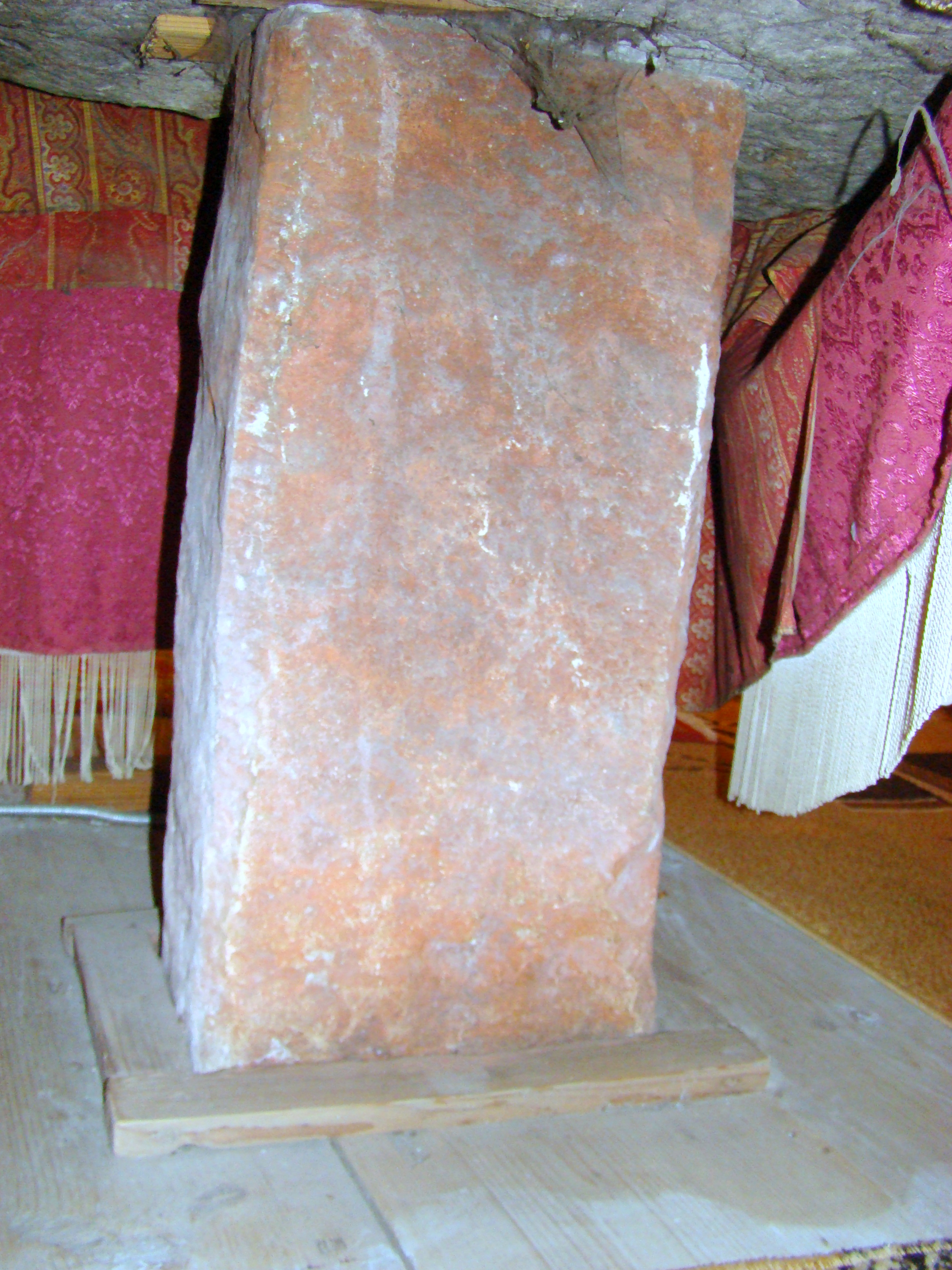
Piciorul mesei altarului
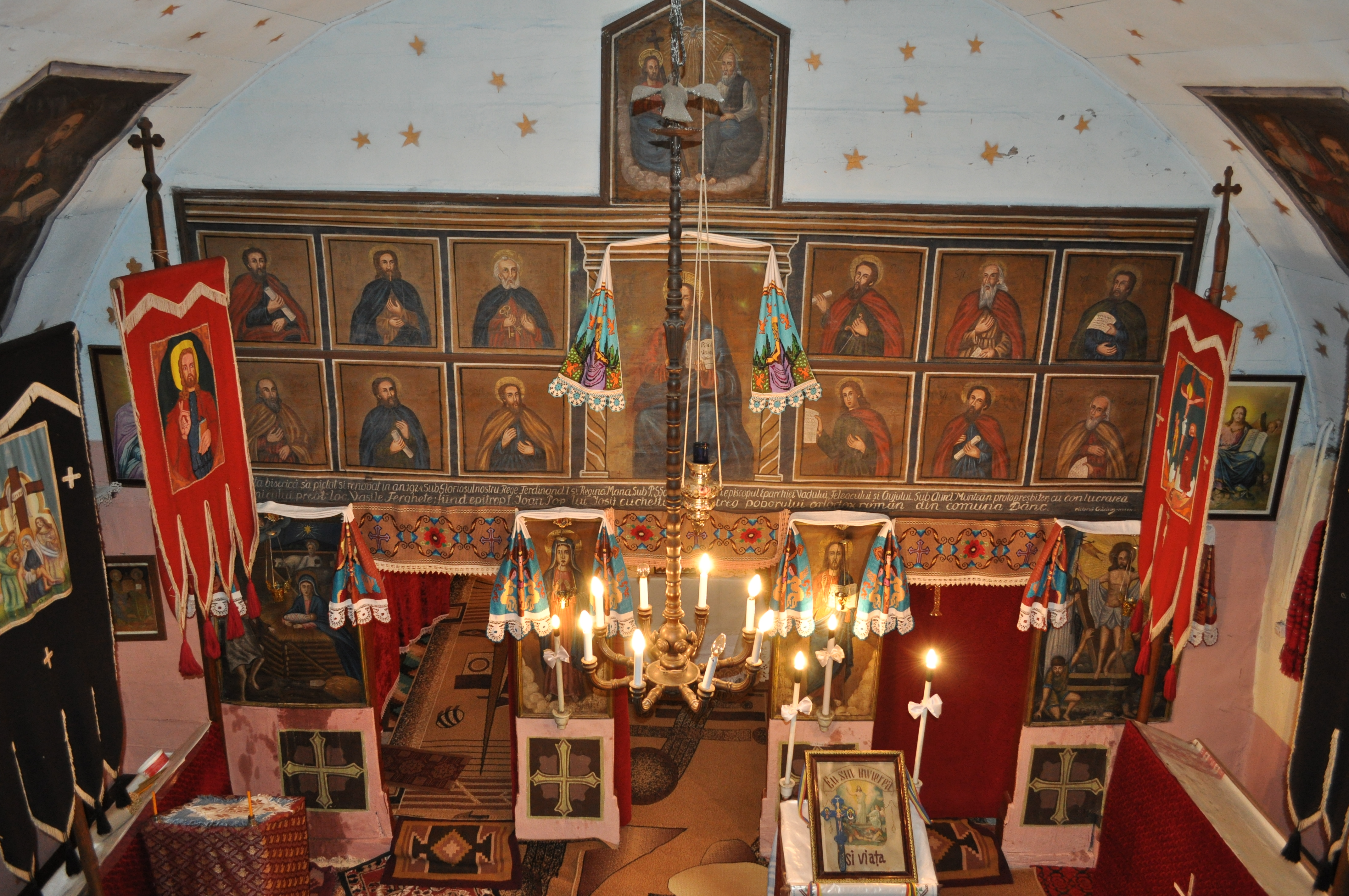
Interiorul navei
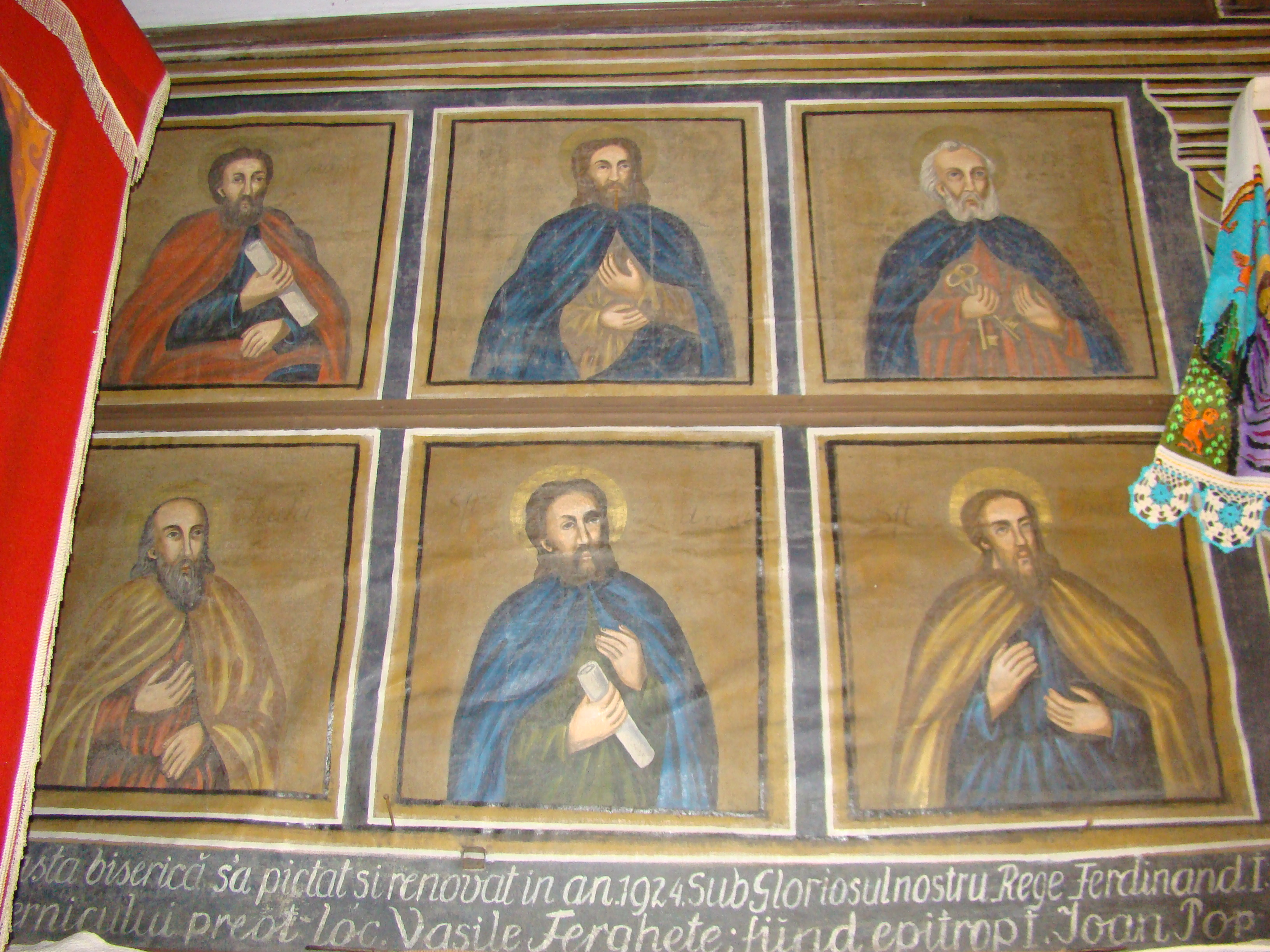
Catapeteasma (detaliu)
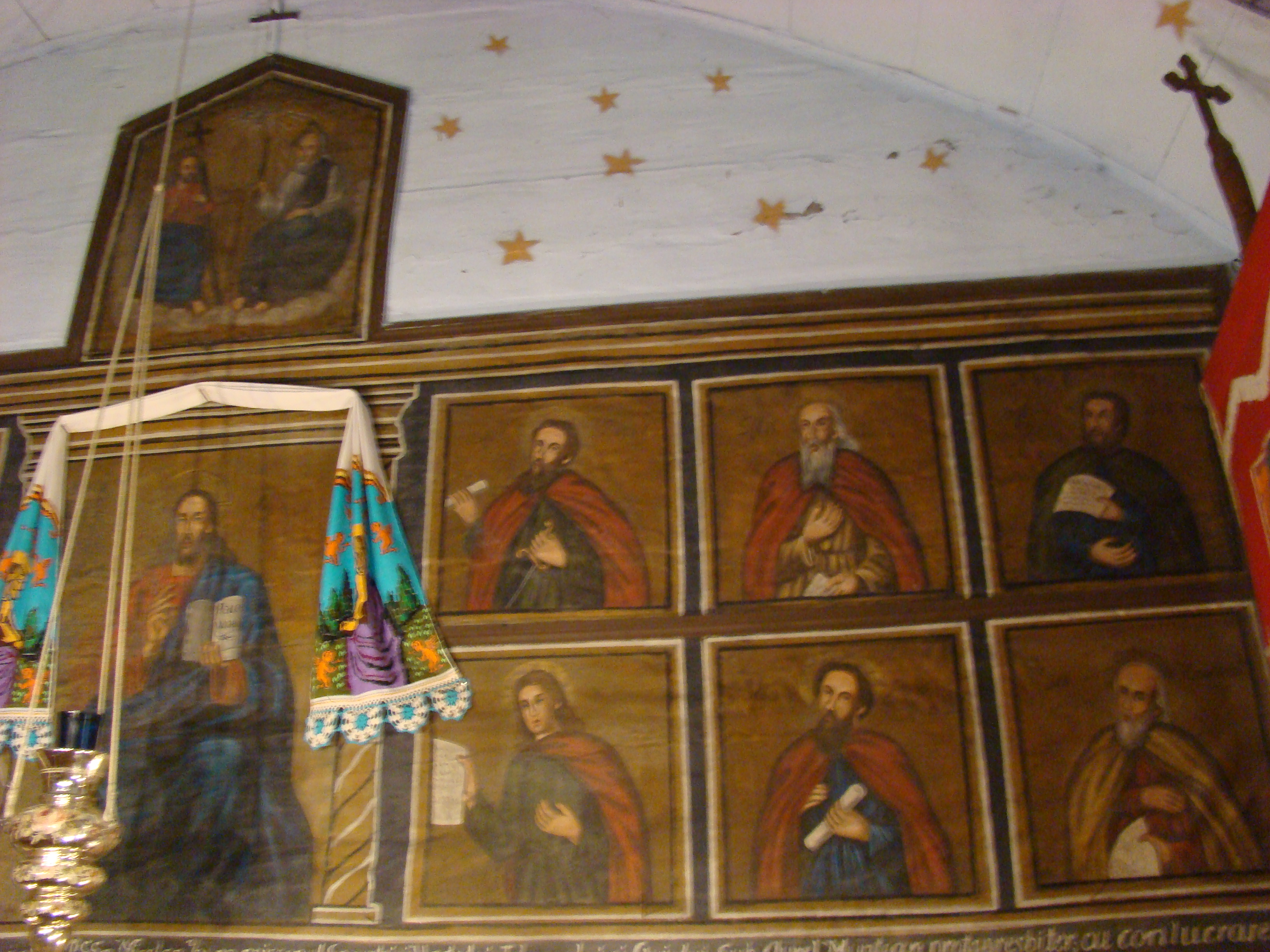
Catapeteasma (detaliu)
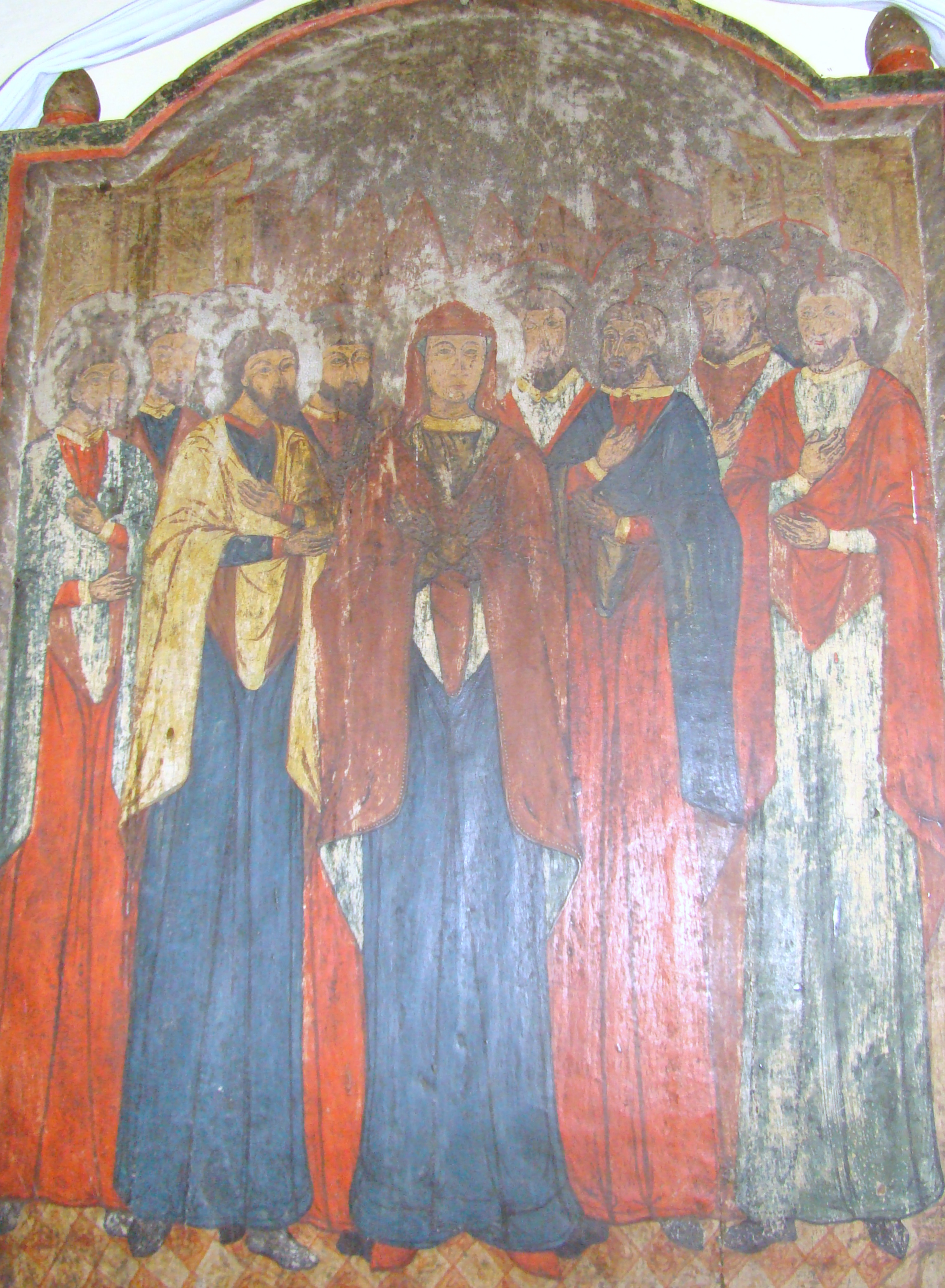
Soborul Maicii Domnului
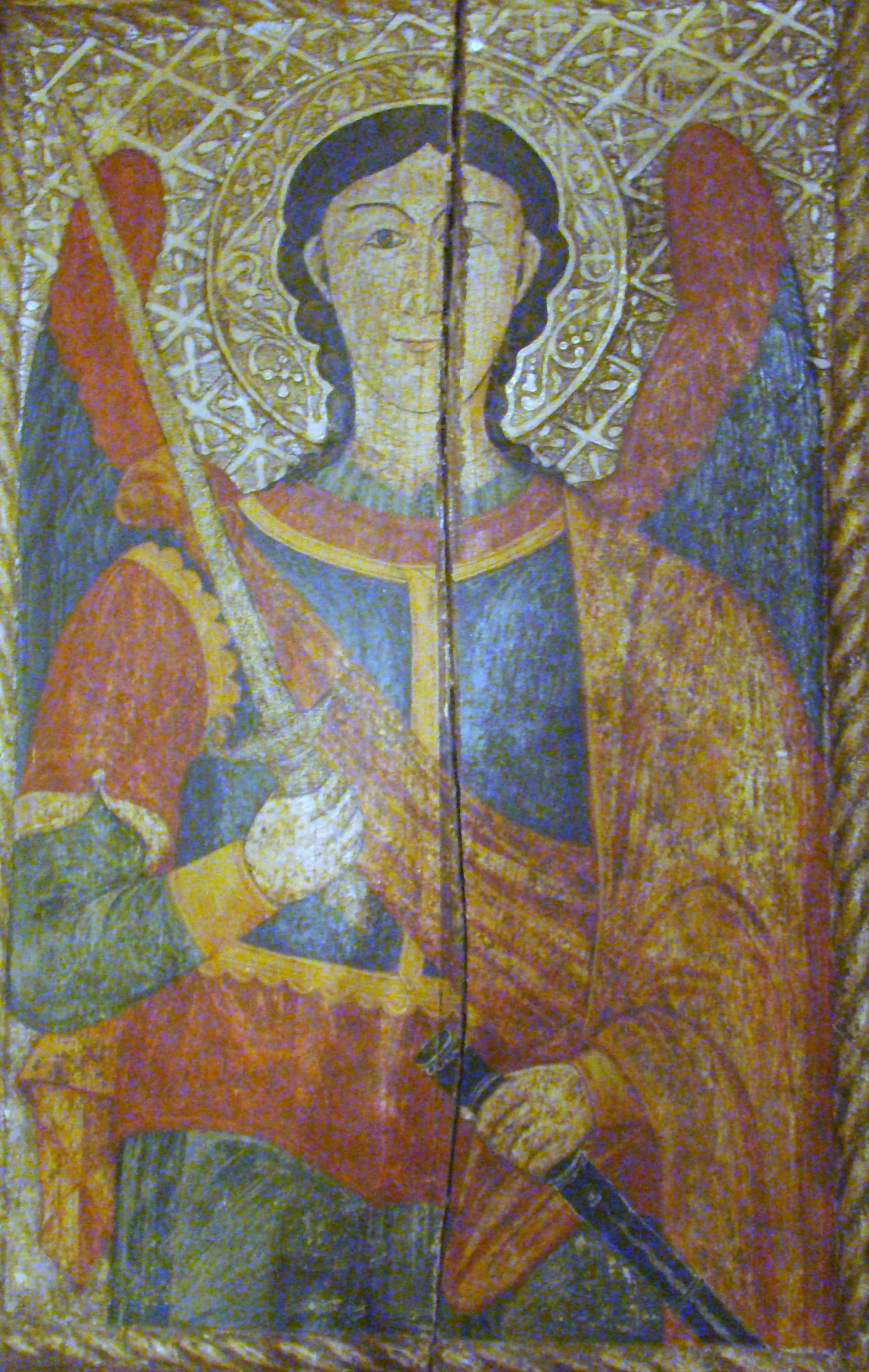
Arhanghelul Mihail
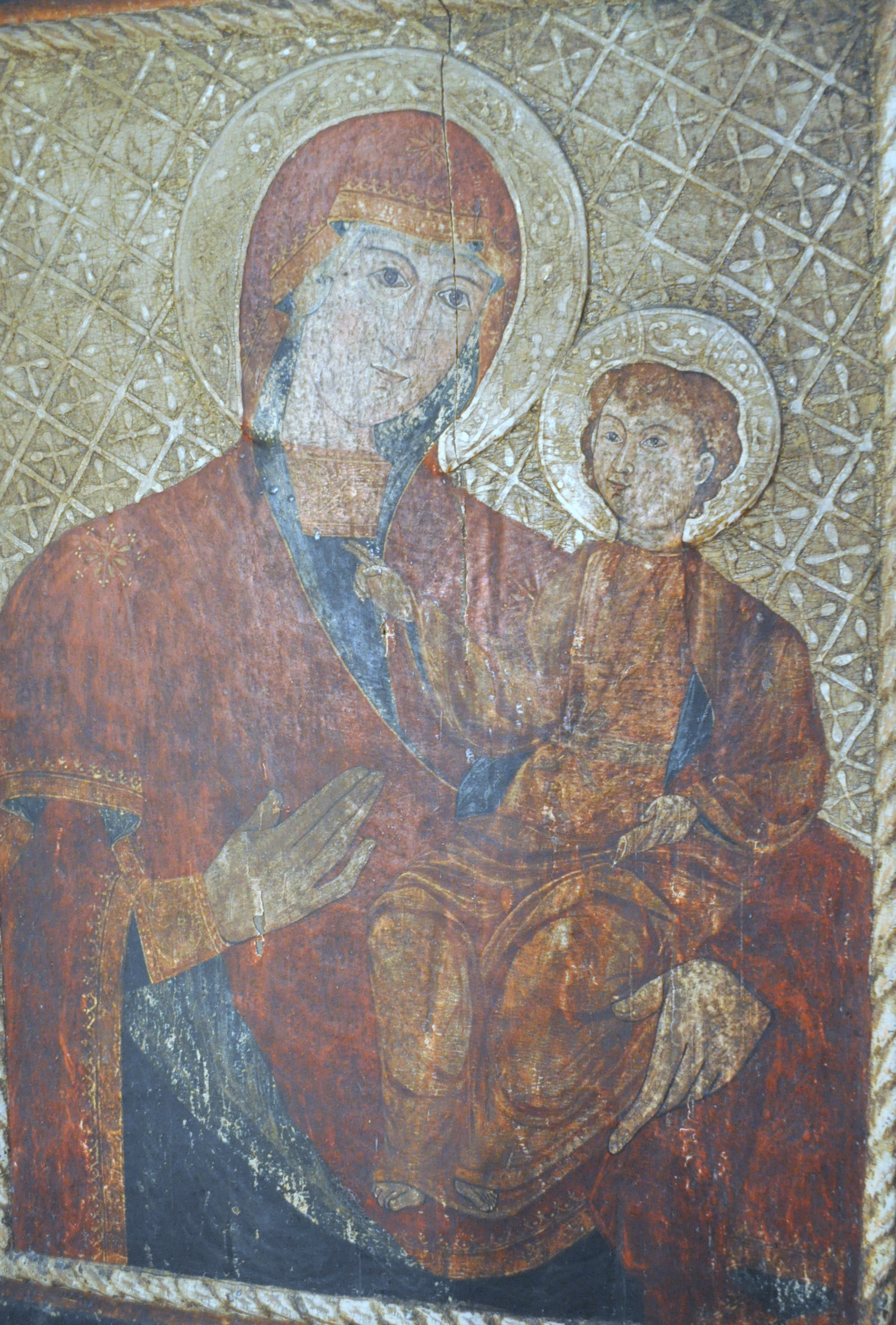
Maria cu Pruncul
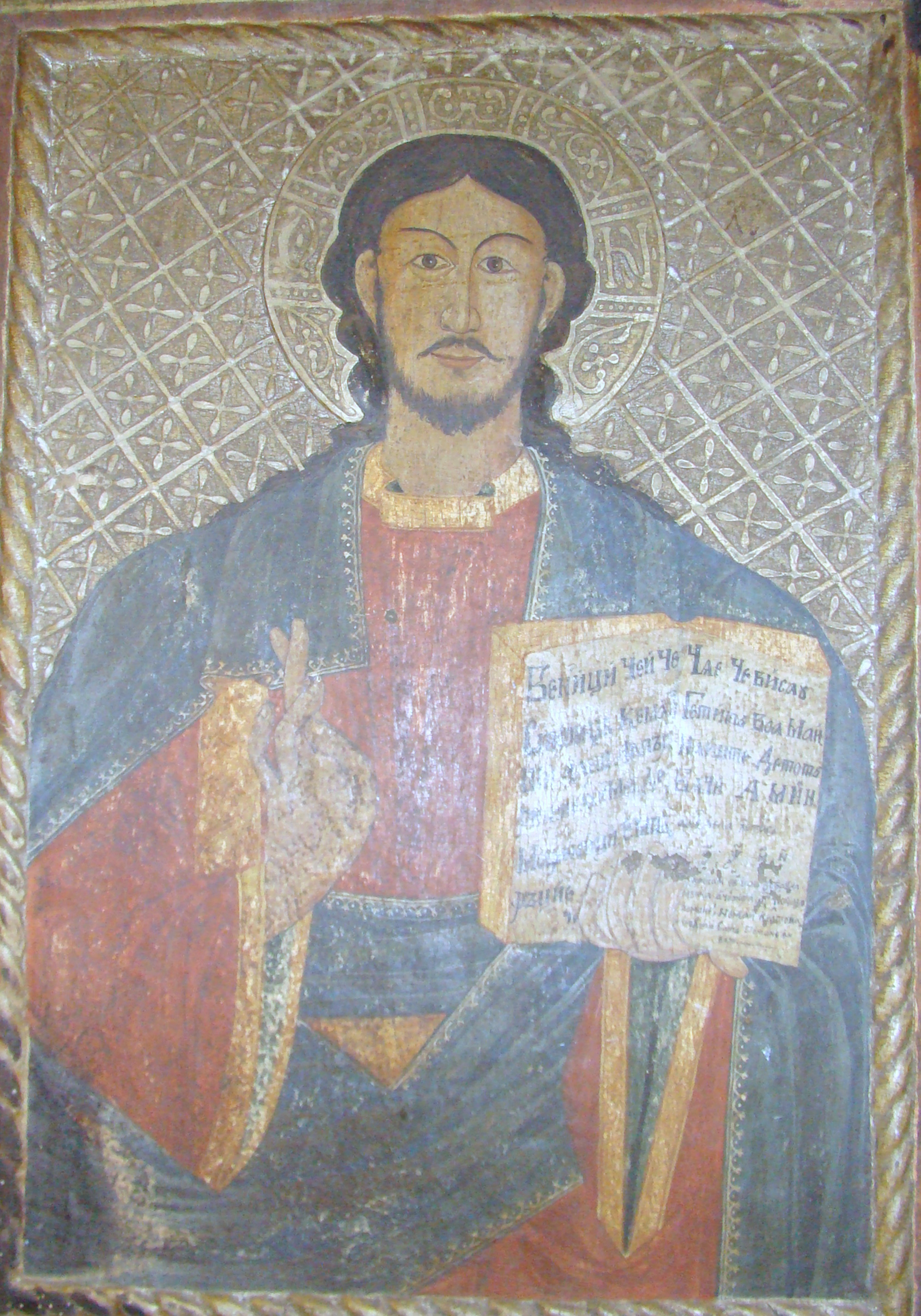
Iisus Pantocrator
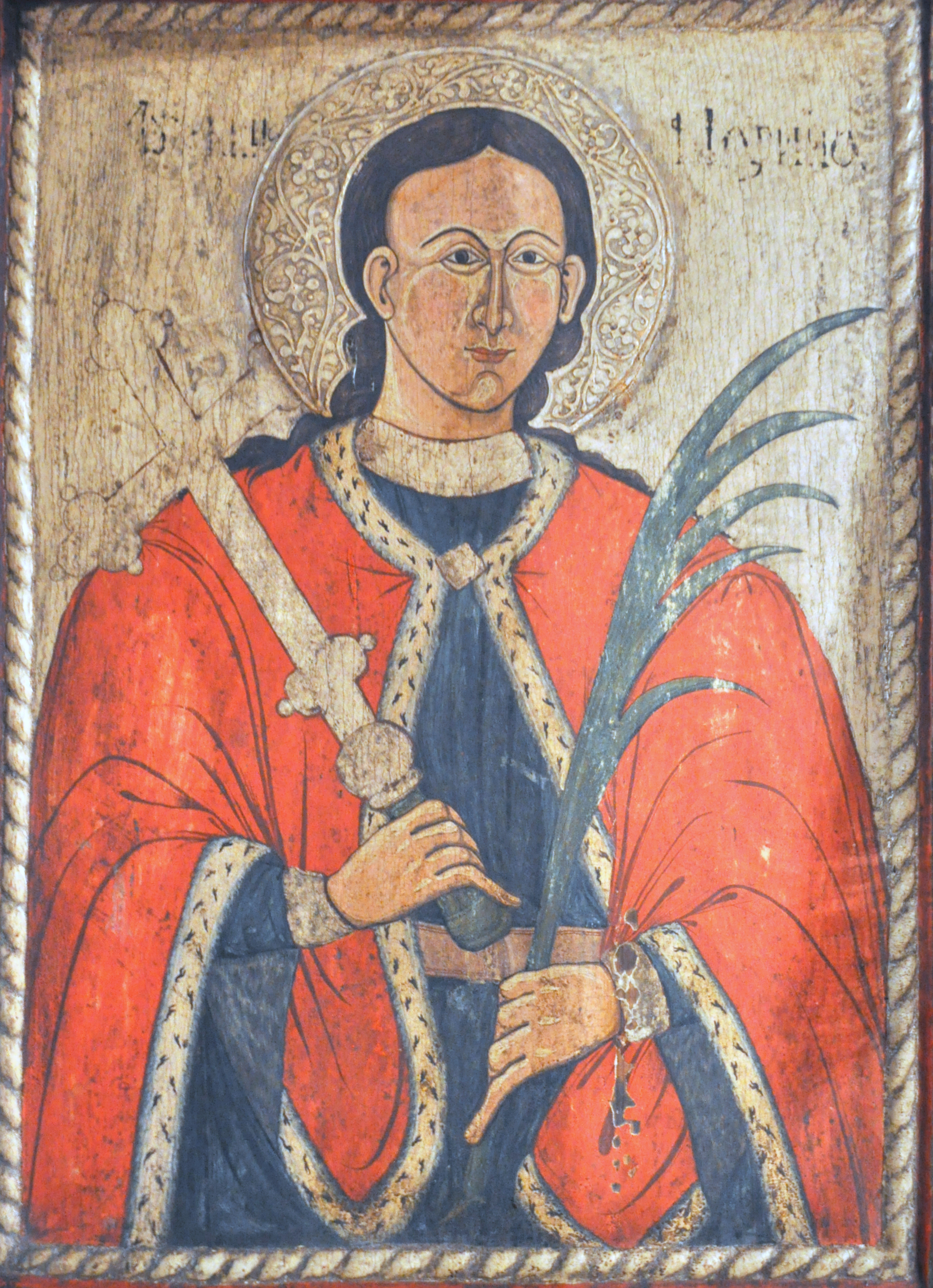
Arhanghelul Mihail
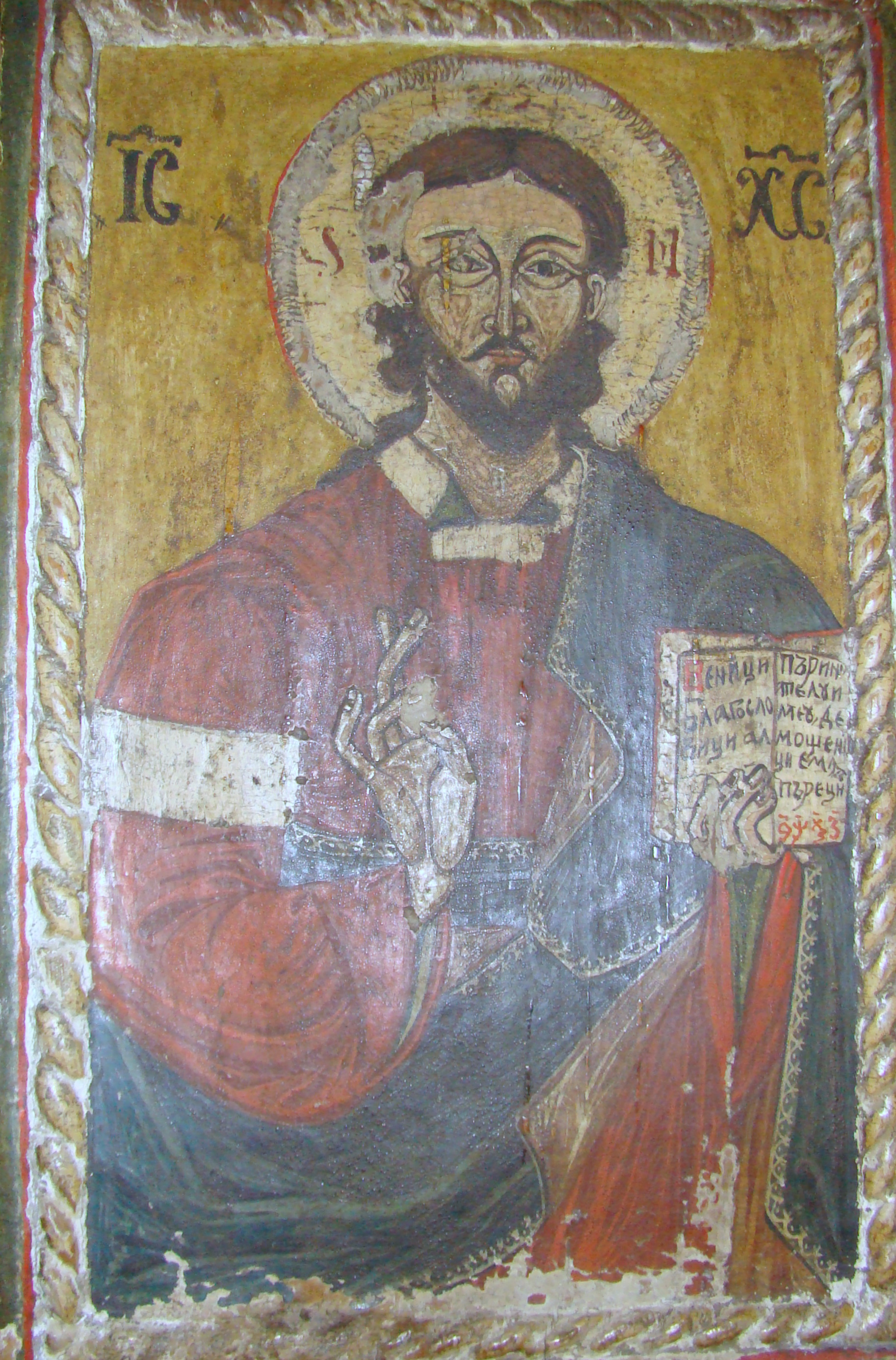
Iisus Pantocrator
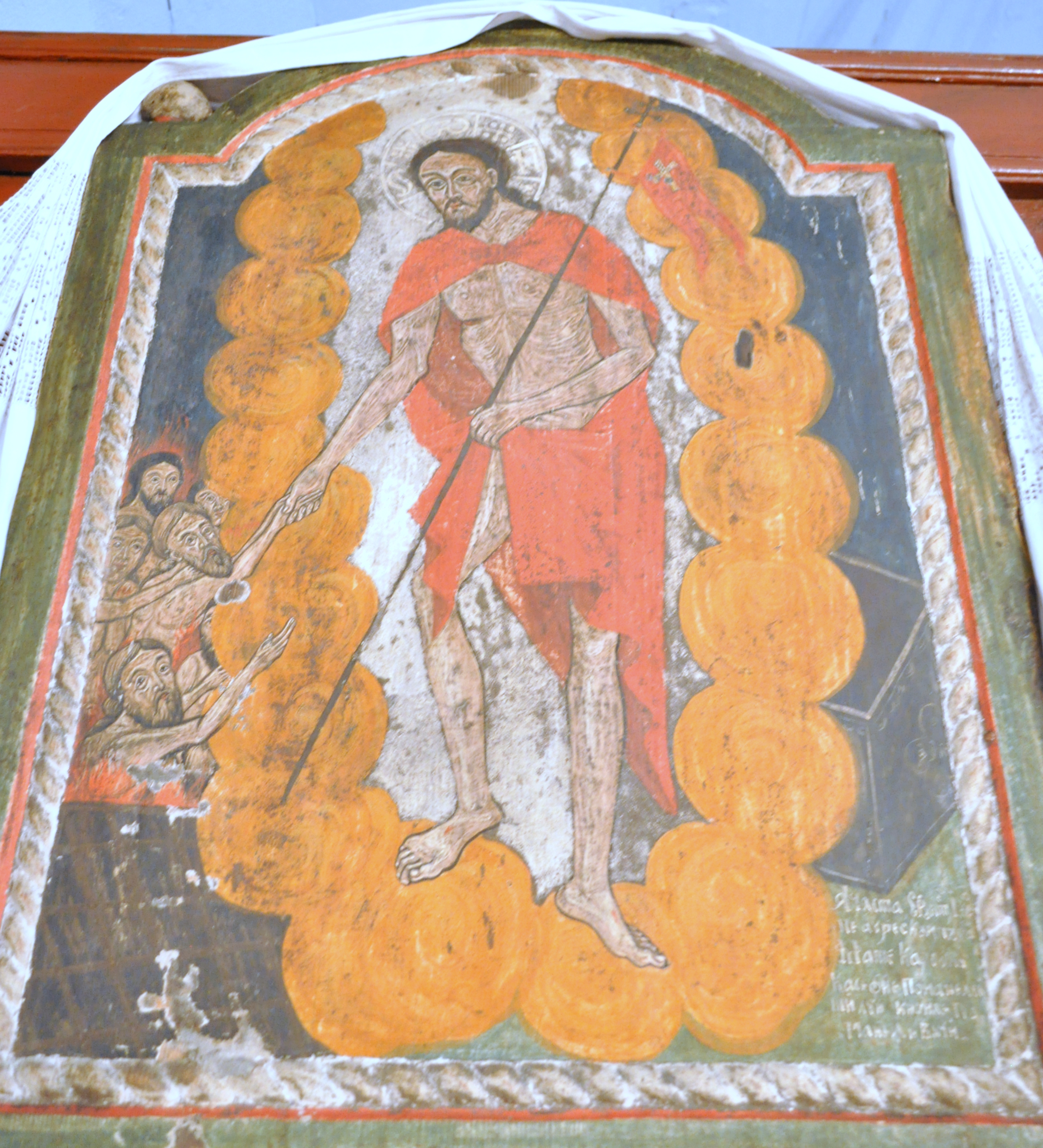
Învierea Domnului (Nechita Zugravu-1753)
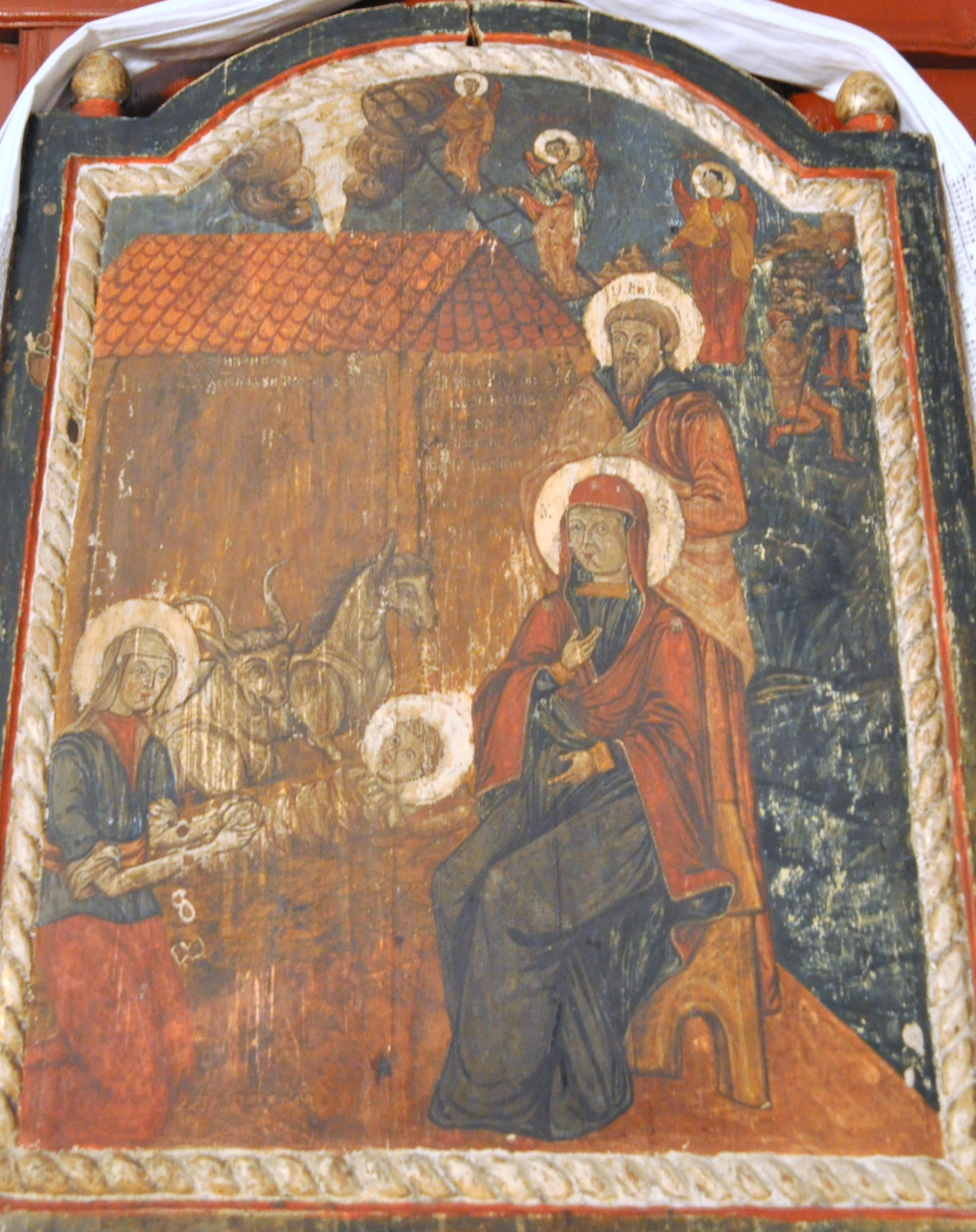
Nașterea Domnului (Nechita Zugravu-1754)
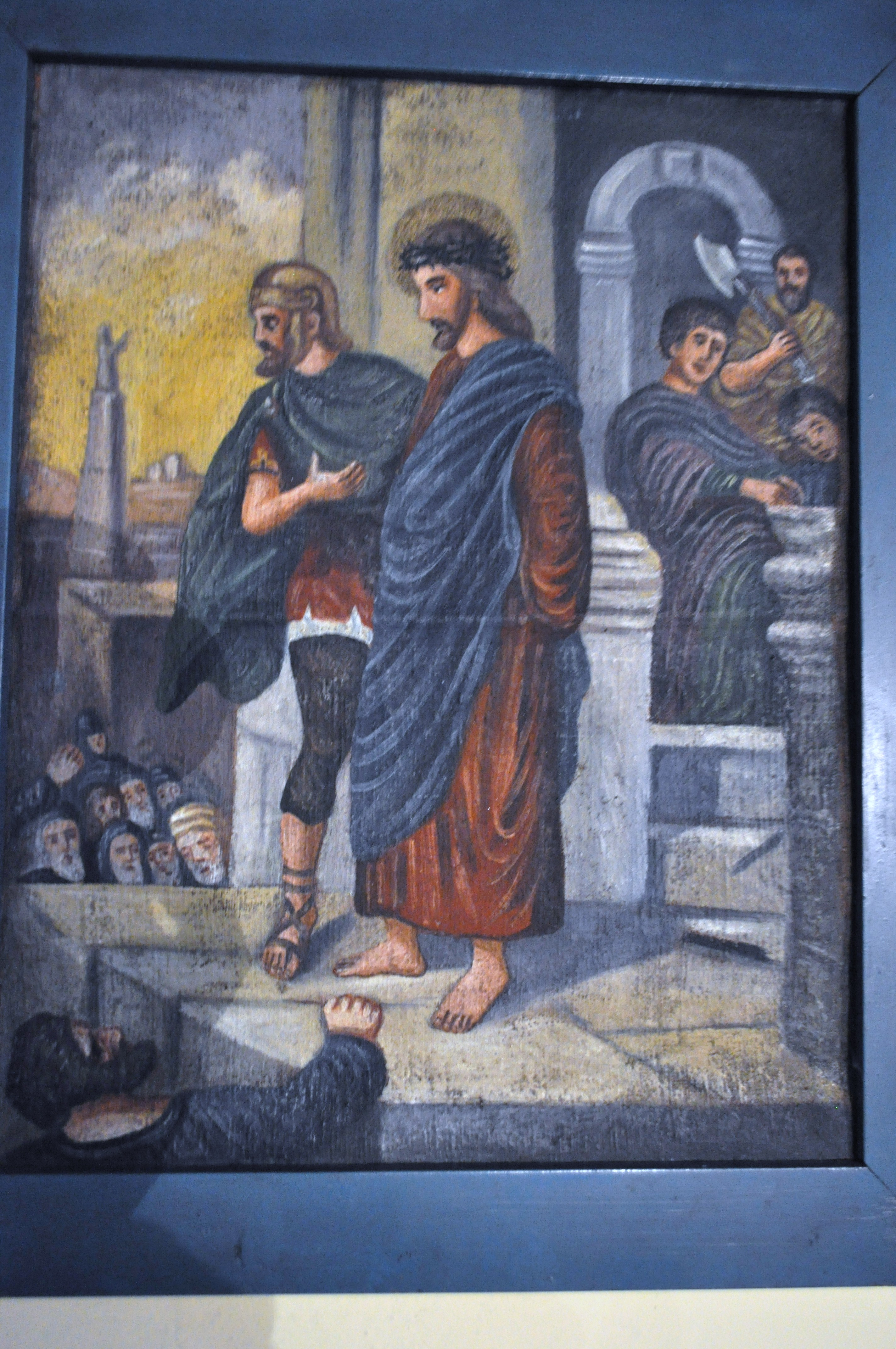
Ecce homo
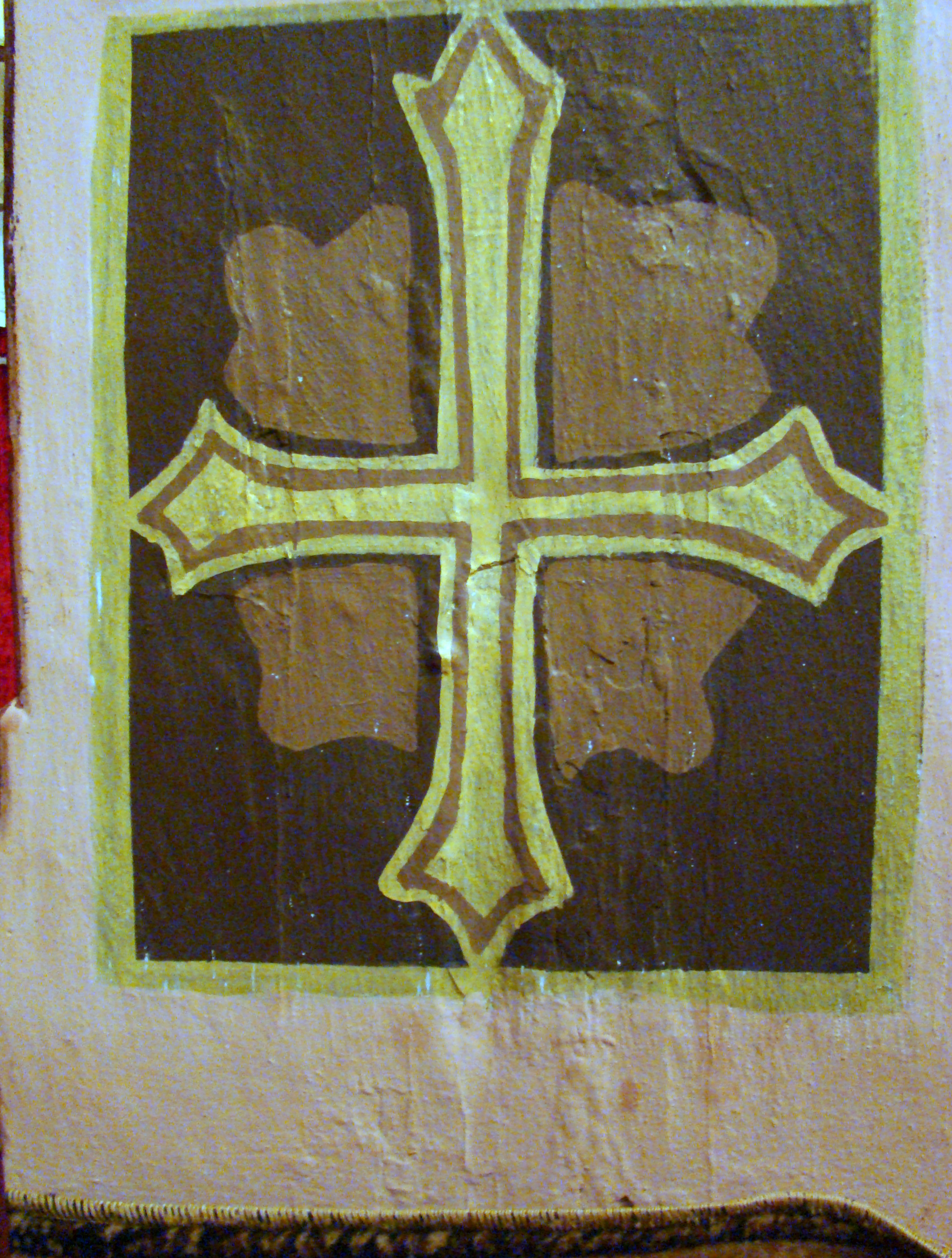
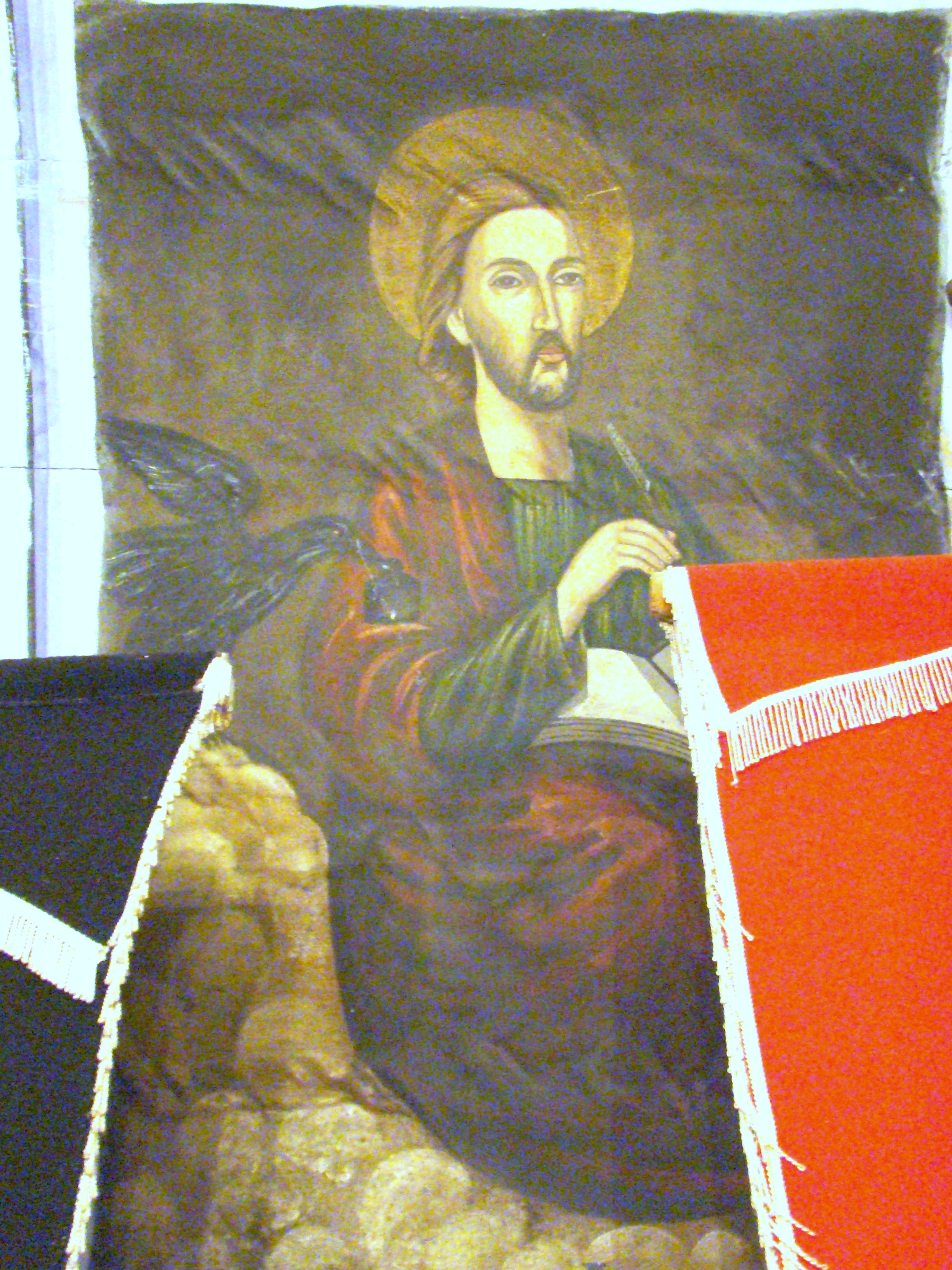
Evanghelistul Ioan
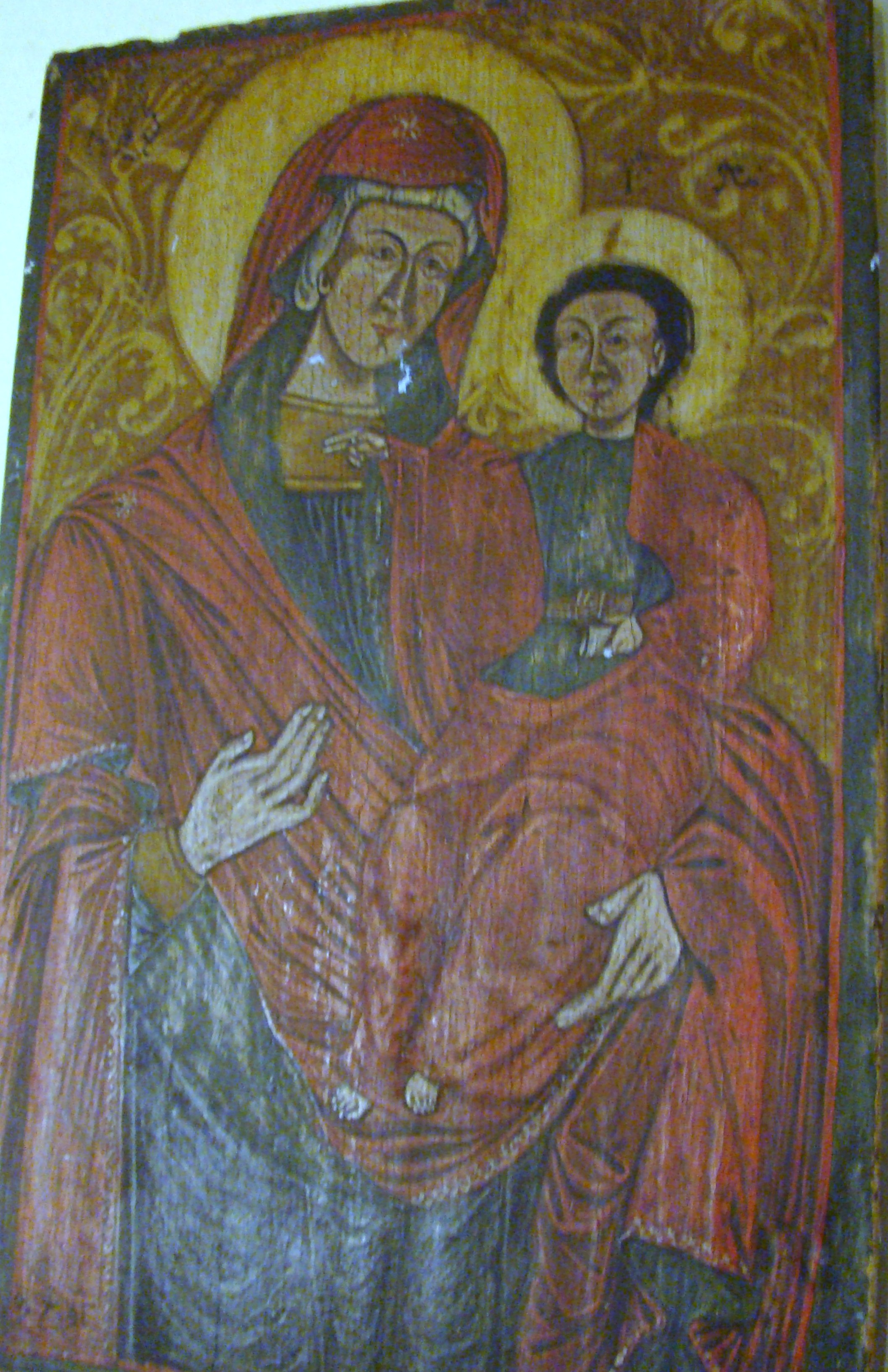
Maria cu Pruncul
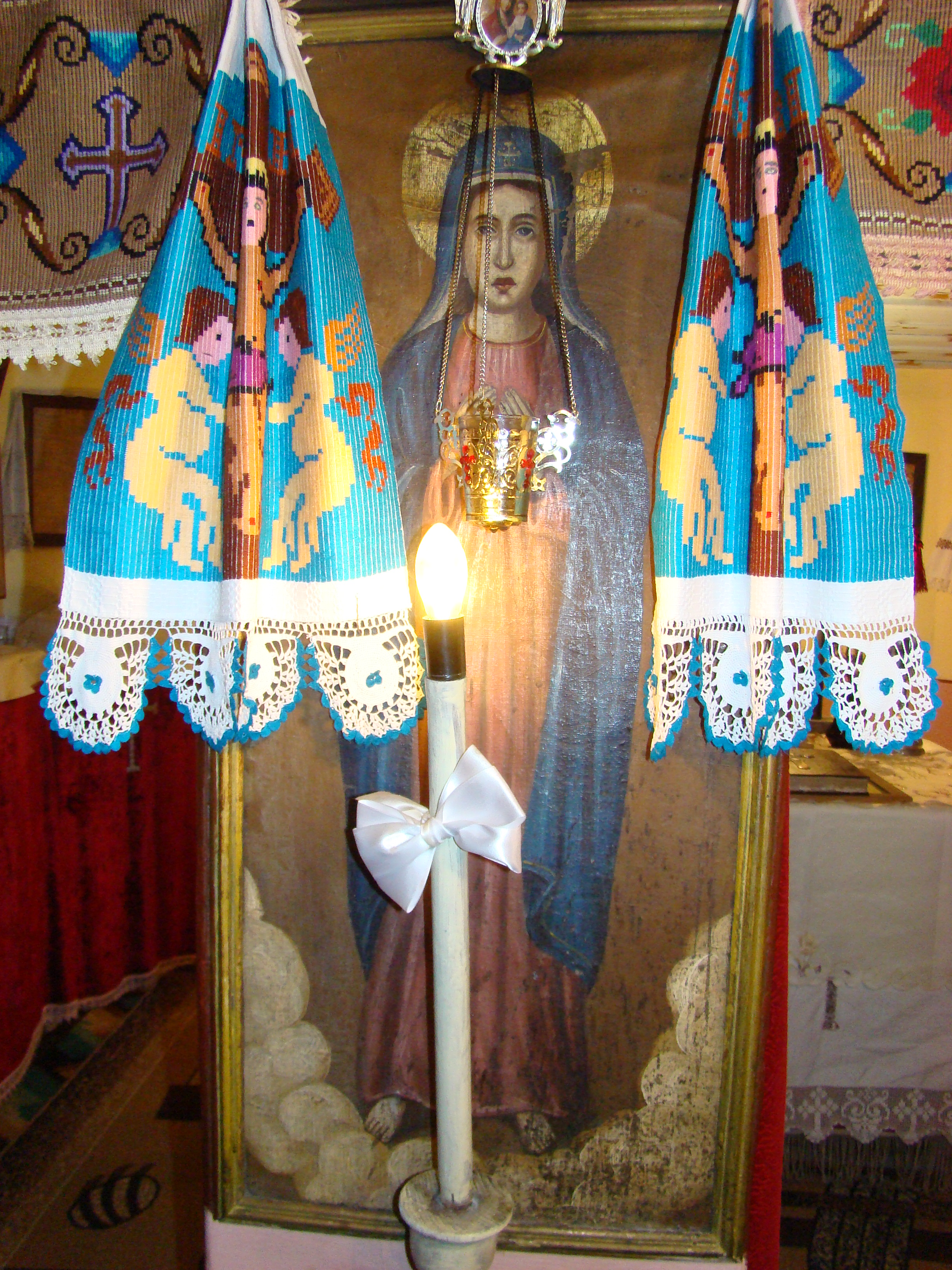
Maica Domnului
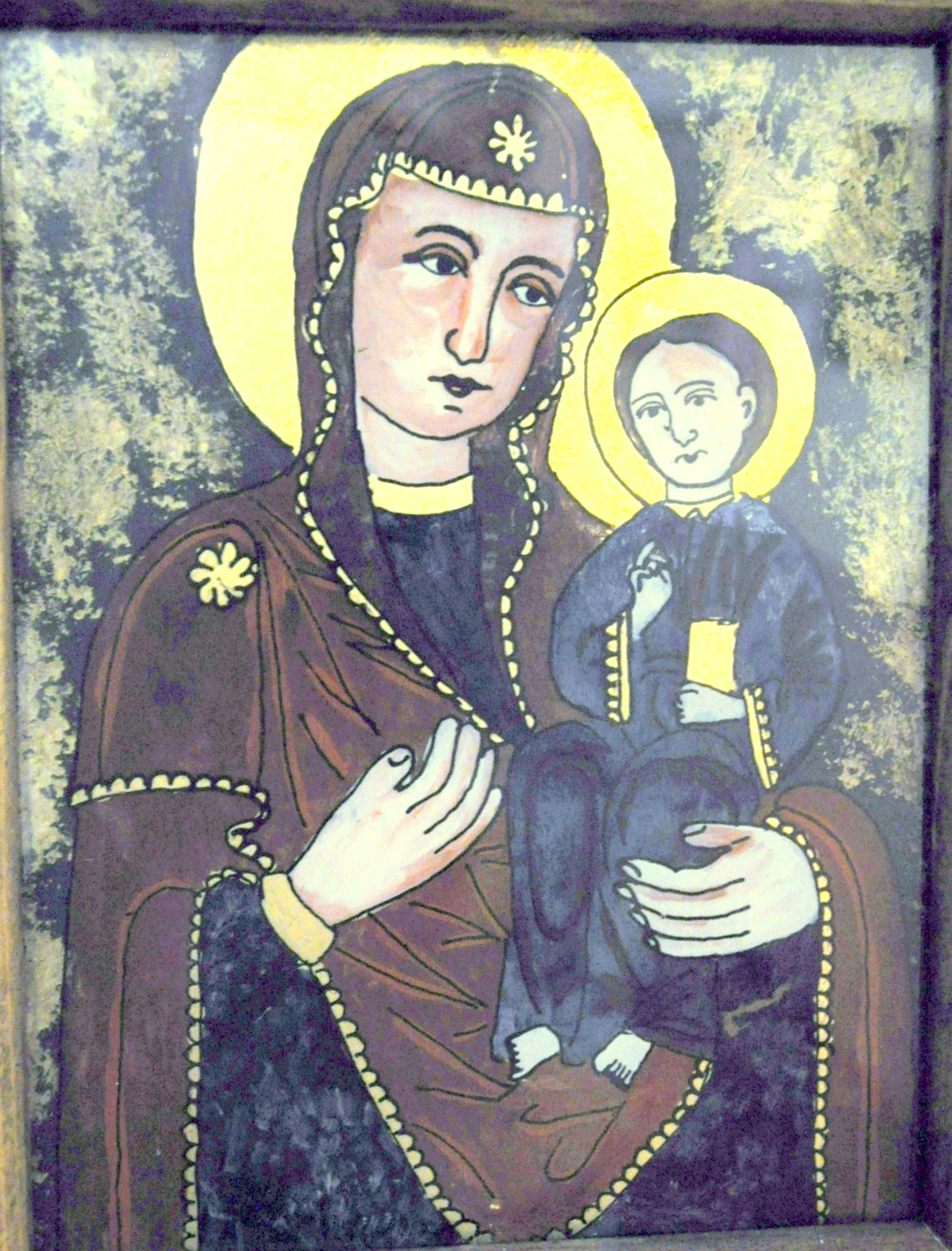
Maria cu Pruncul
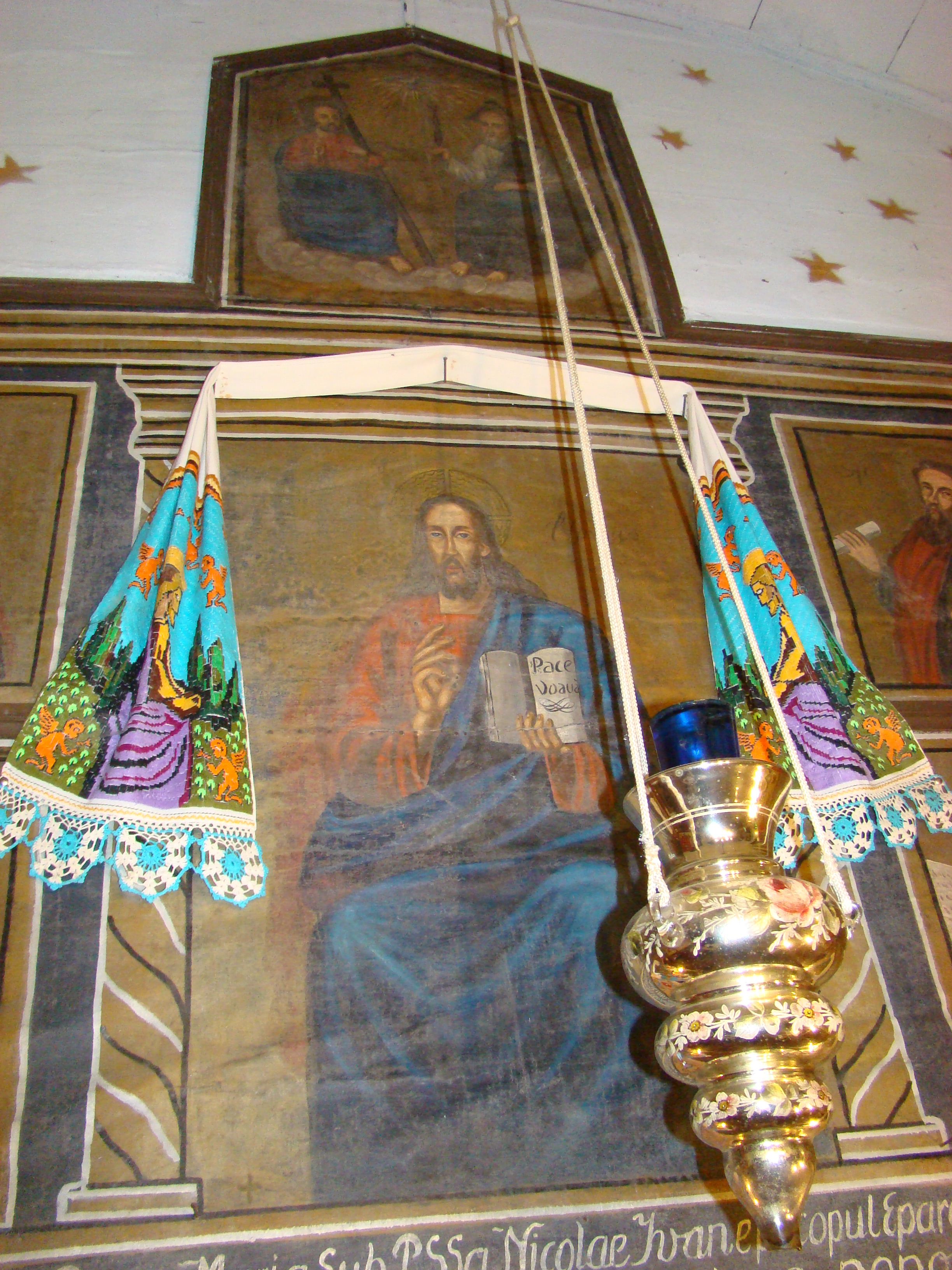
Catapeteasma (detaliu)
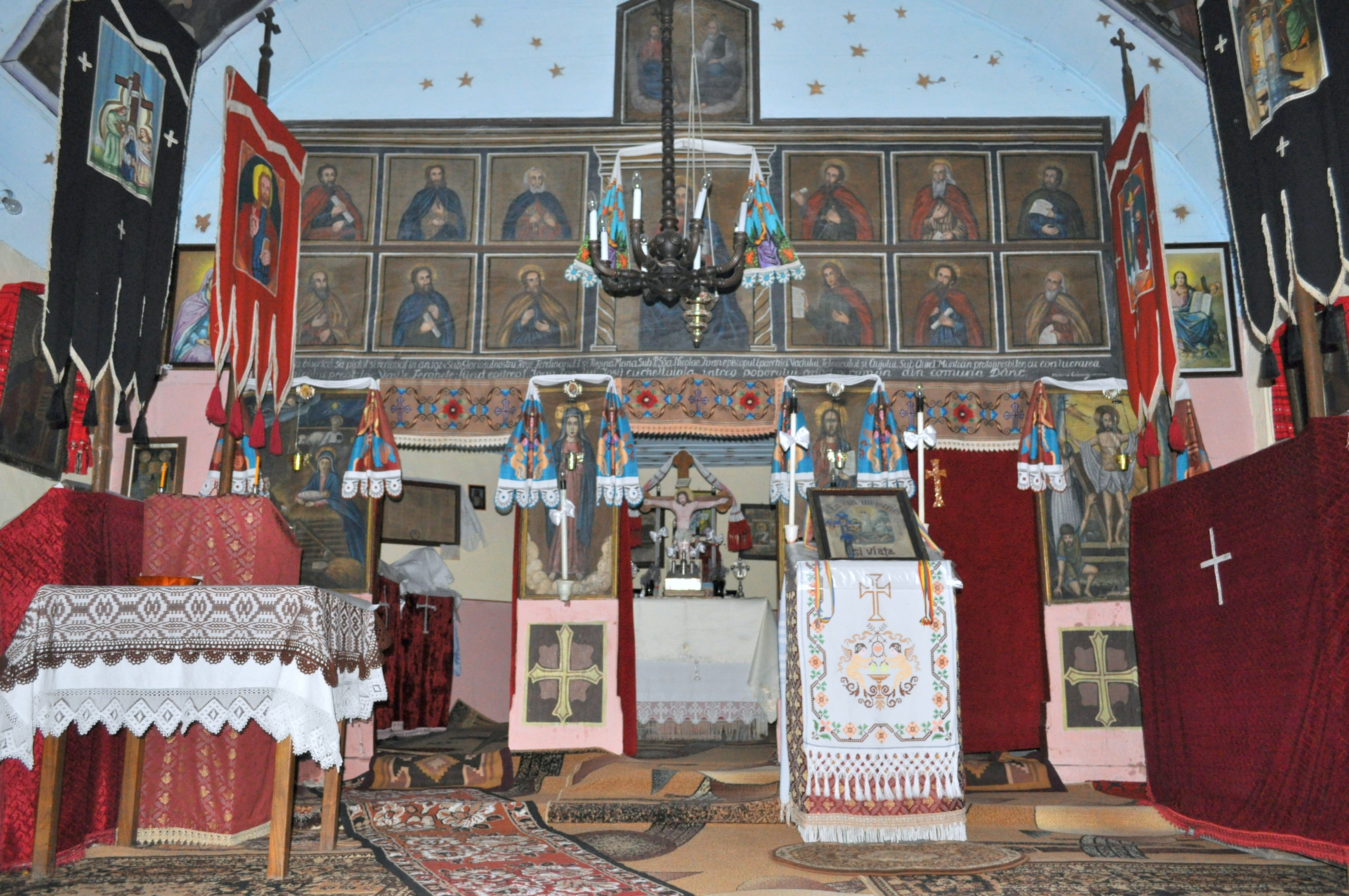
Interiorul navei
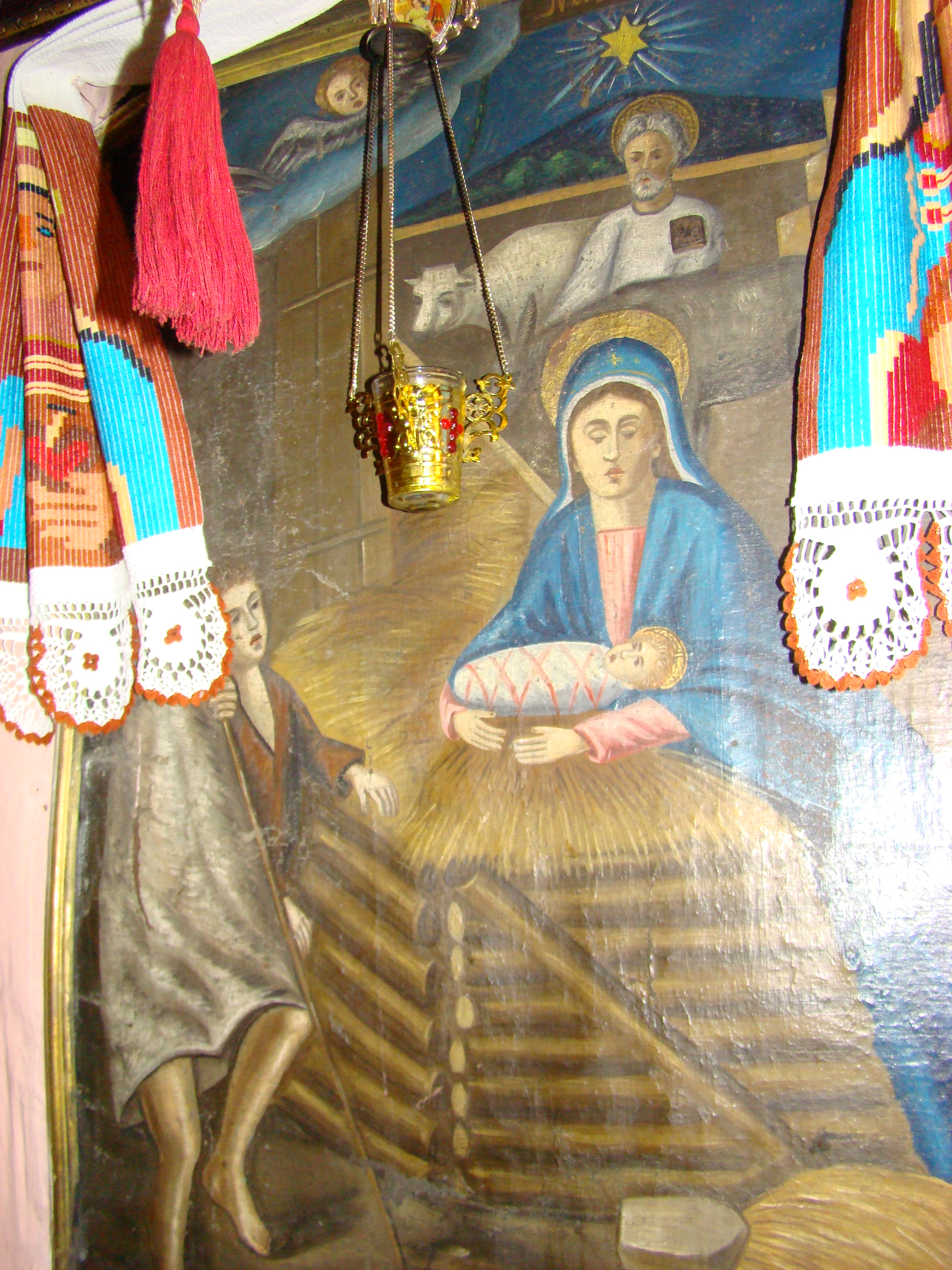
Nașterea Domnului
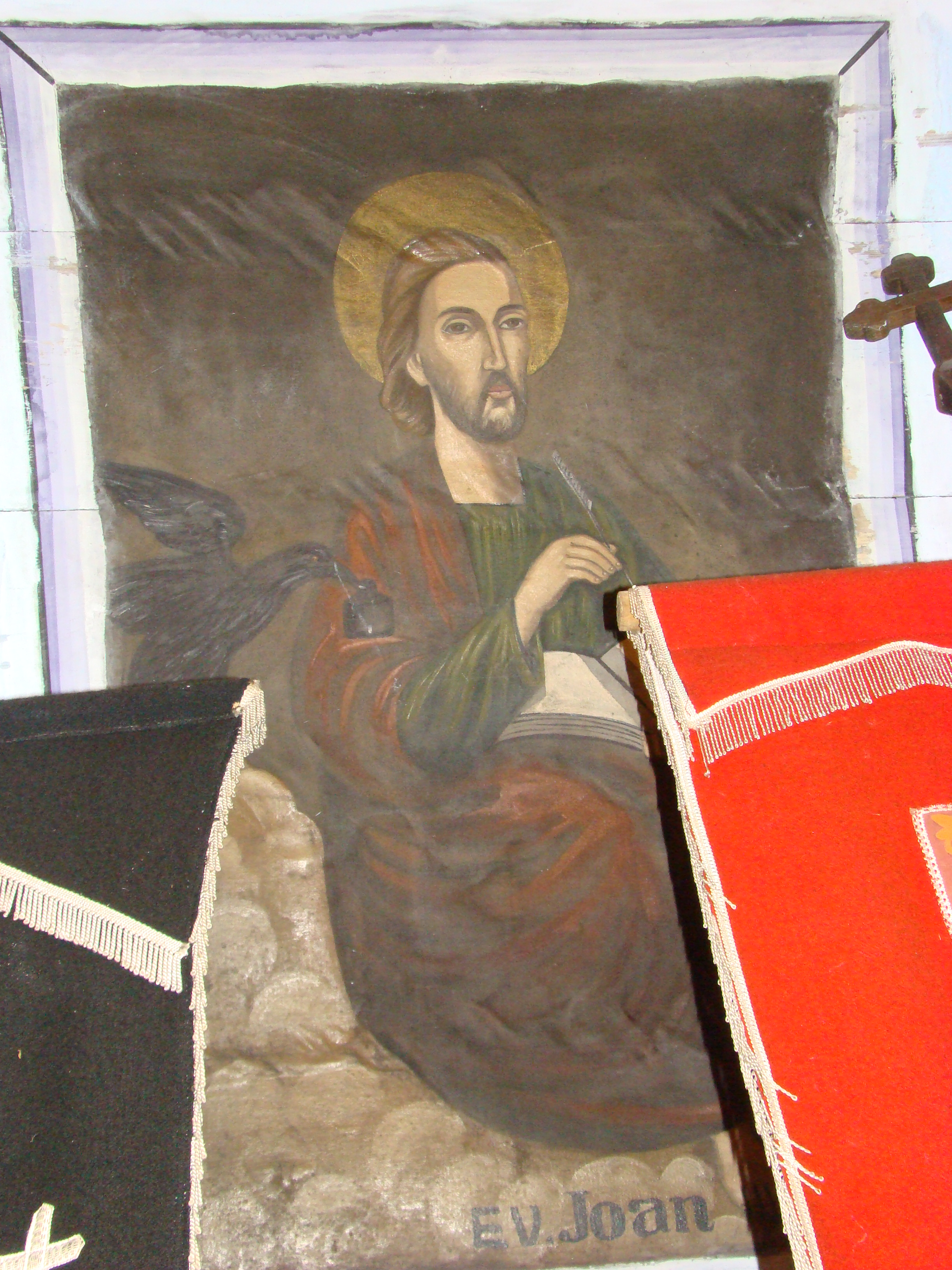
Evanghelistul Ioan
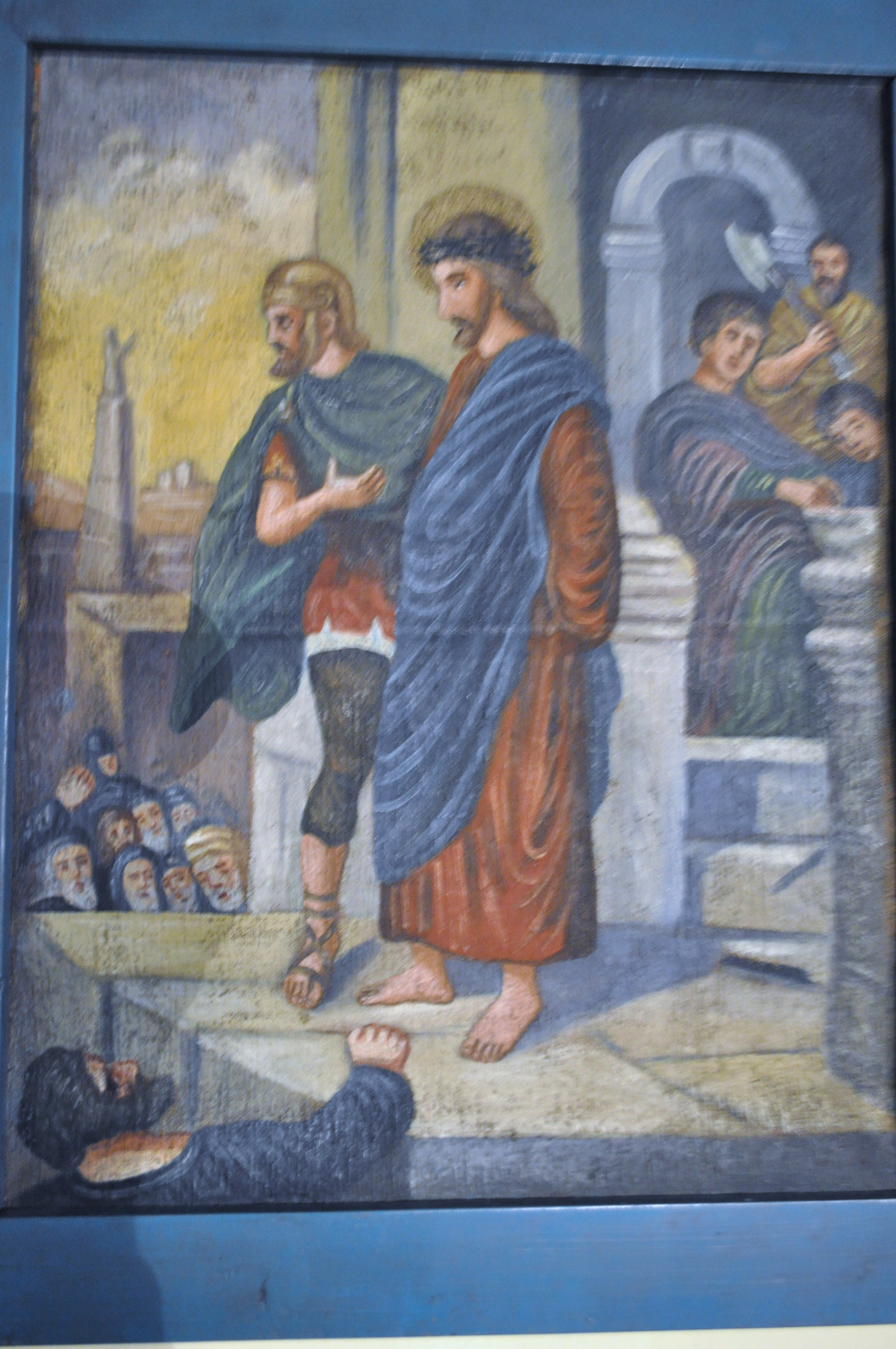
Ecce homo
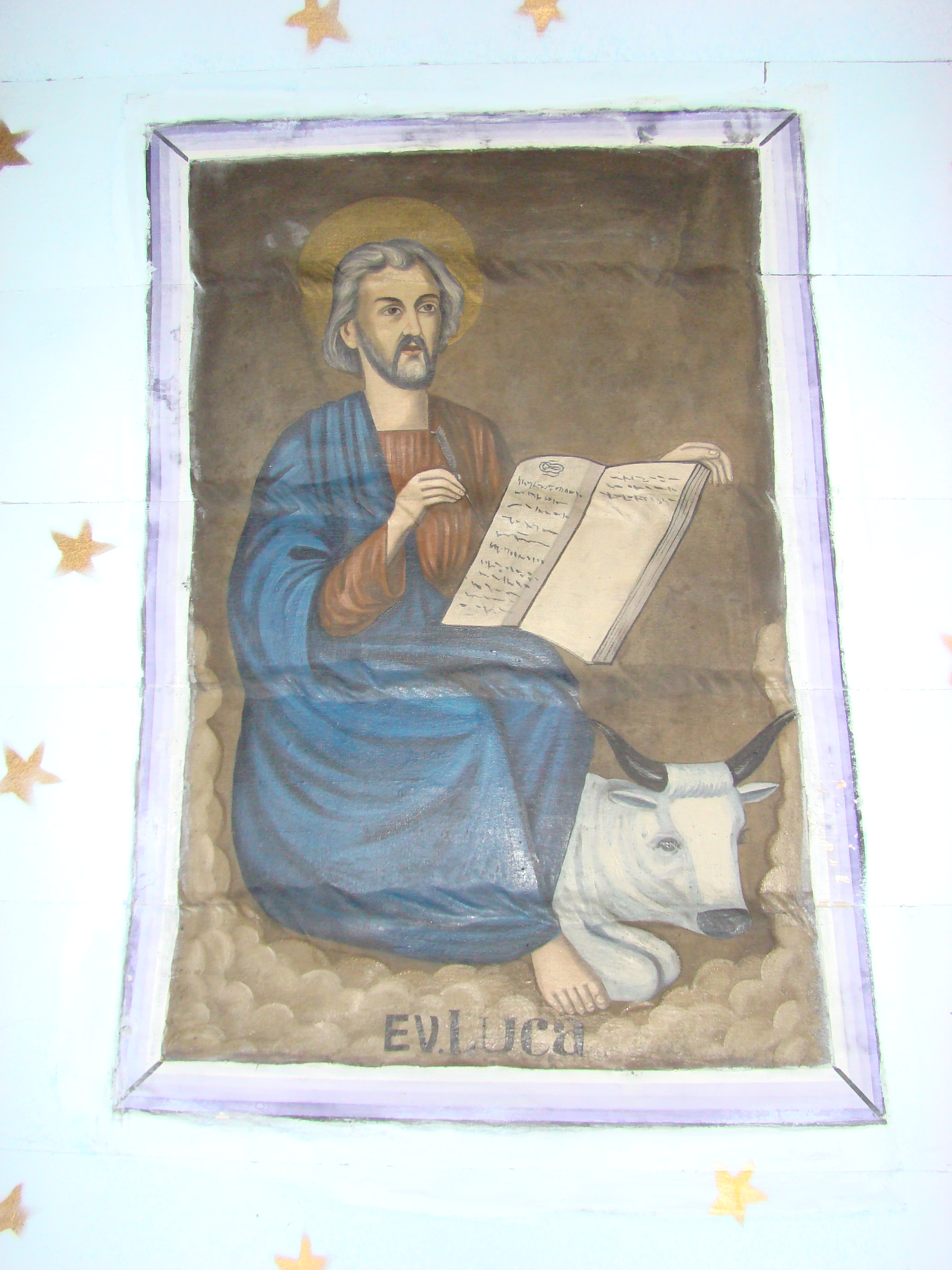
Evanghelistul Luca
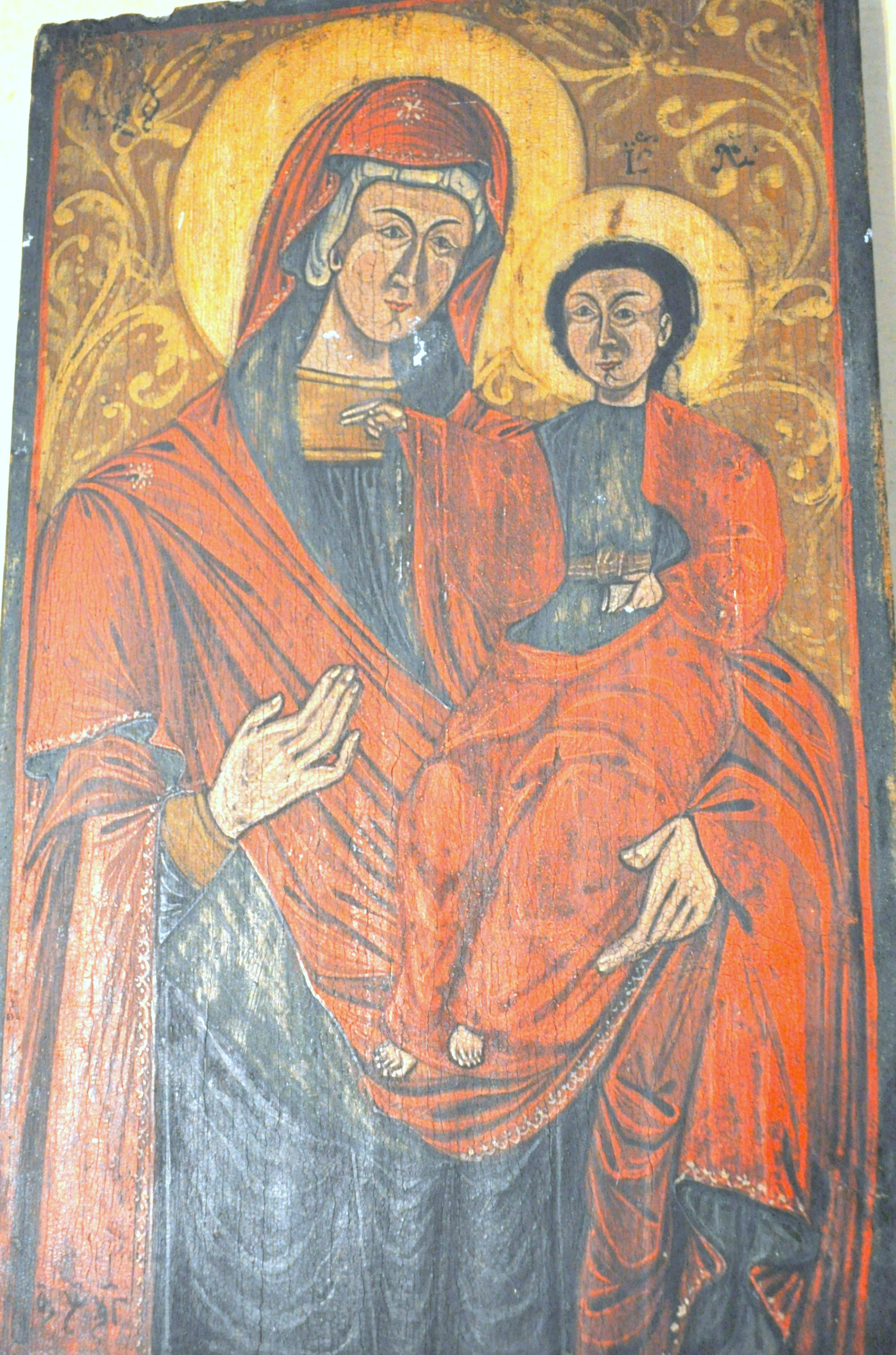
Maria cu Pruncul
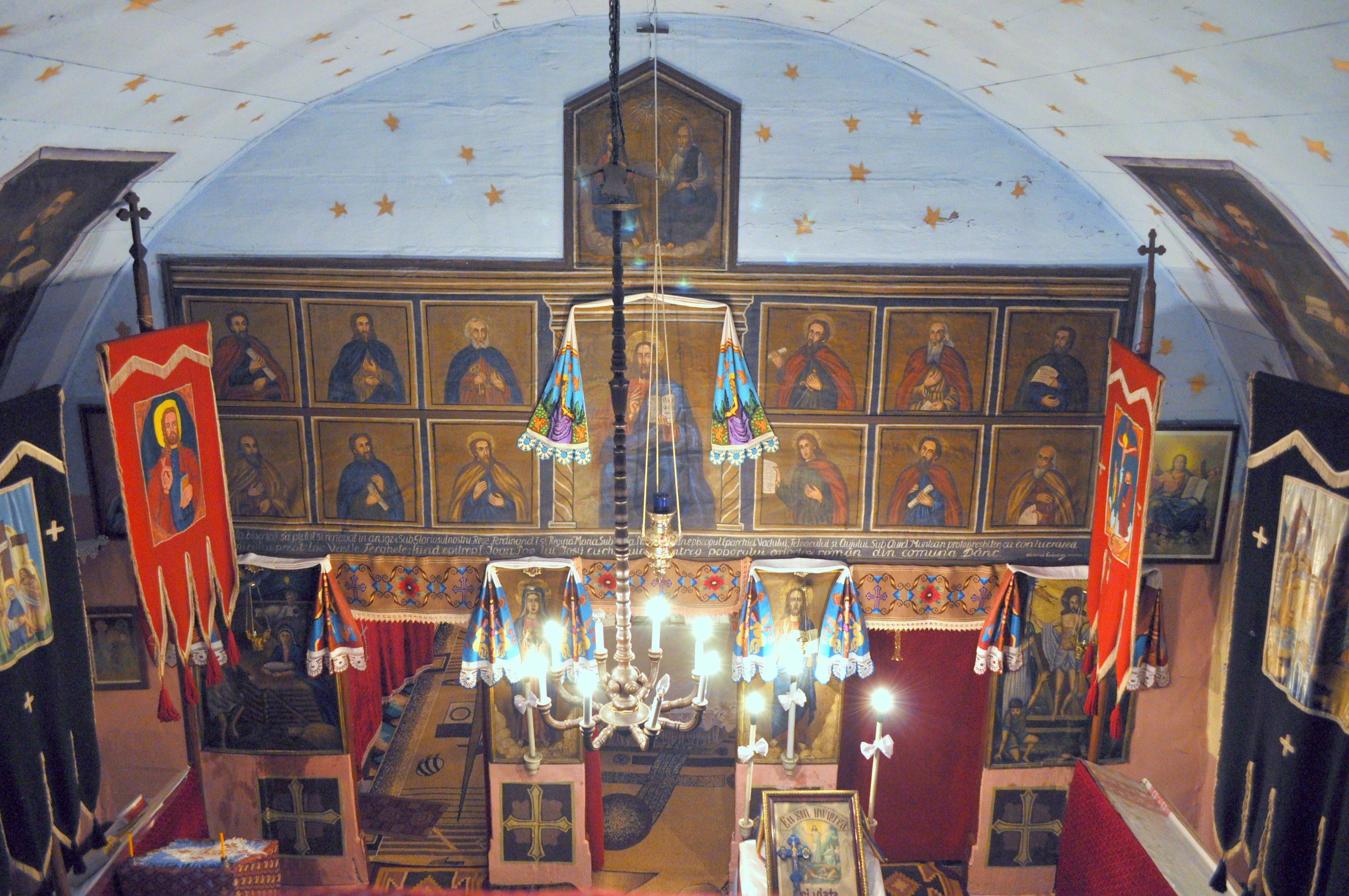
Interiorul navei
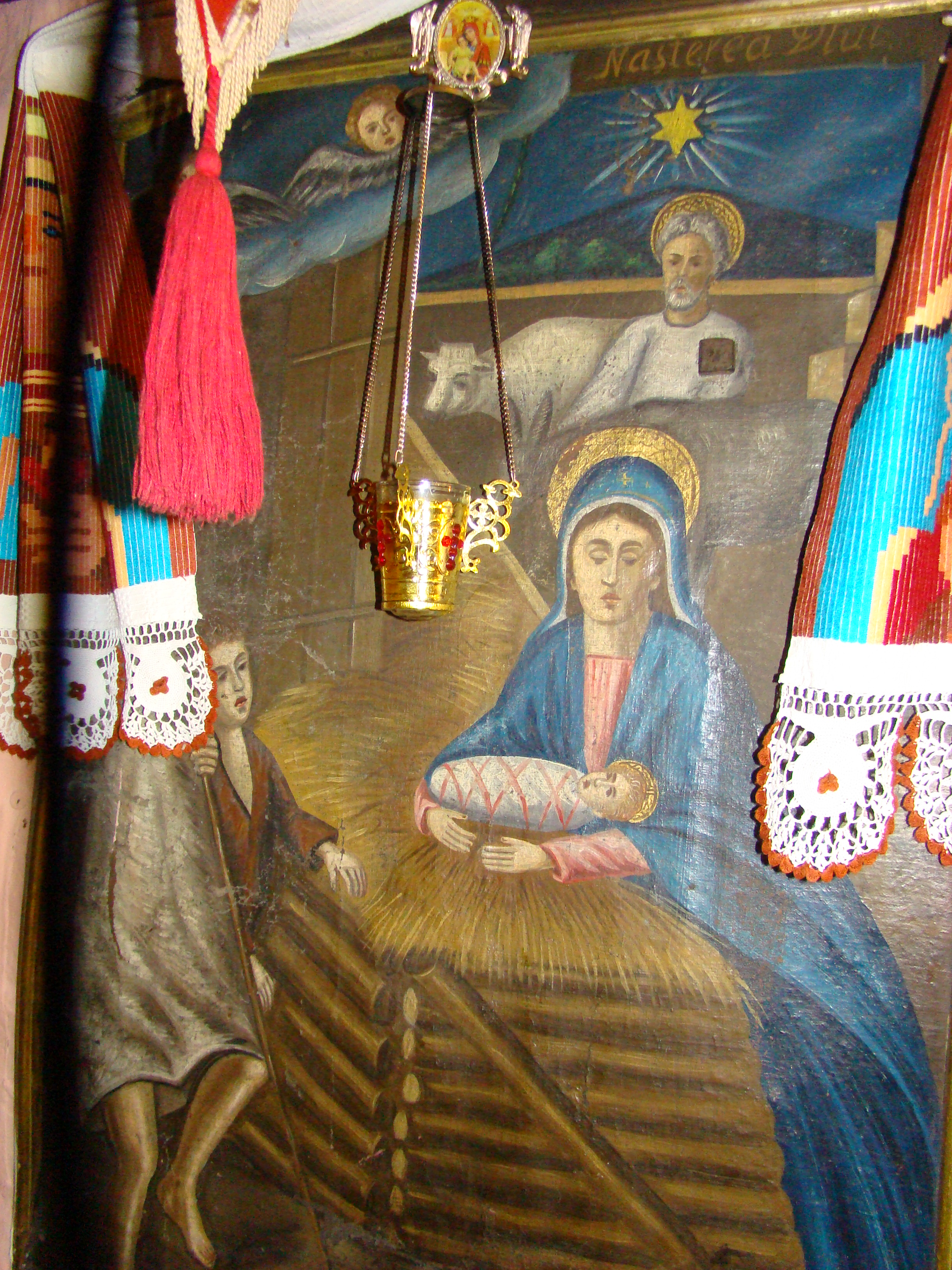
Nașterea Domnului
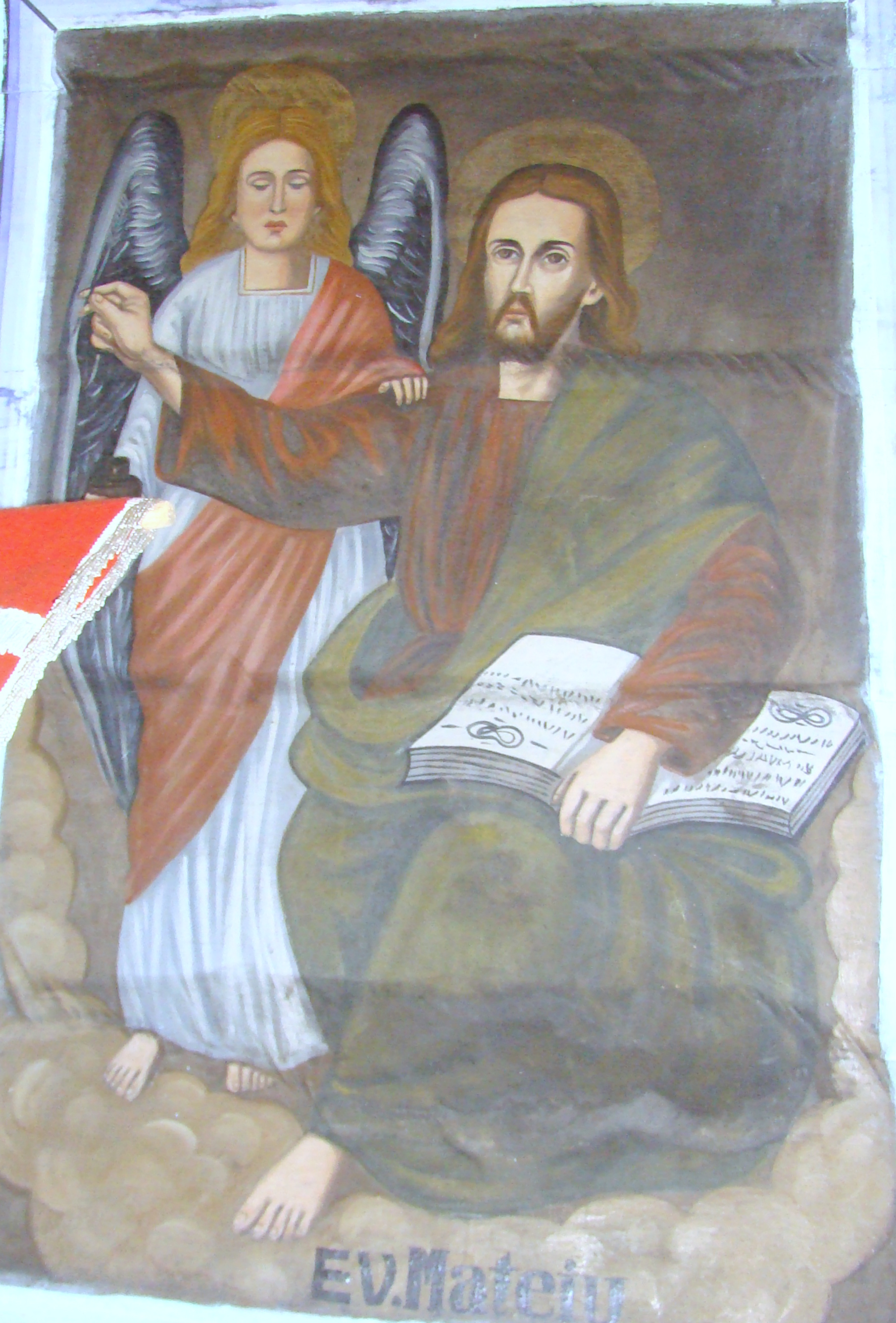
Evanghelistul Matei
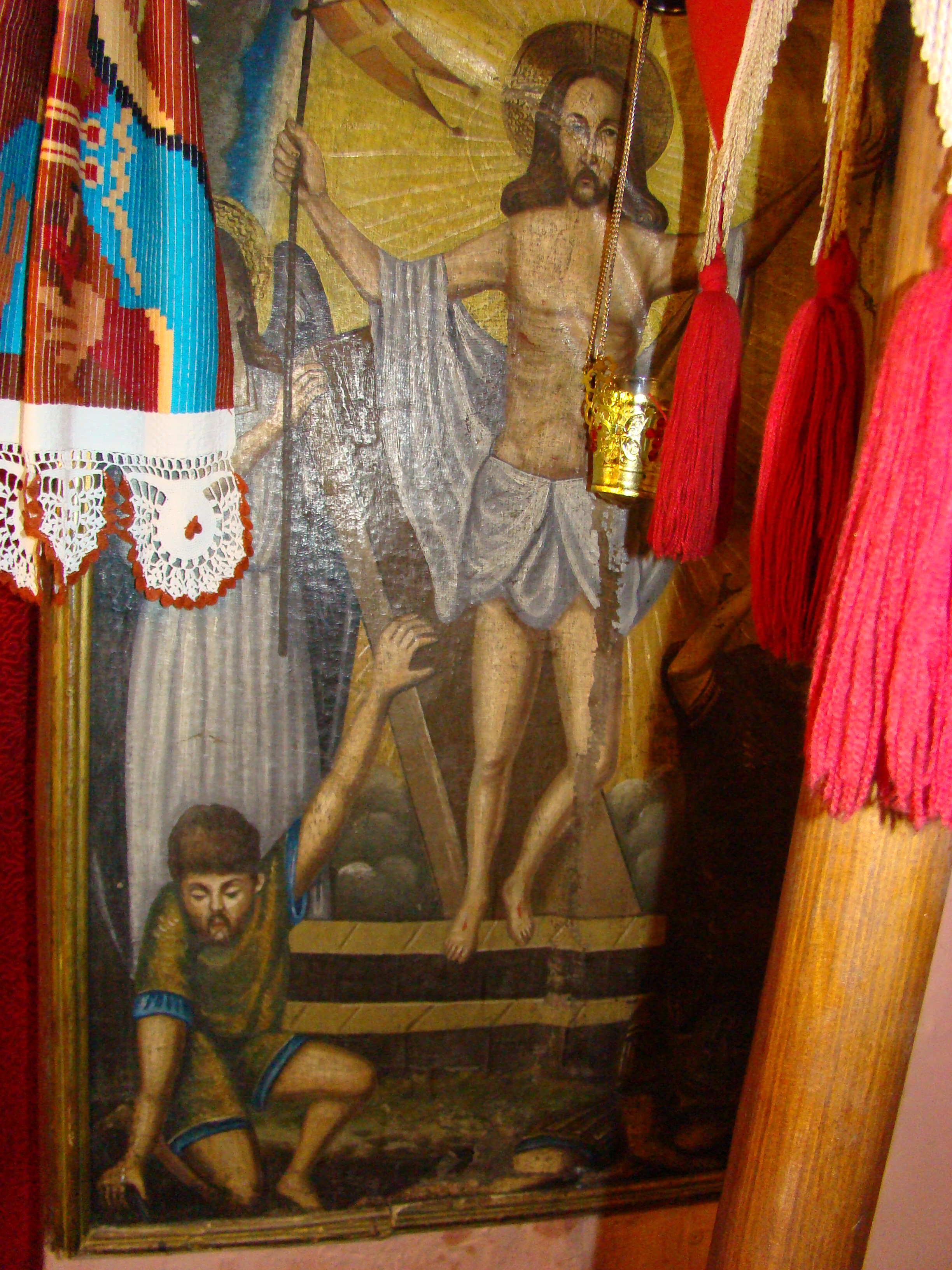
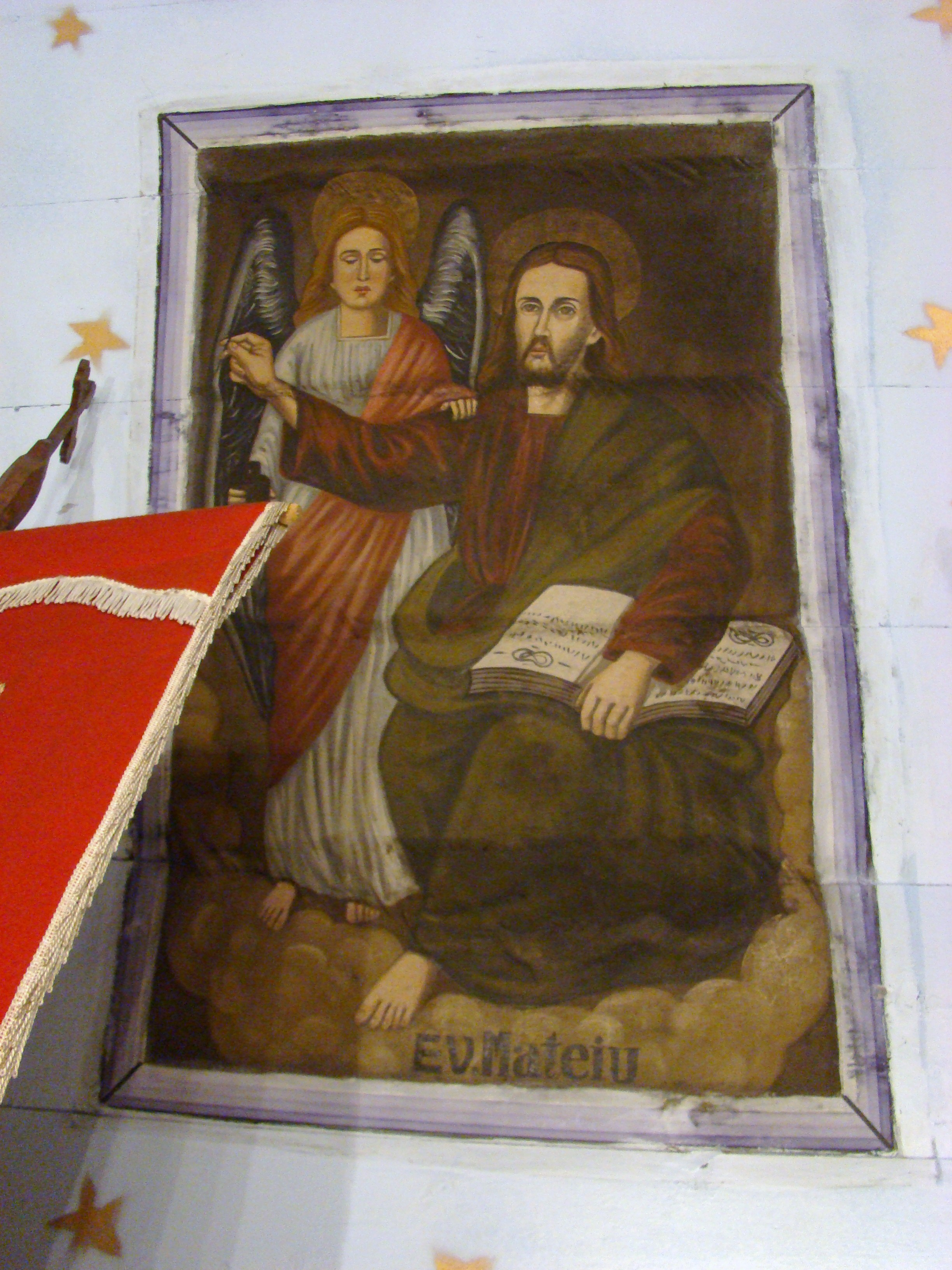
Evanghelistul Matei
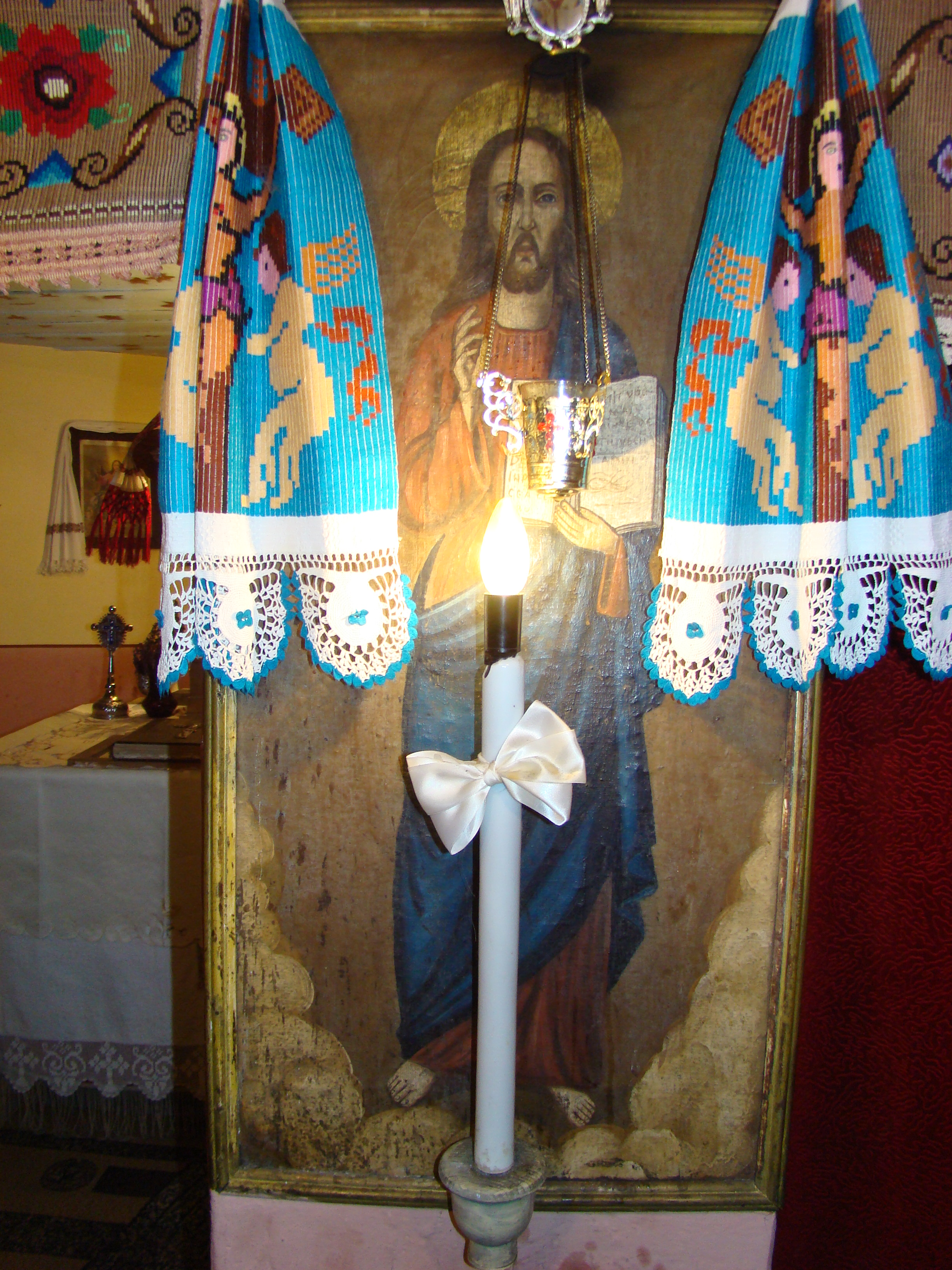
Iisus binecuvântând
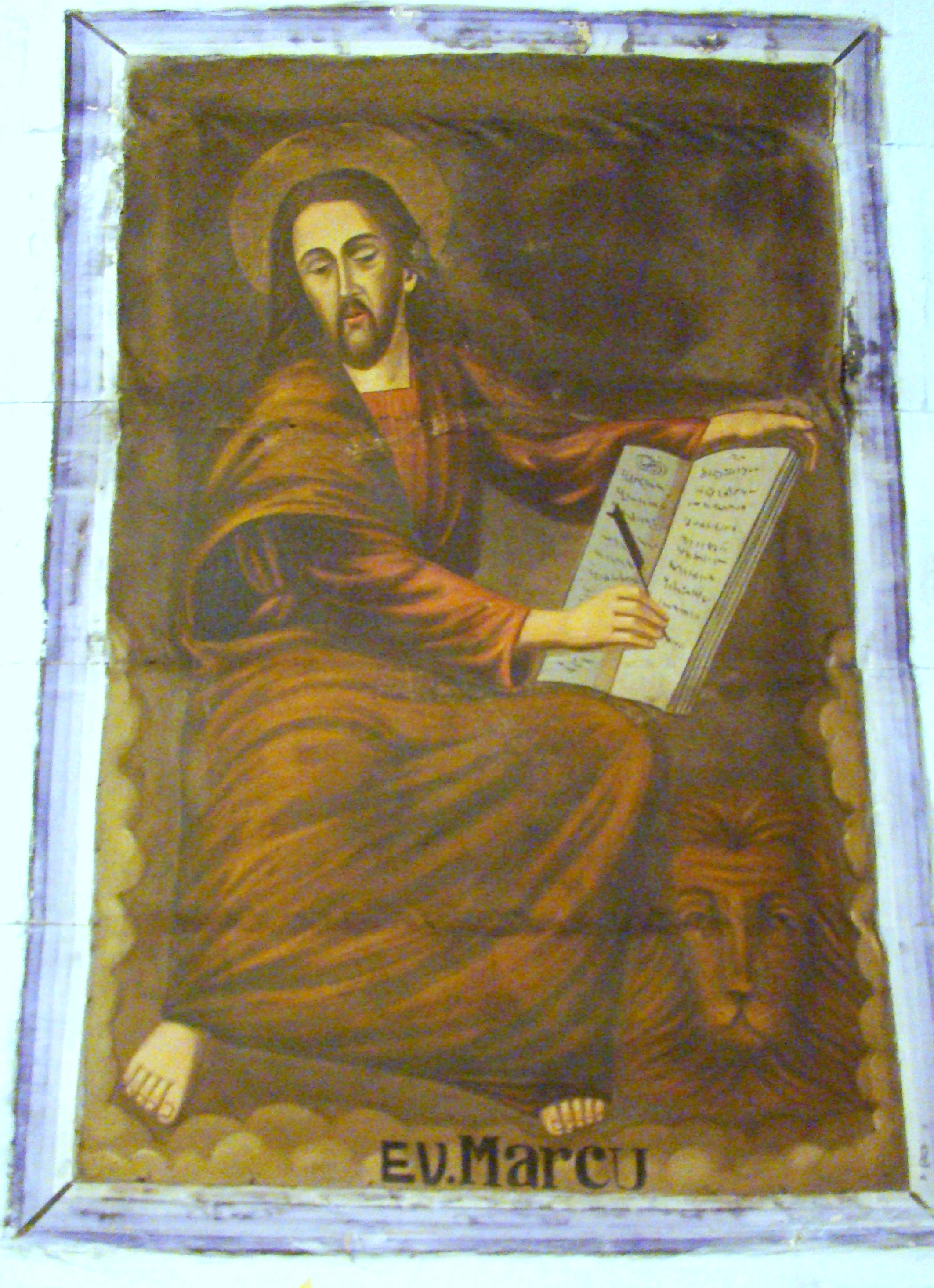
Evanghelistul Marcu
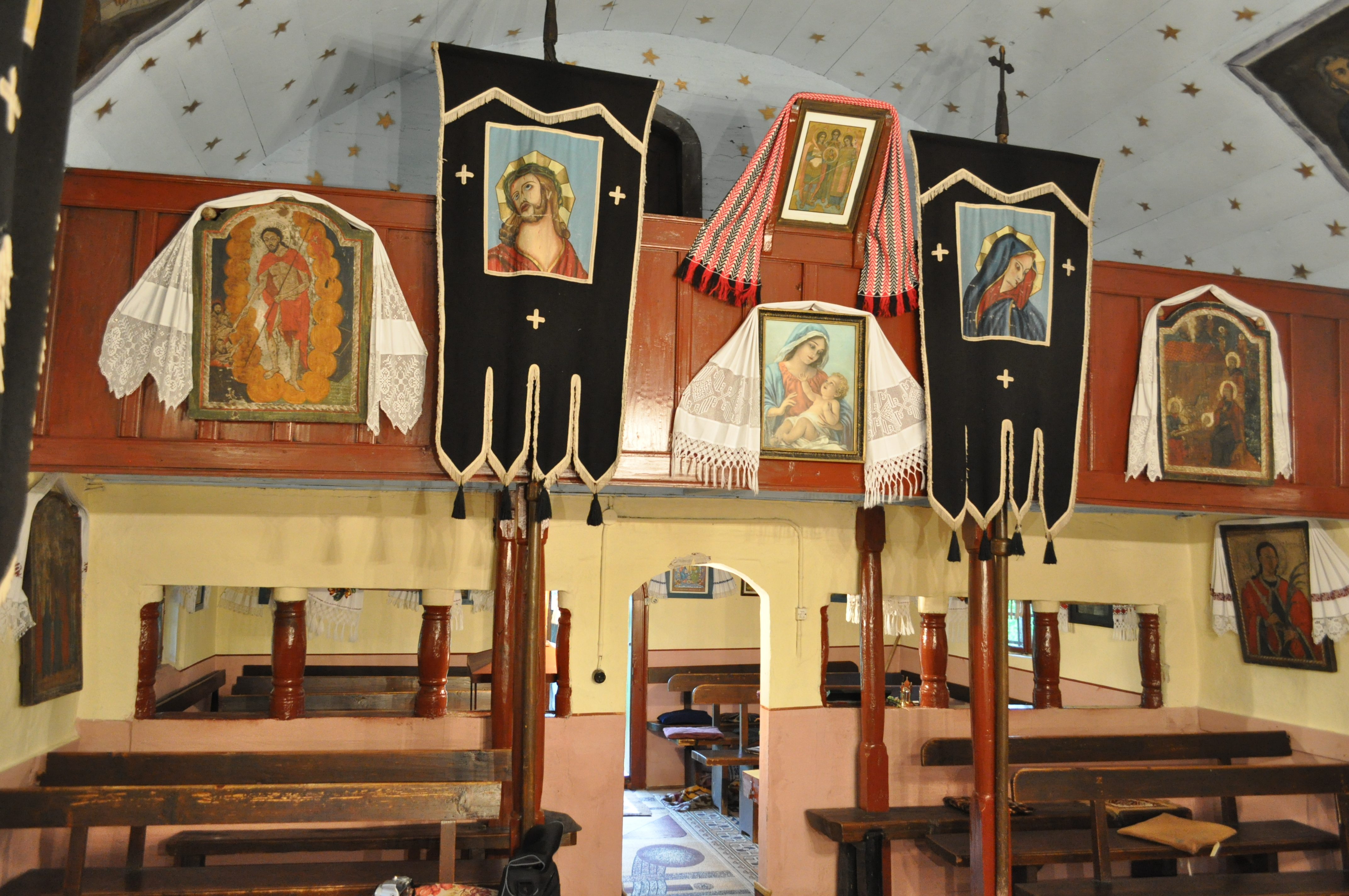
Interiorul către ieșire

## Imagini din 2009

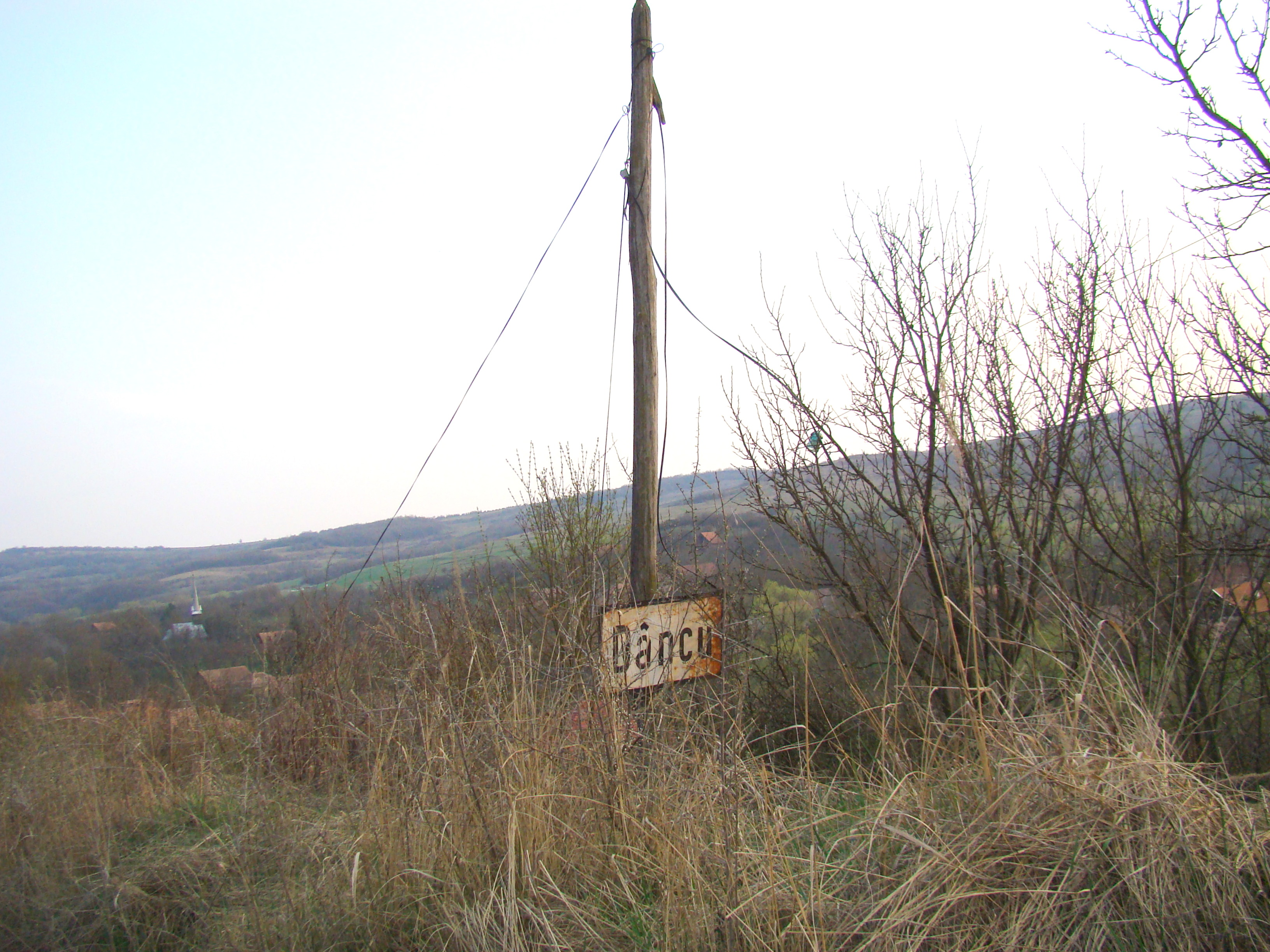
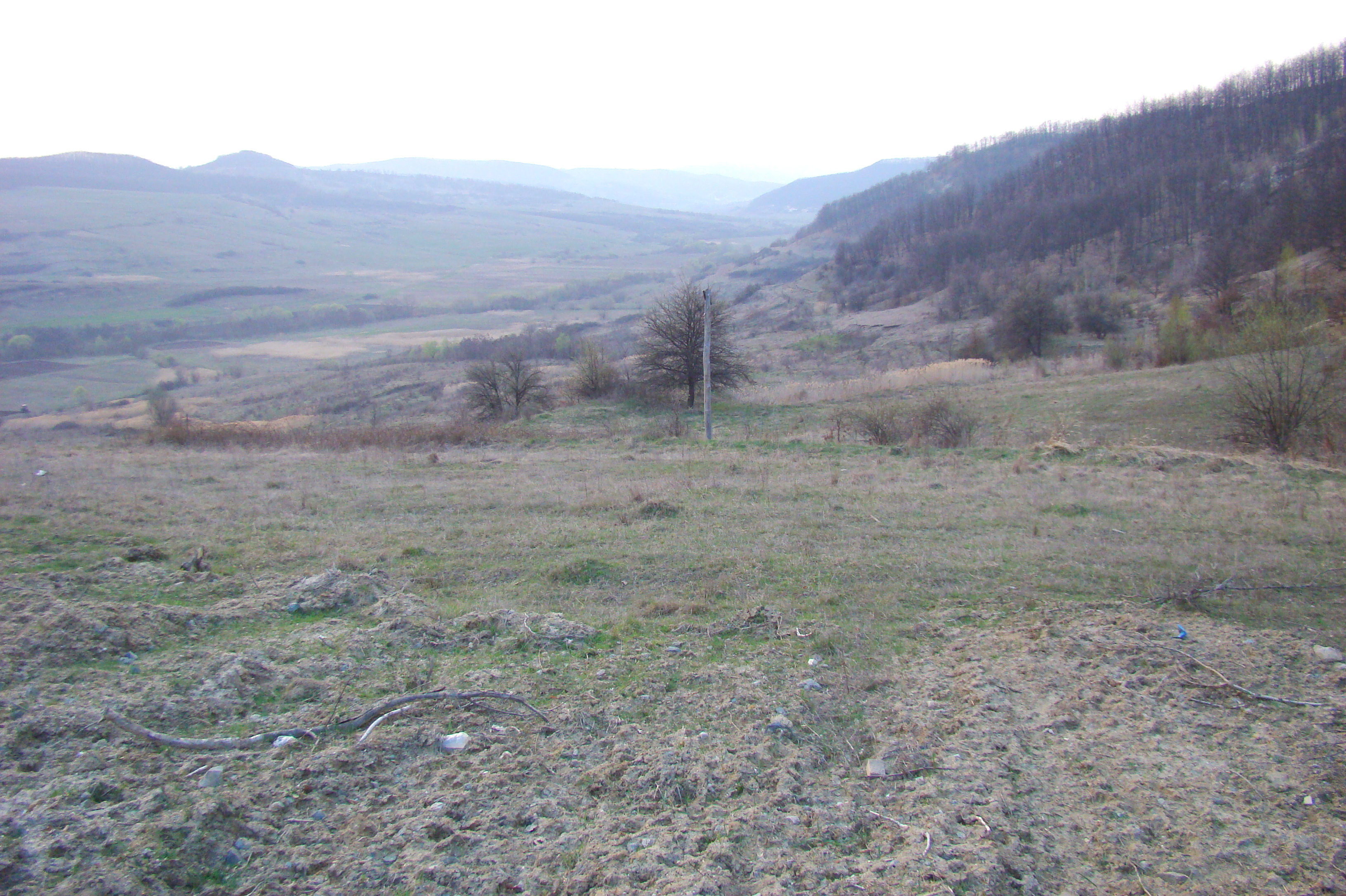
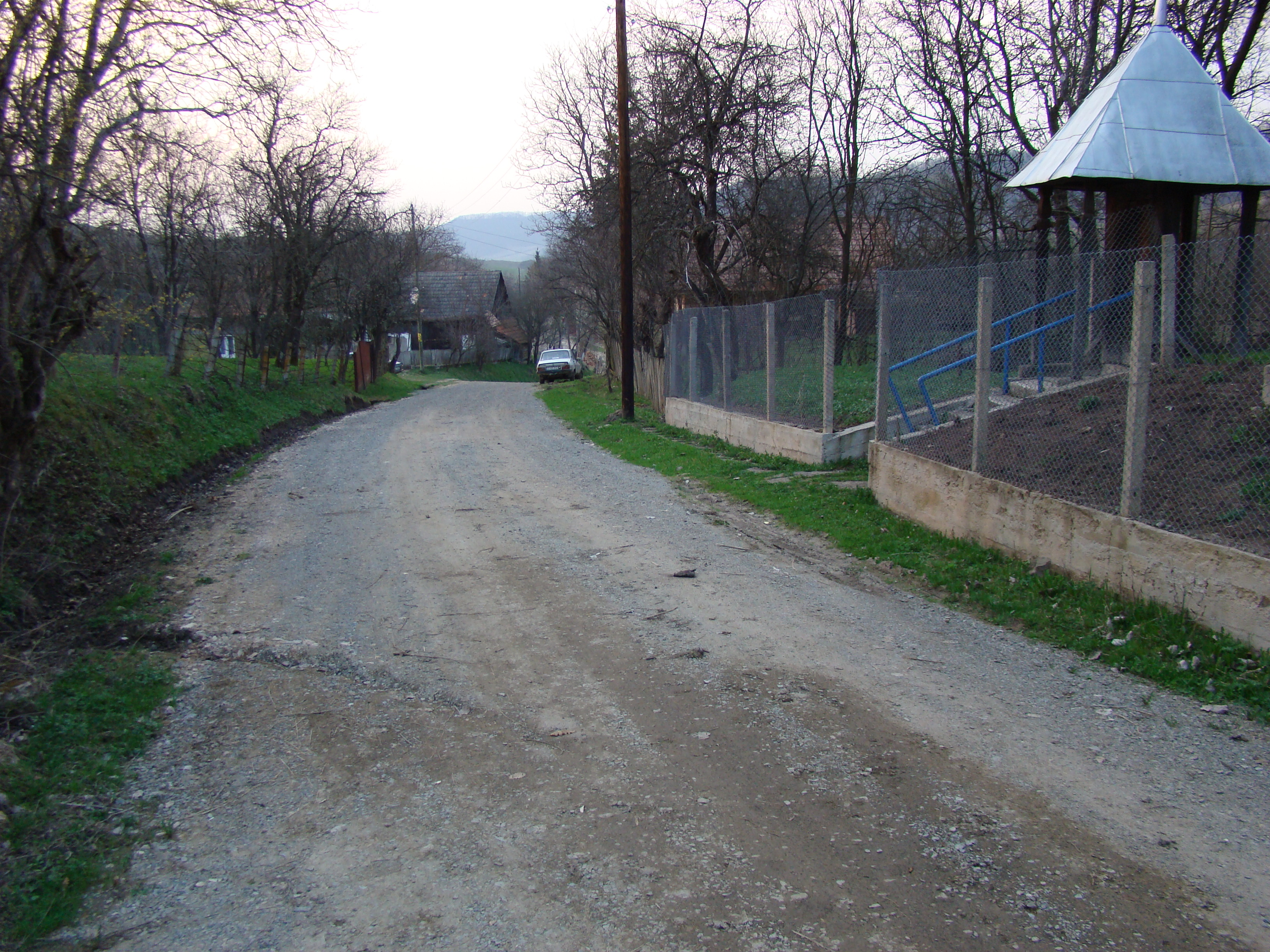
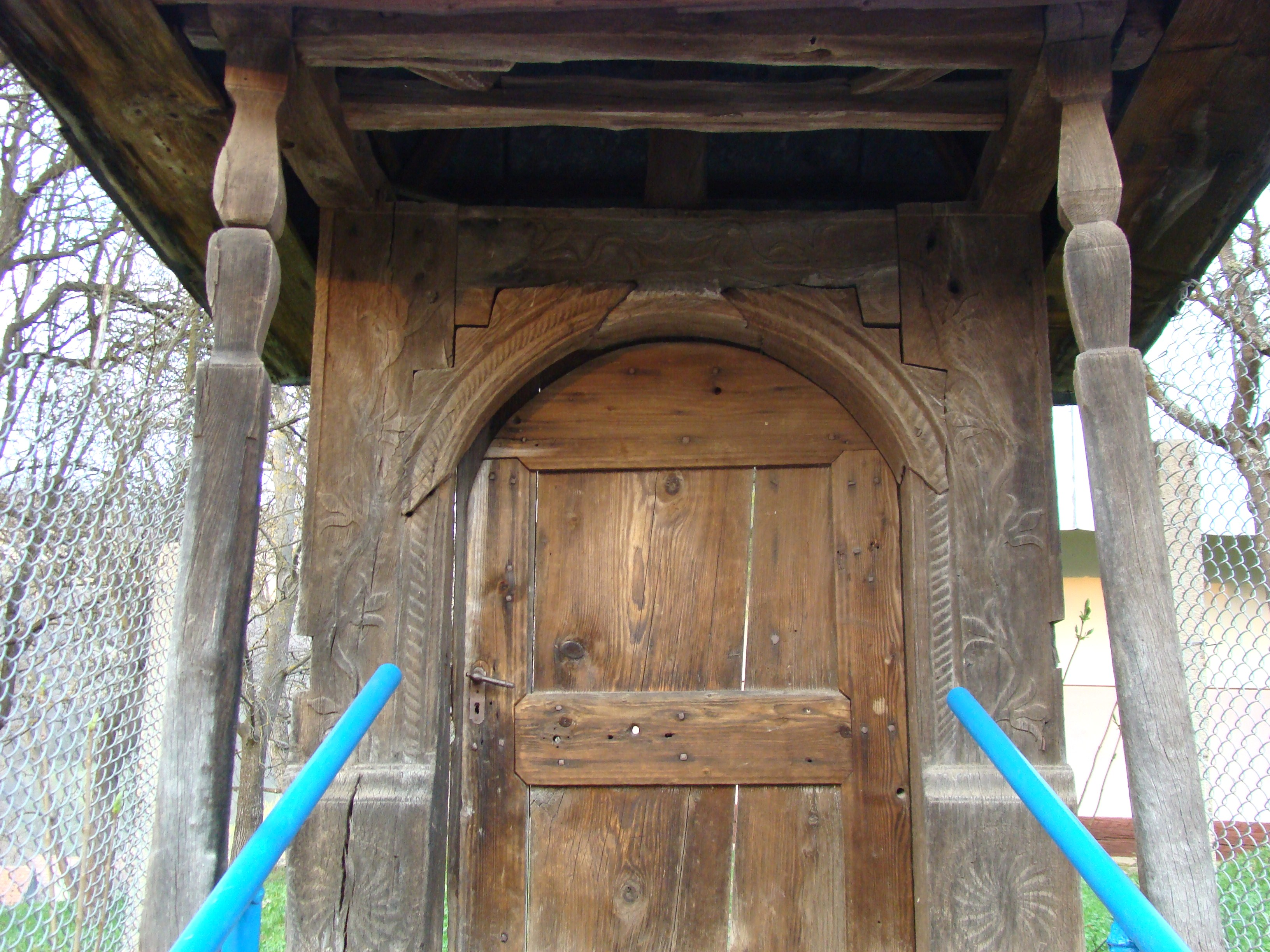
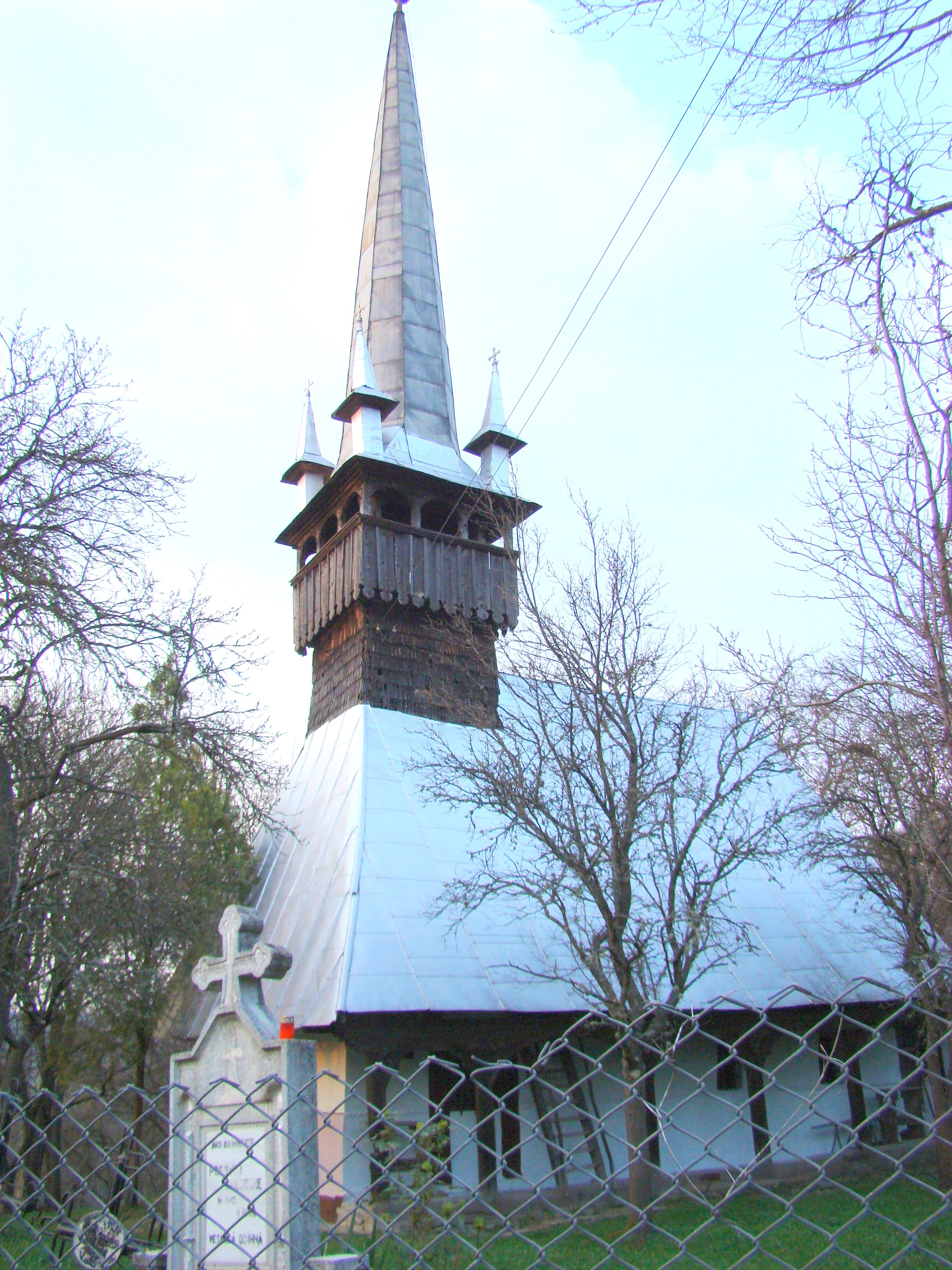
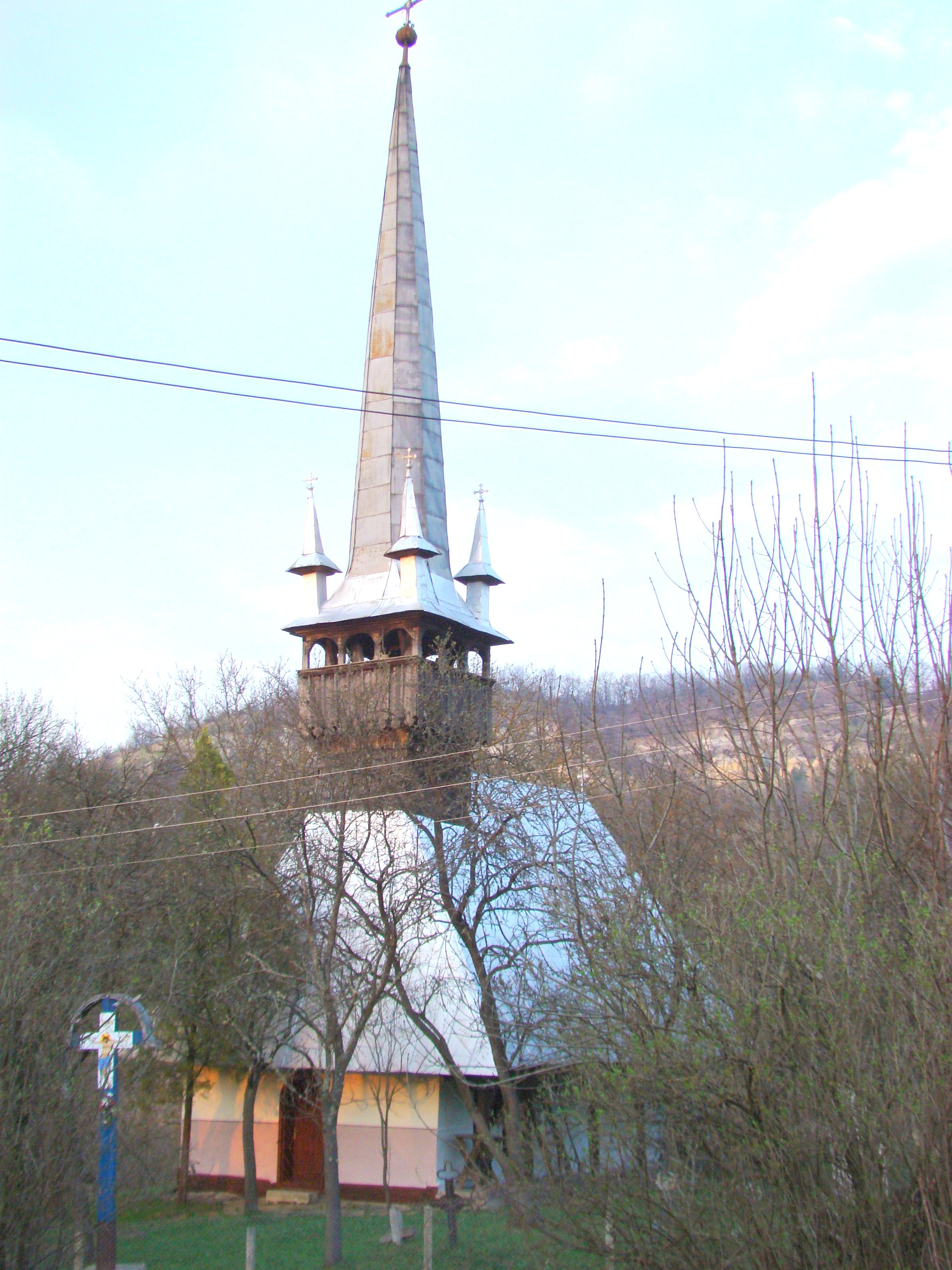
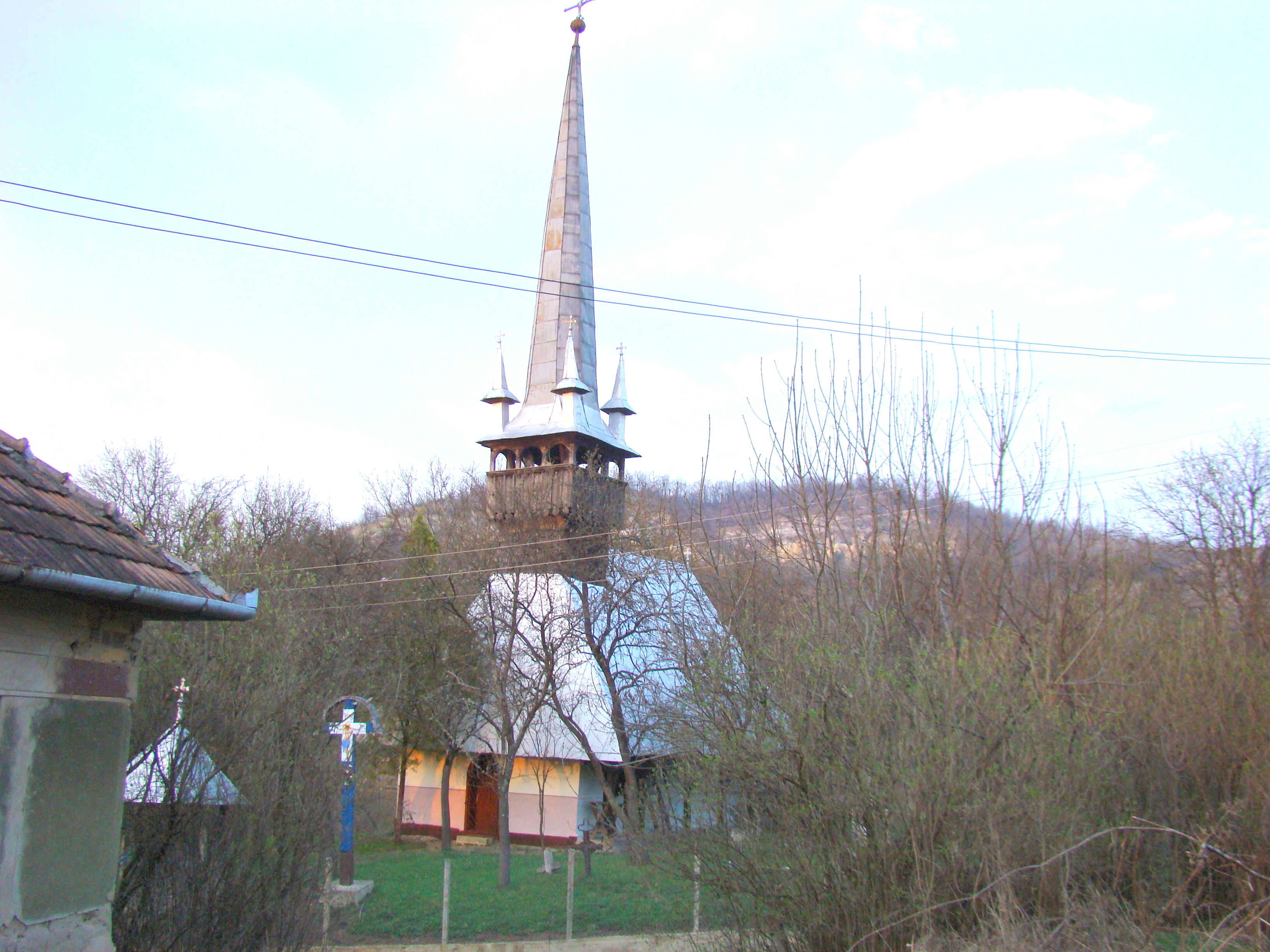
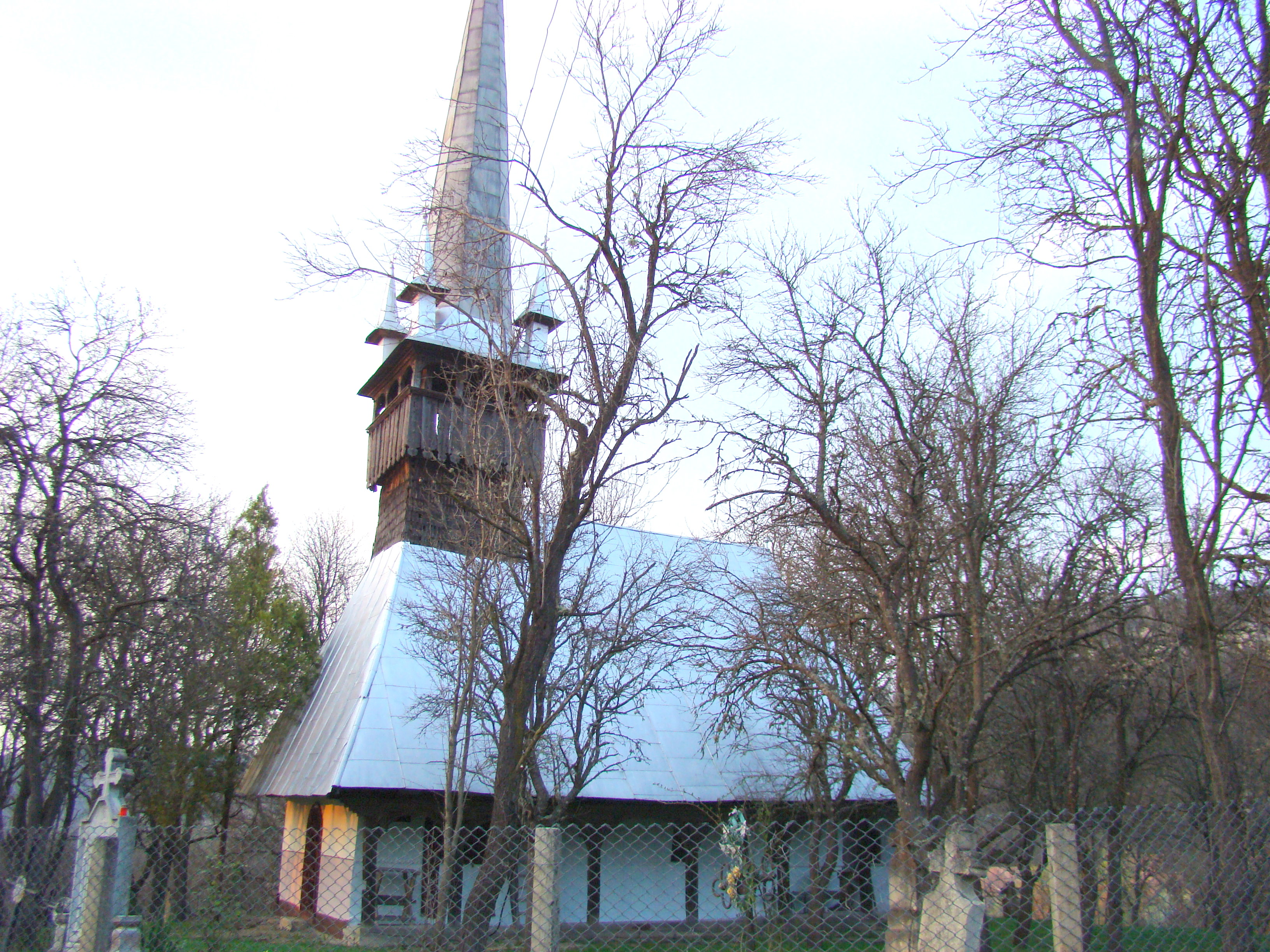
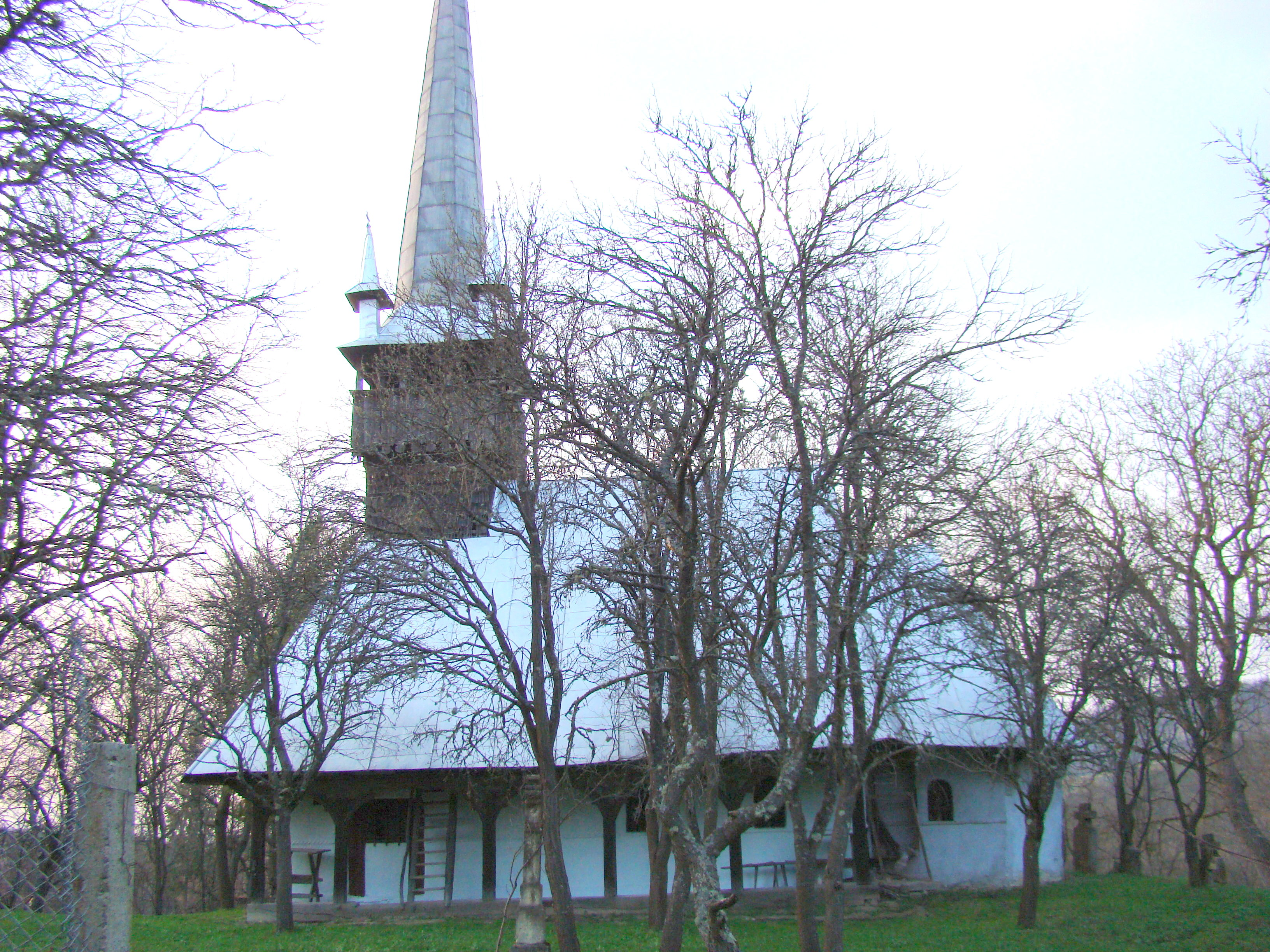
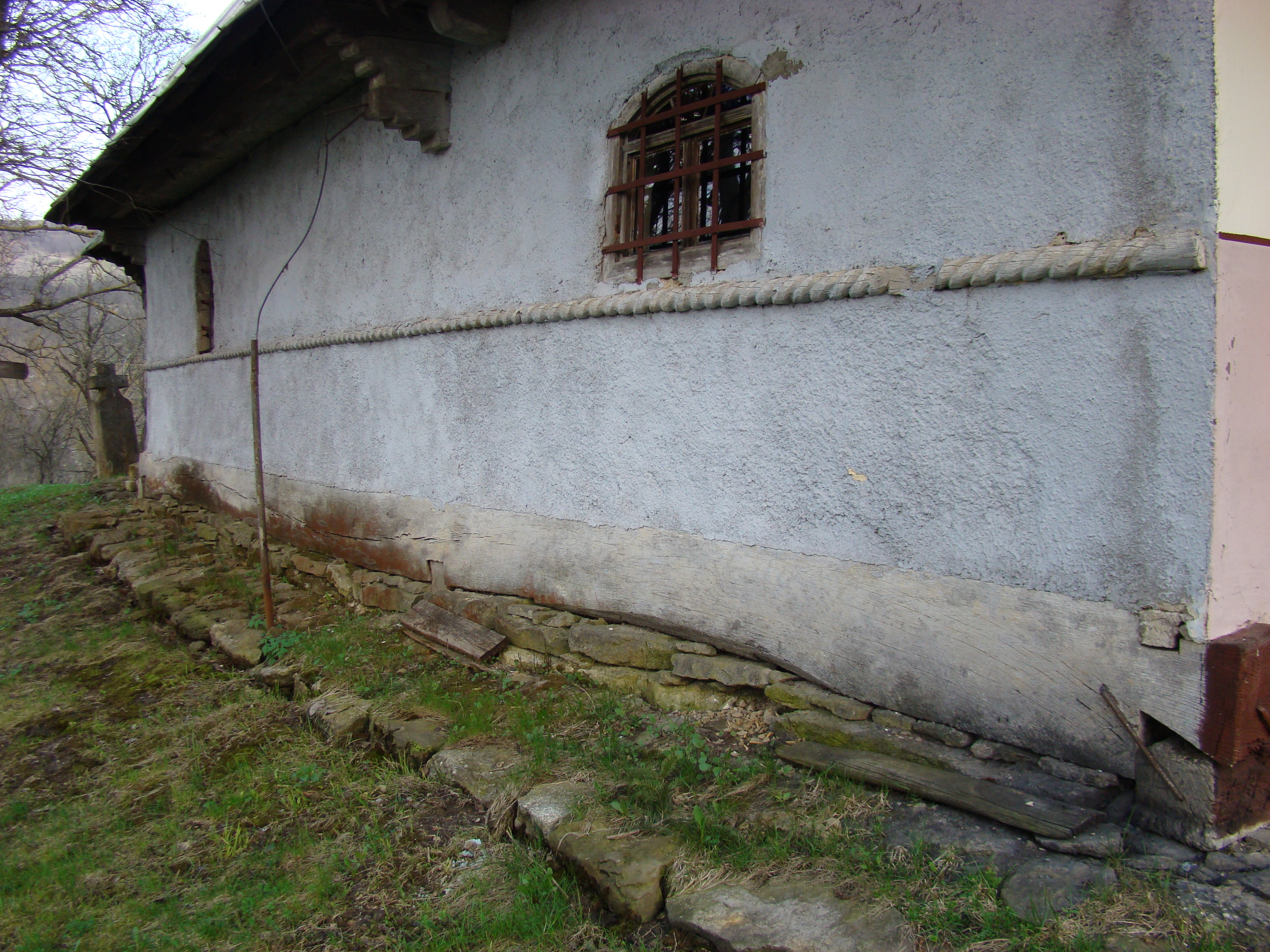
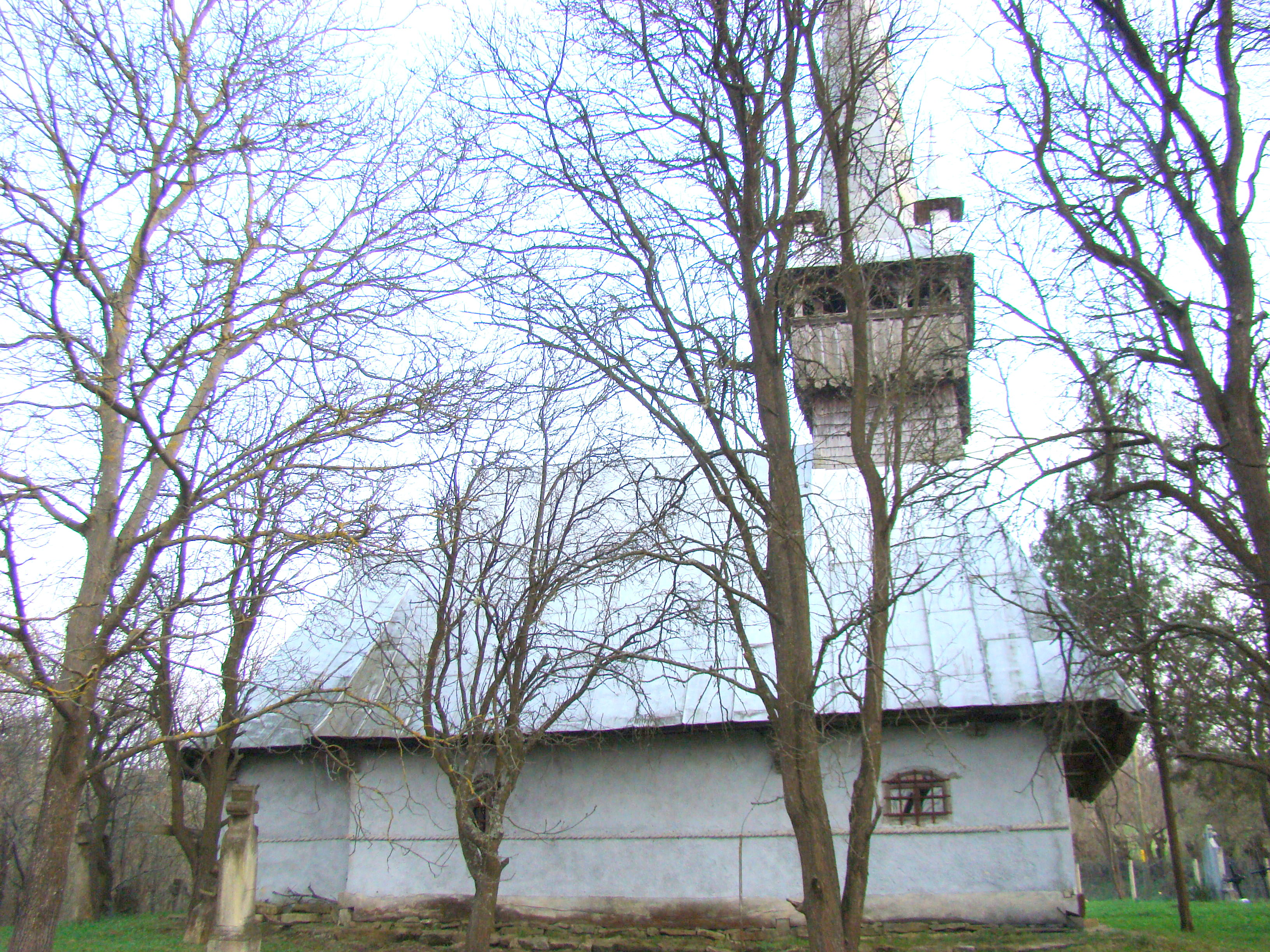
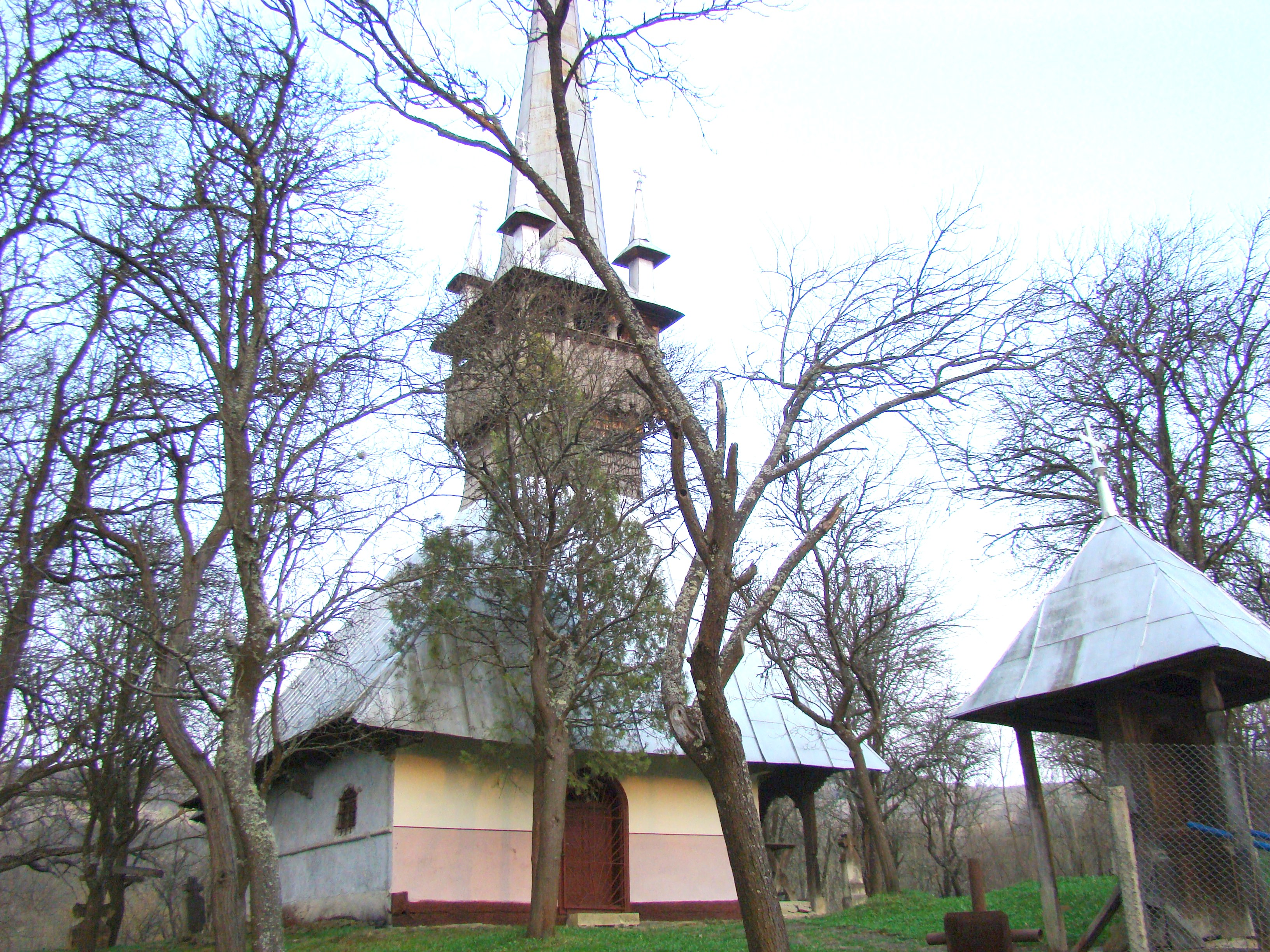
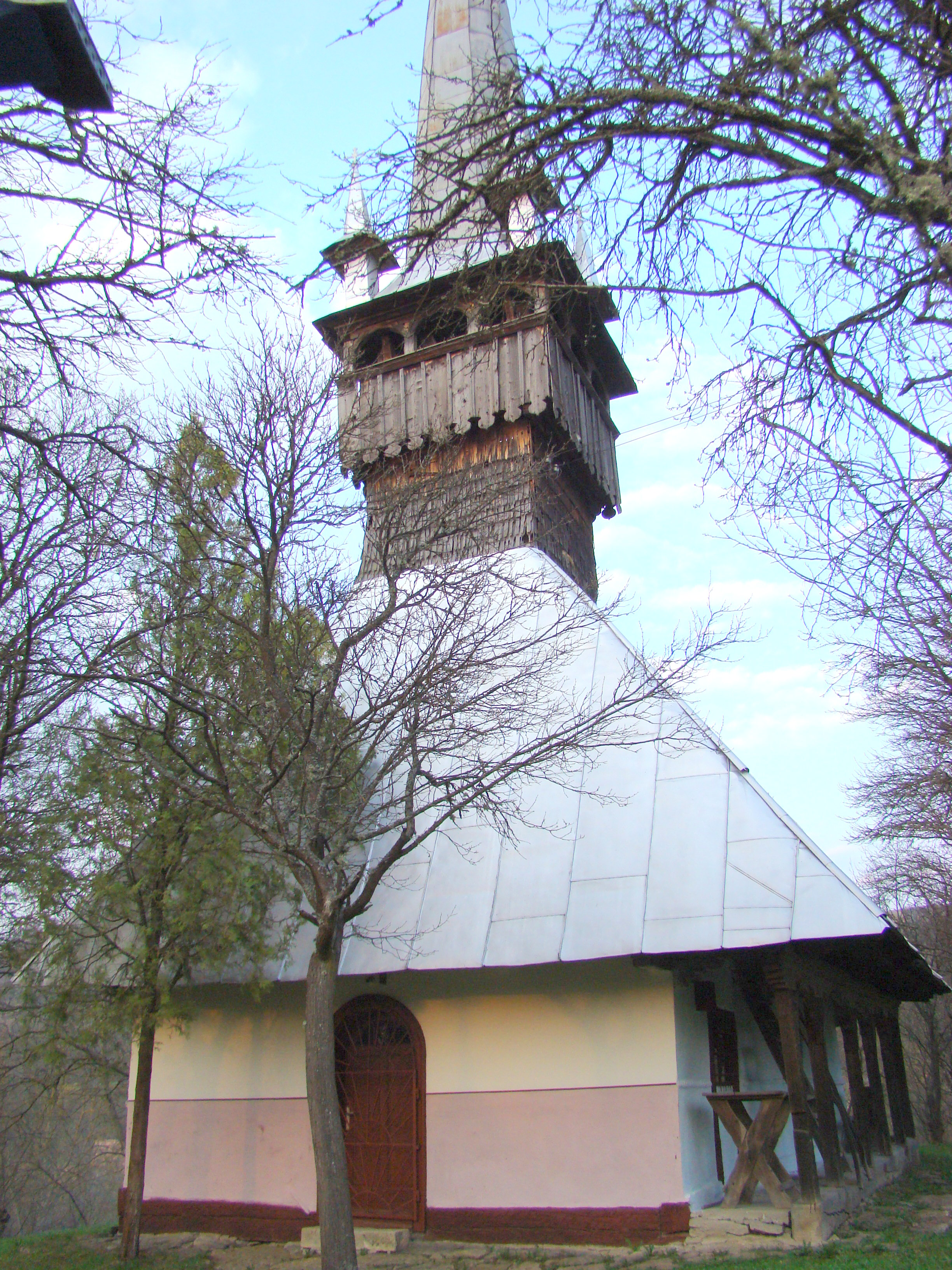
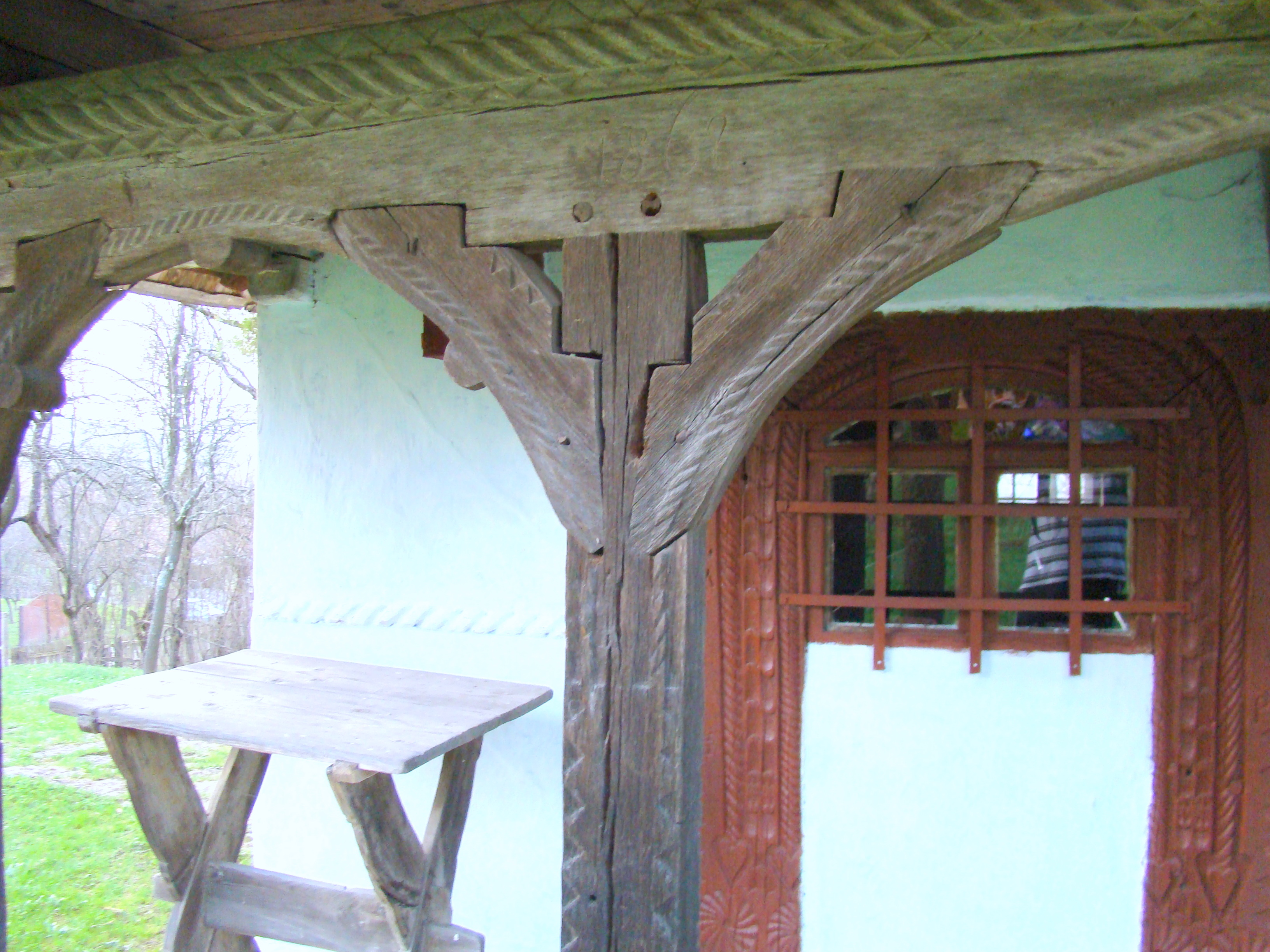
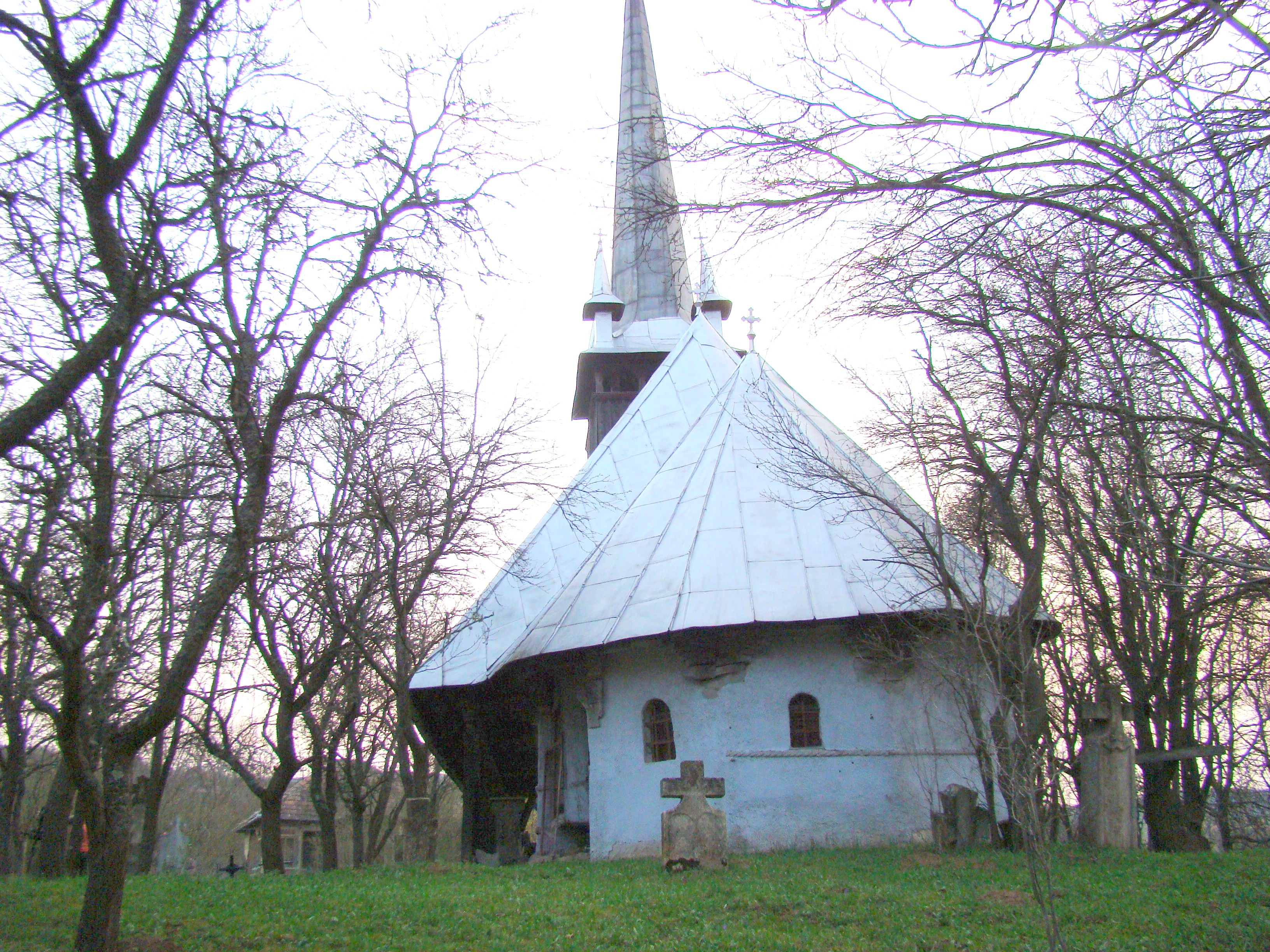
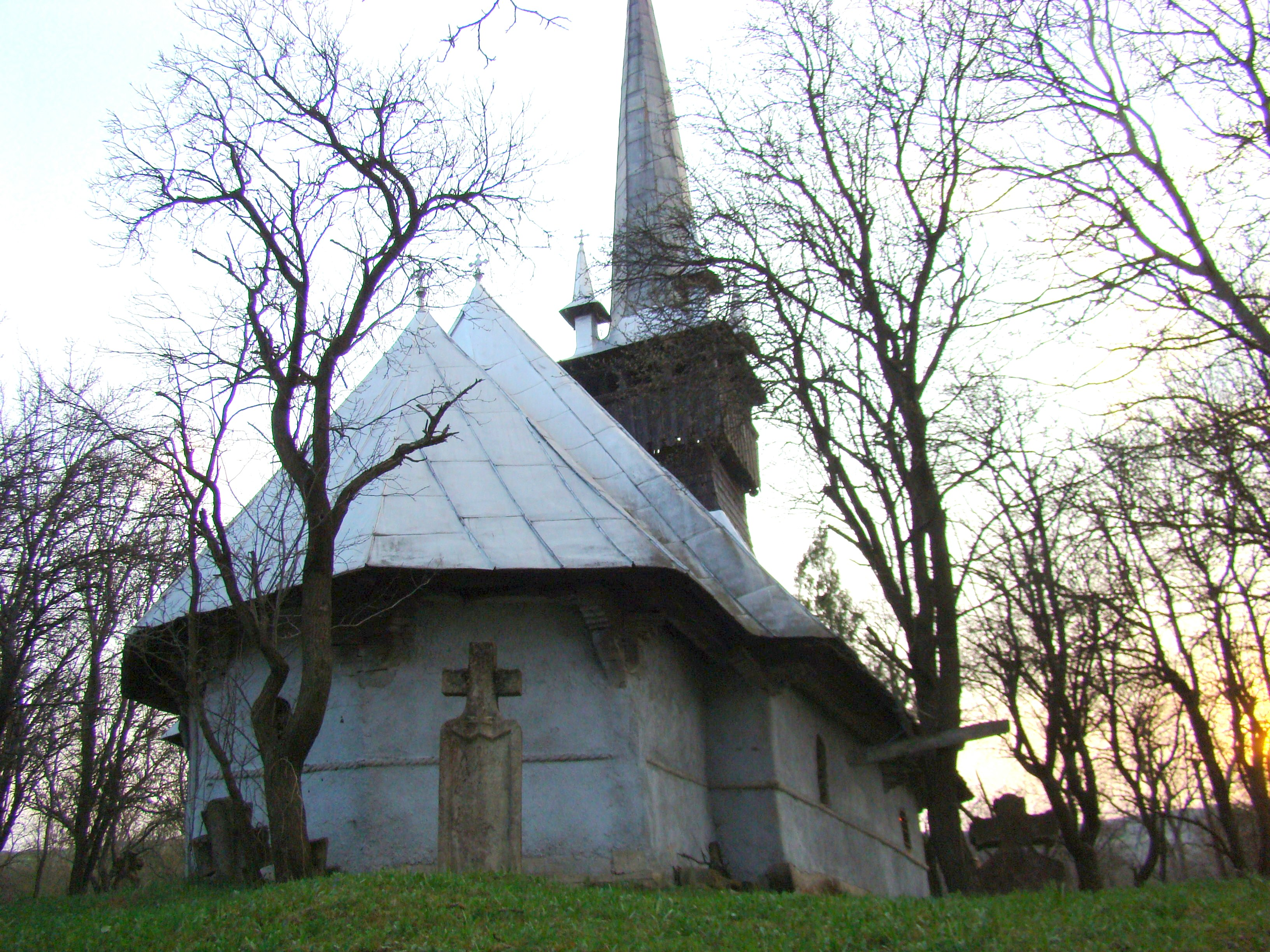
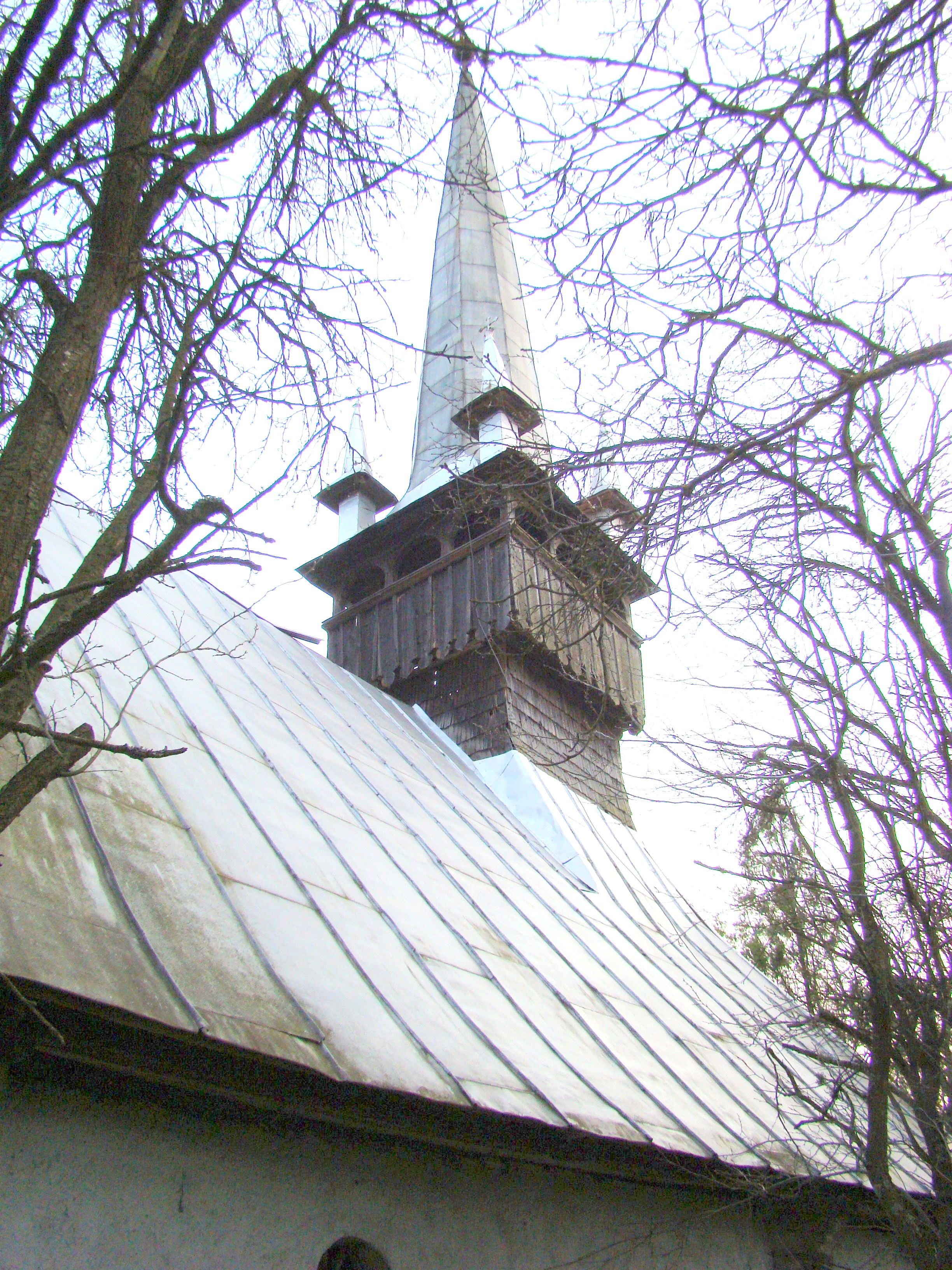
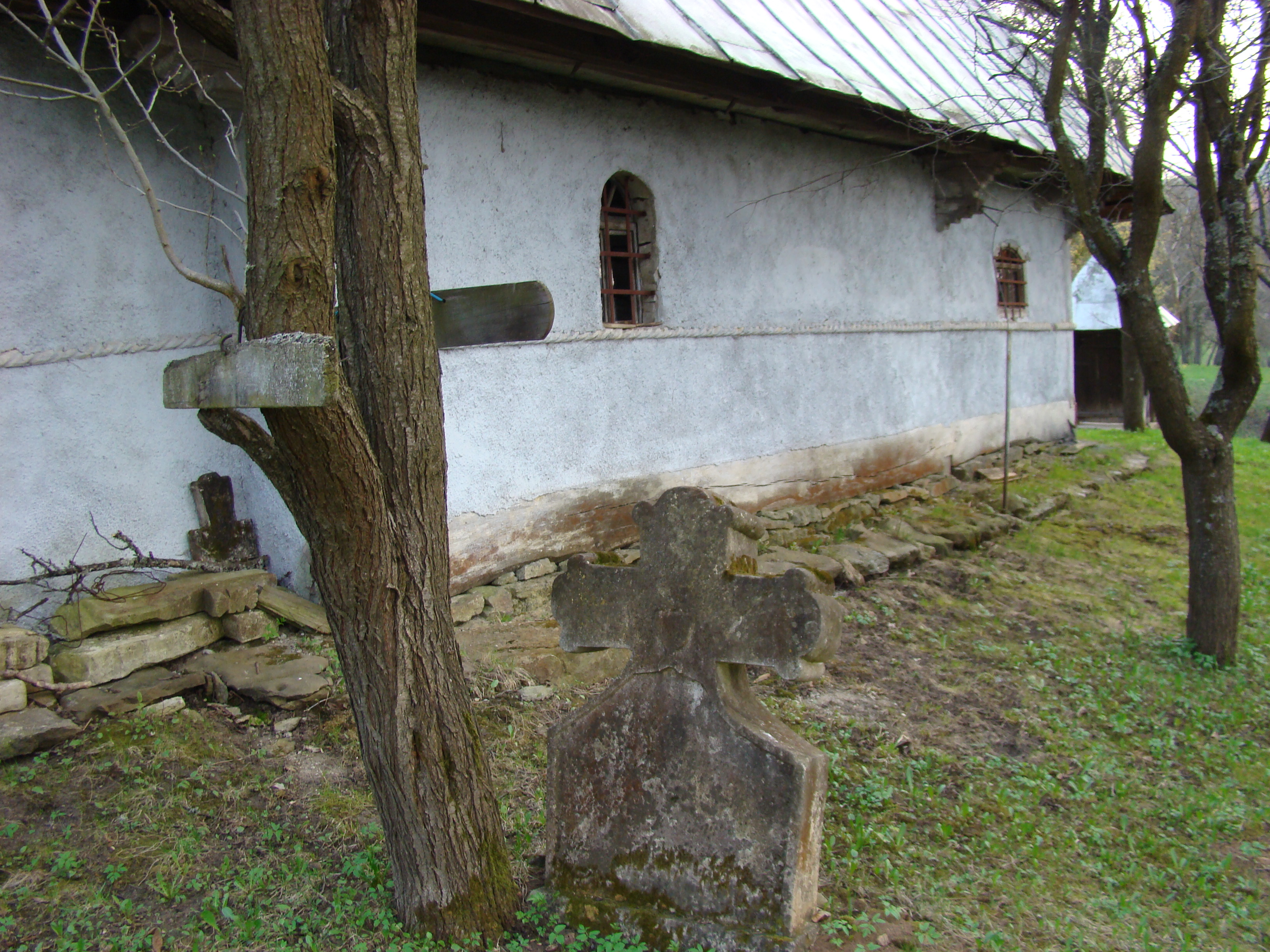
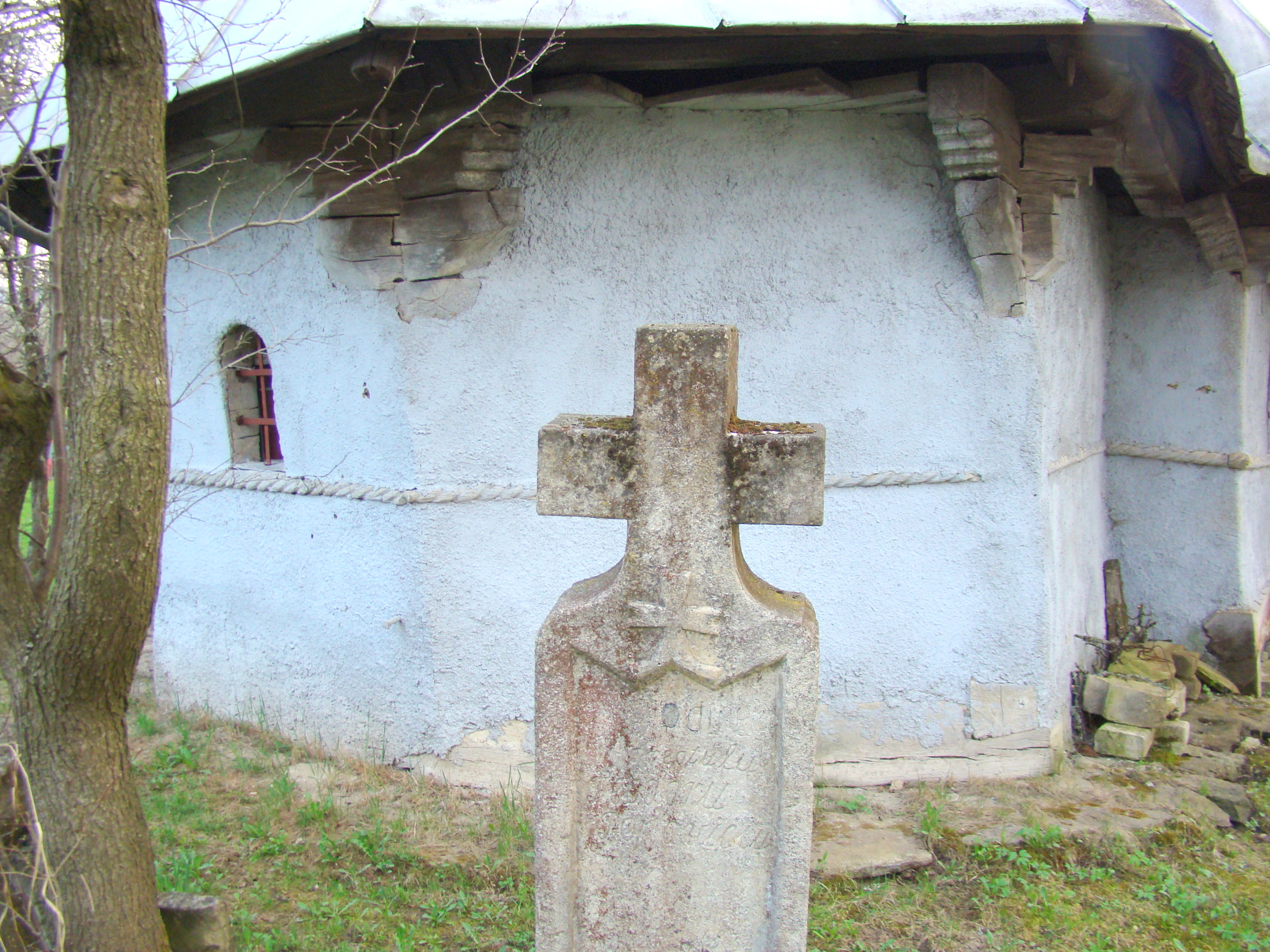
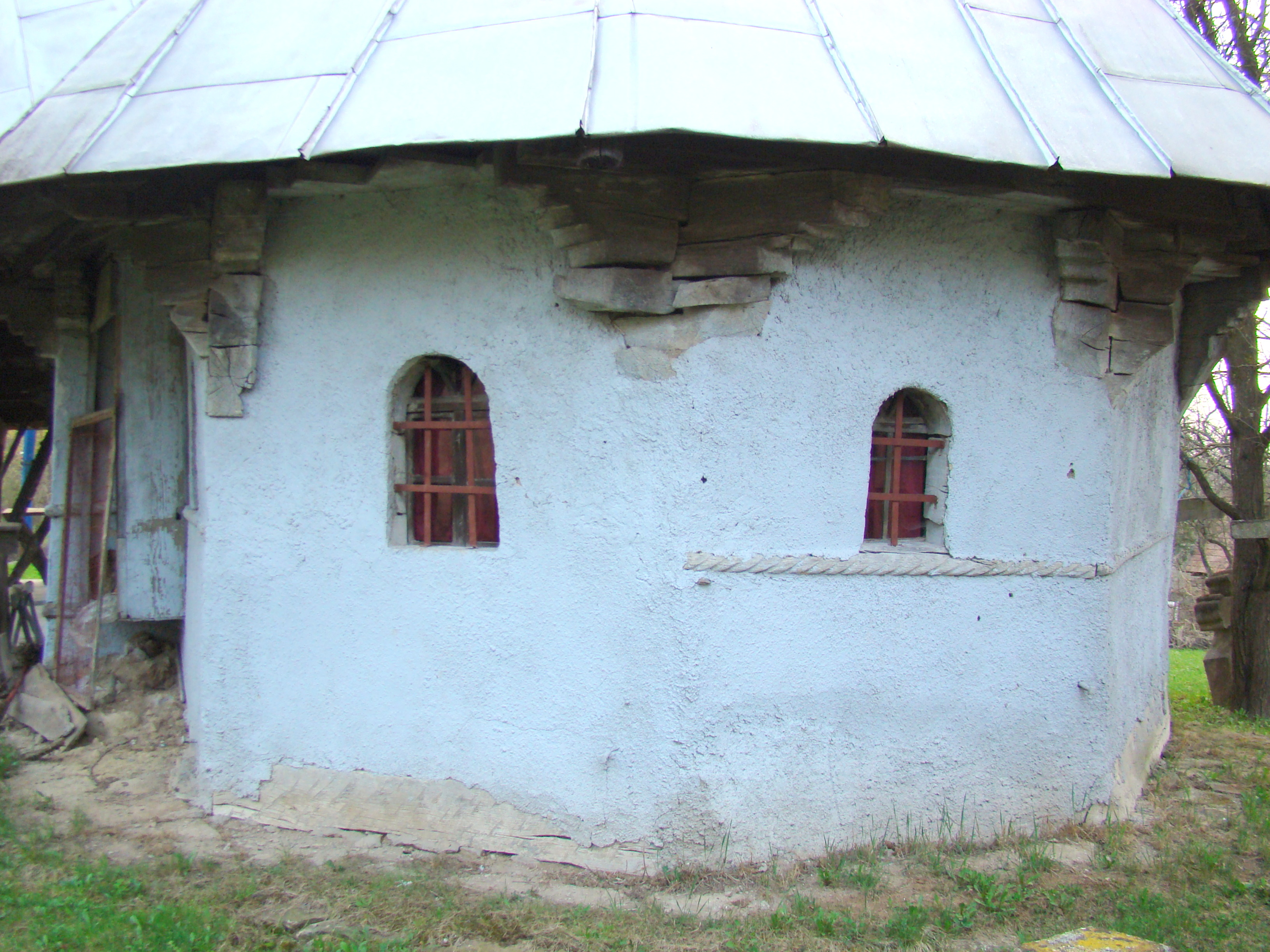
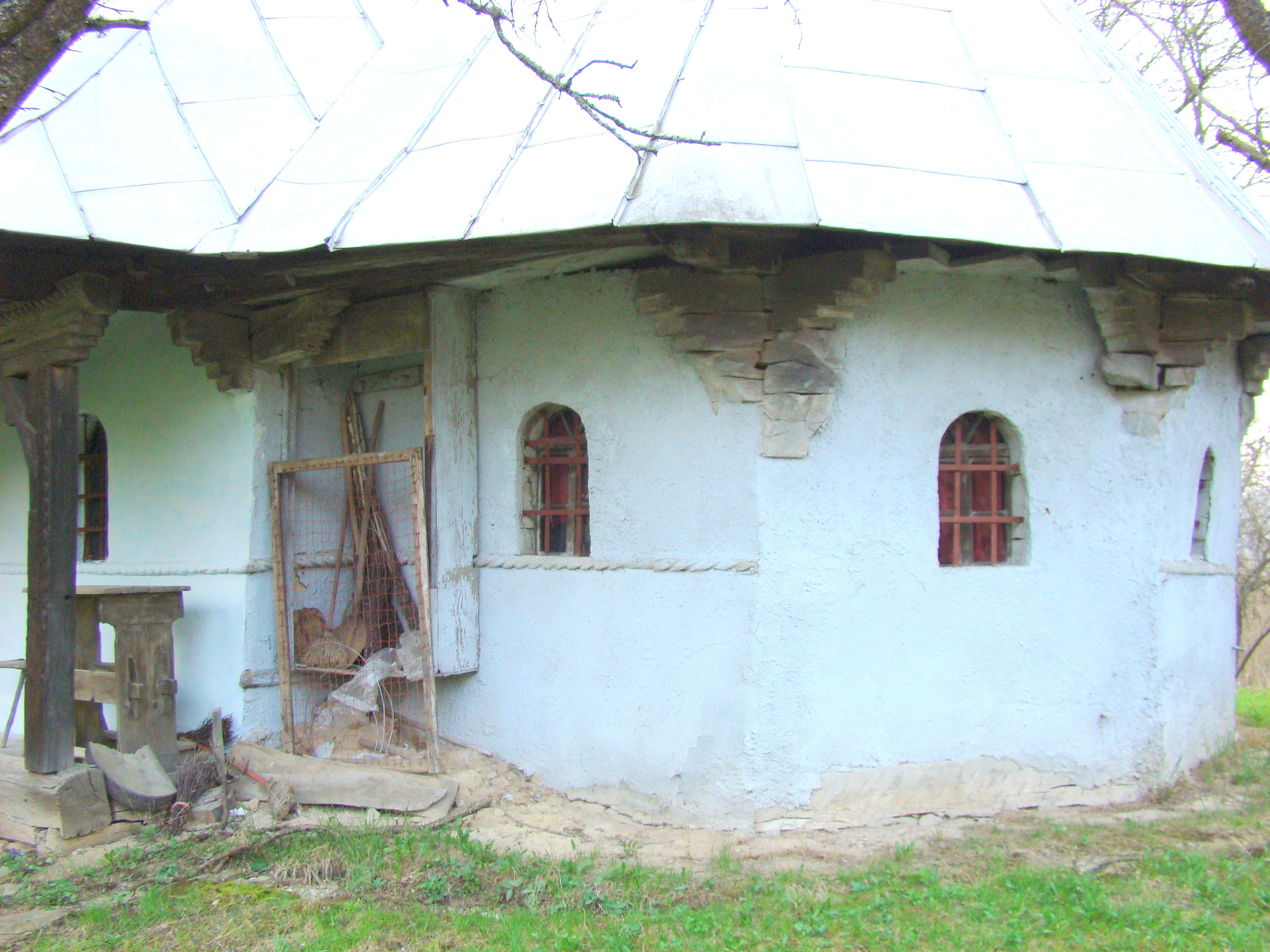
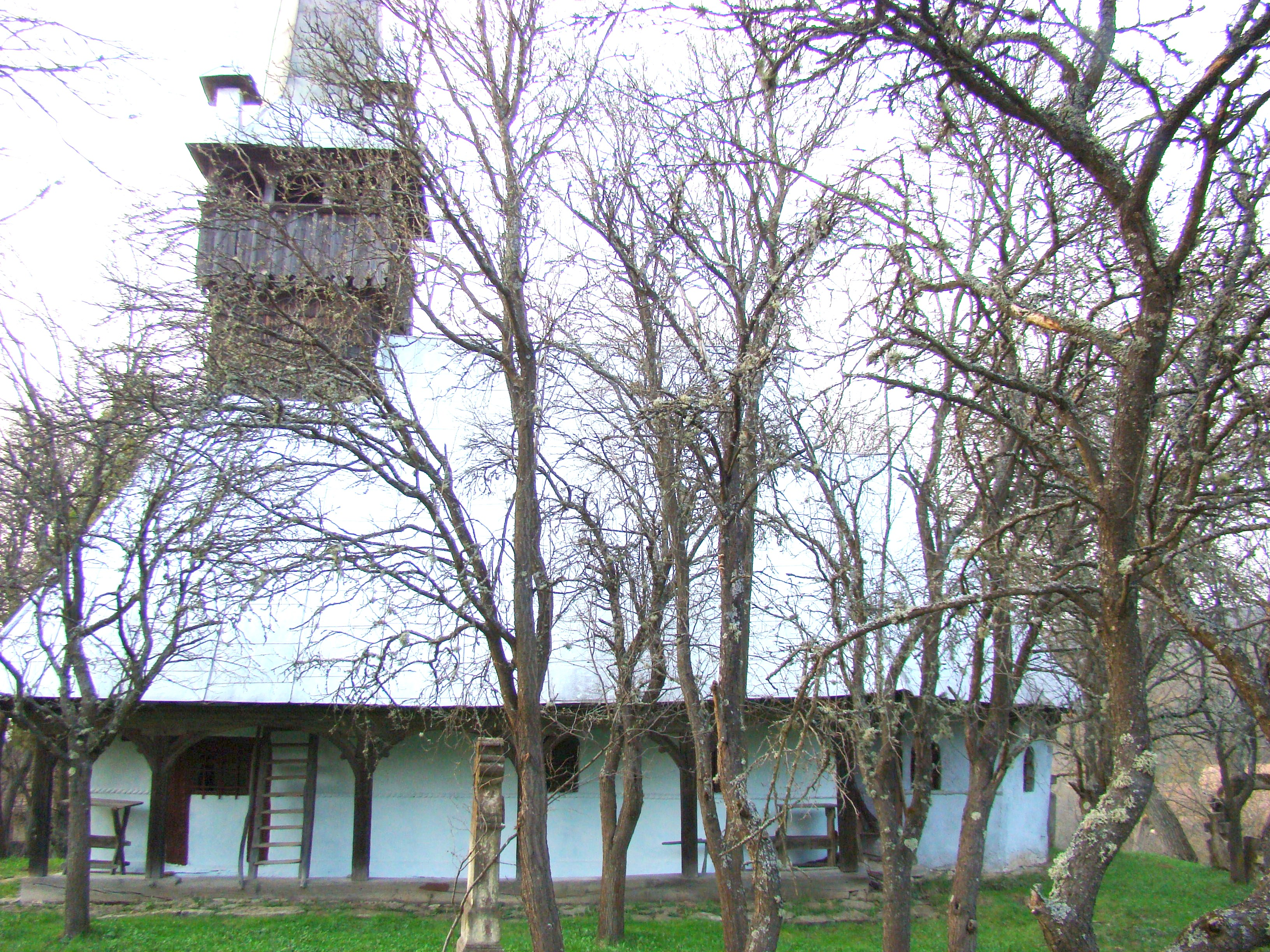
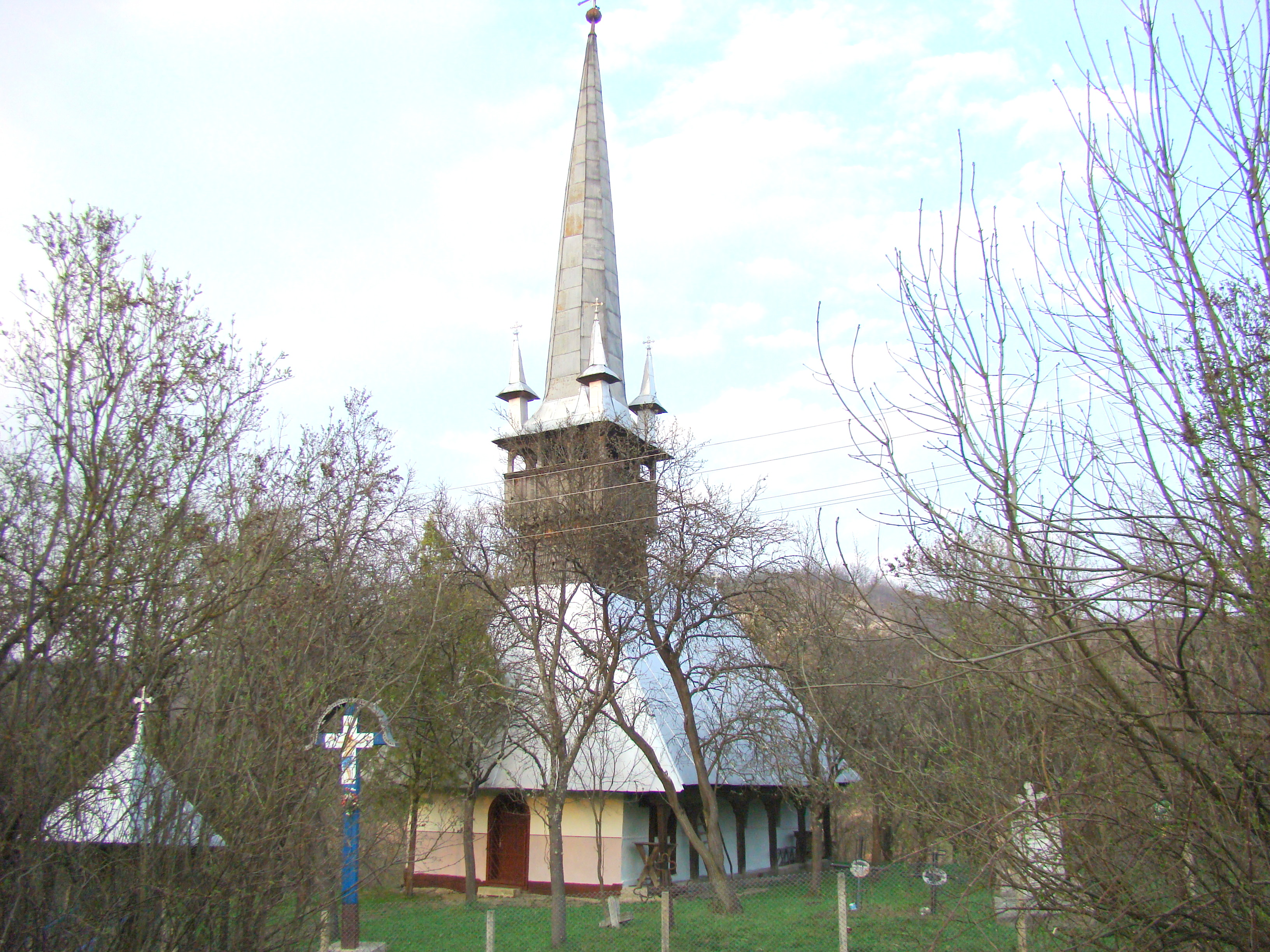
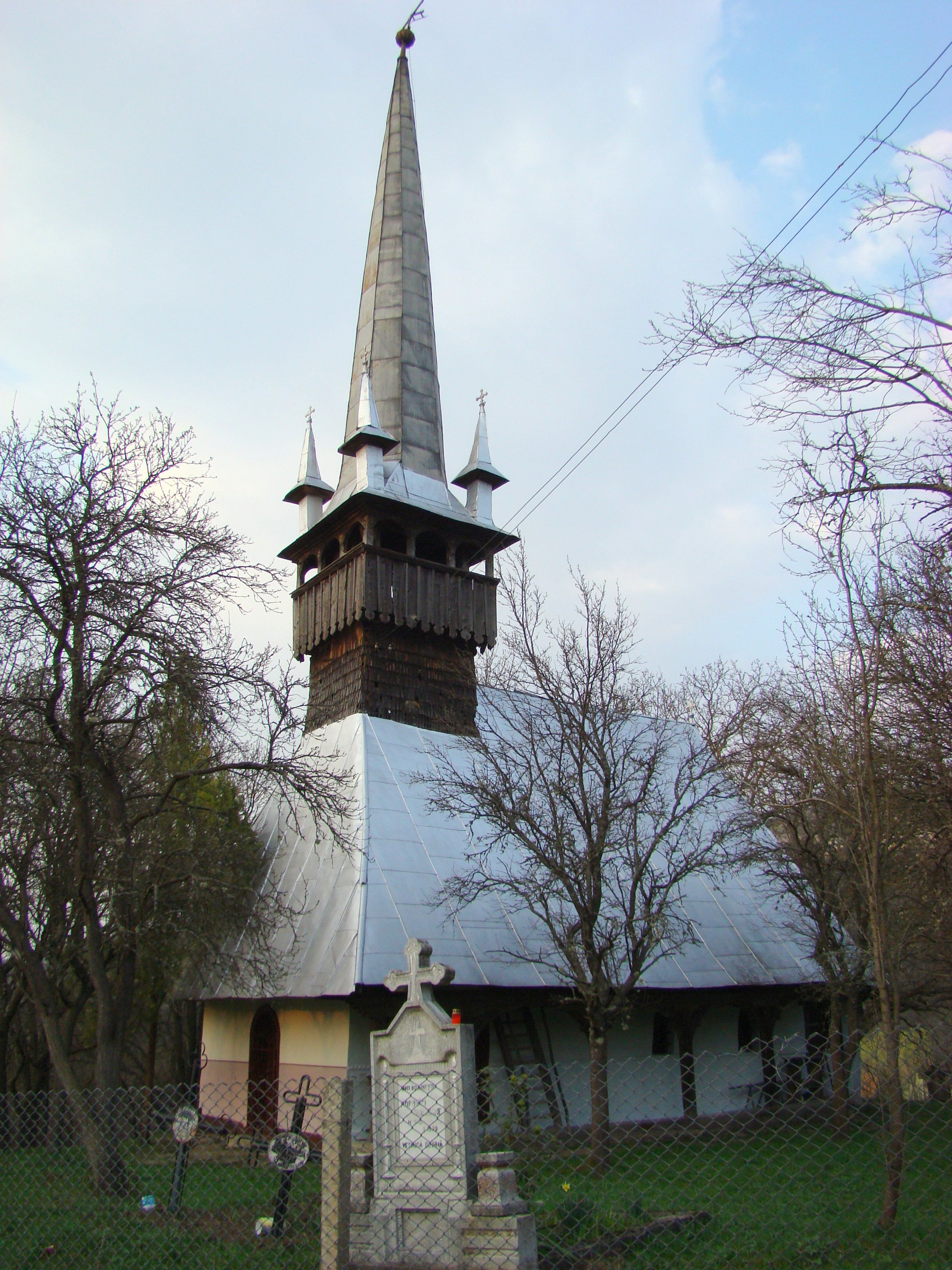
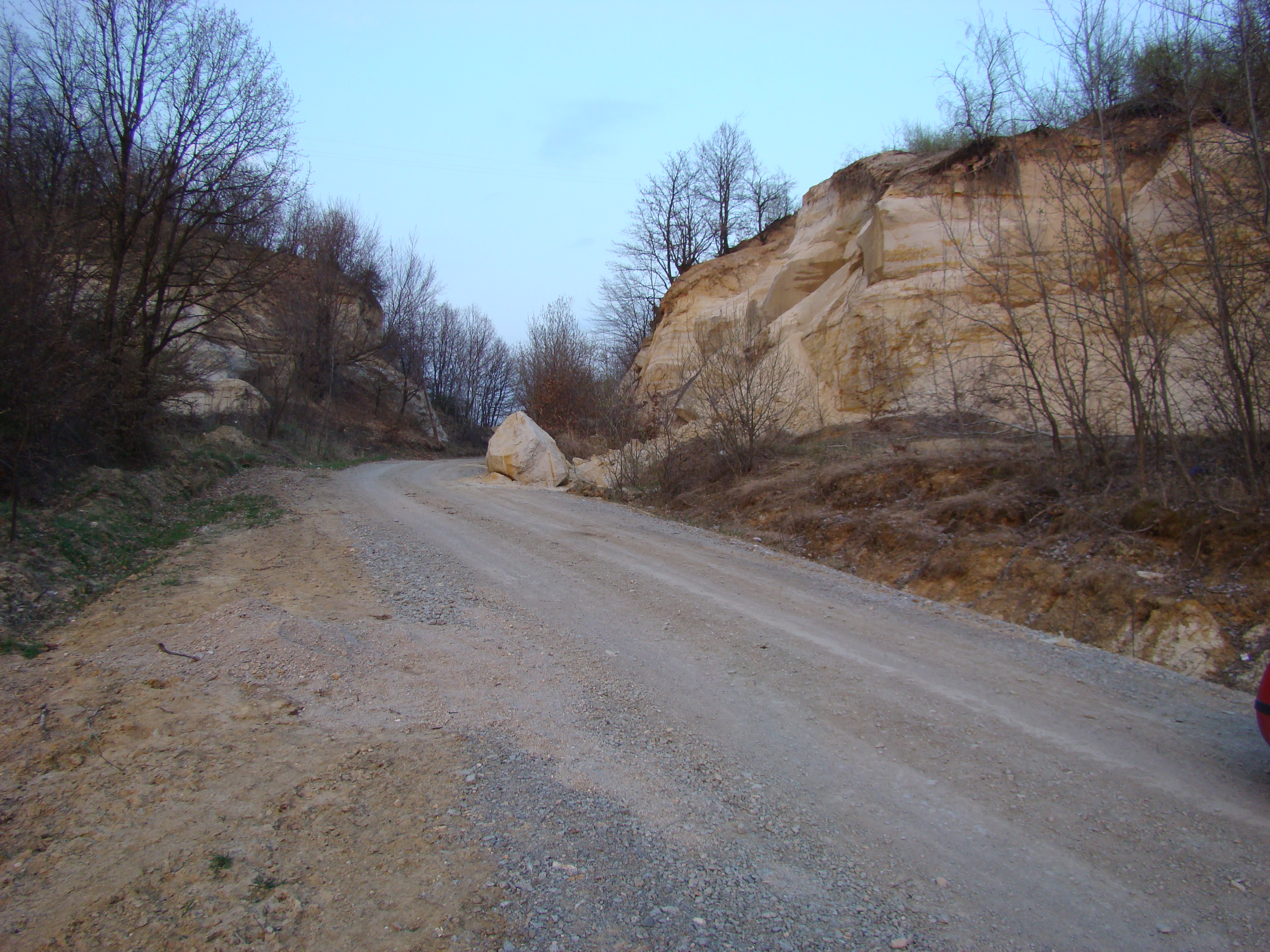